# テレビ愛知アニメ番組放送一覧
テレビ愛知アニメ番組放送一覧（テレビあいちアニメばんぐみほうそういちらん）では、愛知県のテレビ東京系列局であるテレビ愛知（以下本局）にて現在放送しているものおよび過去に放送されたアニメ番組を日程の古いものから順に列挙している。

## 概要
本記事では、本局にて放送されているテレビアニメを、現在放送されているものを中心に列挙している。
現在放送中のものは、縦軸を時間、横軸を曜日で区切った表で上から時間の早い順に、左から曜日の早い順に並べている。放送予定のものは、上から曜日、かつ時間の早い順に並べている。過去放送されたものは、曜日を大項目として、それを放送時間枠ごとに分割した上で並べている（表記の順は上記の「放送予定」のものに準じる）。

### 本局におけるテレビアニメの放送の傾向

#### 全日帯
全日帯においてはほとんどの場合、テレビ東京系列局（本局も含めて）製作のテレビアニメが放送される。

#### 深夜帯
一方、深夜帯の場合は系列外のテレビアニメが大半を占める。例えば2020年10月期現在では、深夜（Wikipediaにおいて「深夜番組」の時間帯と定義づけられている23時から翌5時まで）に放送されているもの（15本）のうち、系列外のものは13本ある。
出資企業別では、主にKADOKAWAとアニプレックス、ブシロード（特に月曜1:05 - 1:35枠で放送されることが多い）出資の作品が放送される傾向がある。
KADOKAWA作品は2016年までは主にぎふチャンや三重テレビで放送されていたが2017年以降は当局での放送に移行している。
一方でキングレコード出資作品はかつてスターチャイルド作品を中心に多数放送されていたものの2016年に同レーベルが消滅して以降はほぼ放送されなくなっている。
放送時間帯は概ね1時台から3時台の間である（同じくネットワークを組んでいる局の放送時間帯の例：中京テレビ（日本テレビ系列）旧『チュッキョアニメ』（日曜 1:55 - 2:25（土曜深夜））、CBCテレビ『アガルアニメ Type-C』）。同一のテレビアニメの放送においては、テレビ東京系列局であることから、特に23時 - 翌0時台が編成の都合で（月曜日はドラマ番組、火曜日から木曜日、日曜日はバラエティ番組、金曜日はWBS、土曜日は同局制作のアニメ番組とスポーツニュース番組）、ローカルセールスアニメの放送自体が困難であるため、TOKYO MXやサンテレビなどのUHF局と比べると遅い時間帯になることが多い。
2020年7月期以降はテレビ愛知ローカルで独自に深夜アニメ（一部は本放送が全日帯アニメだった番組を含む）の再放送を行っている。
2022年1月期はテレビ東京の深夜アニメが再放送を除き一本もネットされていない。

## 現在放送中の作品
| 放送日             | 放送時間                               | 作品名 | 製作局or放送形態 | 放送期間 | 備考 |
| ------------------ | -------------------------------------- | --- | --- | --- | --- |
| 月曜日             | 深夜 24:00 - 24:30                     | SAKAMOTO DAYS （第2クール） | テレビ東京 トムス・エンタテインメント 集英社 | 2025年 7月15日 - 9月23日（予定） | 字幕放送実施。 TXN系列全局で同時ネット。 このほか複数の系列外局でも遅れネット。 第1クールは2025年1月期に土曜23時00分 - 23時30分枠にて放送。 テレビ東京・トムス・エンタテインメント・集英社共同製作。          |
| 月曜日             | 深夜 25:30 - 26:00                     | フードコートで、また明日。 | KADOKAWA ムービック BS日テレ AT-X TOKYO MX トイズファクトリー サンテレビ                                                                                   | 2025年 7月8日 - 9月23日（予定） | KADOKAWA・ムービック・BS日テレ・AT-X・TOKYO MX・トイズファクトリー・サンテレビ共同製作。 |
| 月曜日             | 深夜 26:05 - 26:35                     | サイレント・ウィッチ 沈黙の魔女の隠しごと | アニプレックス KADOKAWA TOKYO MX BS11 ムービック | 2025年 7月8日 - 9月30日（予定） | アニプレックス・KADOKAWA・TOKYO MX・BS11・ムービック共同製作。 |
| 火曜日             | 深夜 24:00 - 24:30                     | おそ松さん（第4期） | 大一商会 ぴえろ テレビ東京 エイベックス・ピクチャーズ 電通 フジオ・プロダクション AT-X                                                                     | 2025年 7月9日 - 10月1日（予定） | 字幕放送実施。 TXN系列全局で同時ネット。 大一商会 ・ぴえろ・テレビ東京・エイベックス・ピクチャーズ・電通・ フジオ・プロダクション ・AT-X共同製作。                                                            |
| 水曜日             | 深夜 25:30 - 26:00                     | 転生したら第七王子だったので、気ままに魔術を極めます（第2期）                                                                                          | テレビ東京 バンダイナムコフィルムワークス 講談社 クランチロール バンダイナムコミュージックライブ ADKマーケティング･ソリューションズ                        | 2025年 7月10日 - 9月25日（予定） | BSではBS日テレにて放送。 テレビ大阪、テレビ東京でも放送。 テレビ東京・バンダイナムコフィルムワークス・講談社・クランチロール ・バンダイナムコミュージックライブ・ADKマーケティング･ソリューションズ共同製作。 |
| 水曜日             | 深夜 26:05 - 26:35                     | 瑠璃の宝石 | アニプレックス KADOKAWA TOKYO MX BS11 AT-X フリュー ムービック ビットグルーヴプロモーション EGG FIRM                                                       | 2025年 7月10日 - 10月2日（予定） | アニプレックス・KADOKAWA・TOKYO MX・BS11・AT-X・フリュー・ムービック・ビットグルーヴプロモーション・EGG FIRM共同製作。                                                                                        |
| 水曜日             | 深夜 26:35 - 27:05                     | 盾の勇者の成り上がりSeason4 | KADOKAWA クランチロール サミー 日本コロムビア NTTドコモ グッドスマイルカンパニー AT-X フロンティアワークス                                                 | 2025年 7月10日 - 9月25日（予定） | KADOKAWA・クランチロール・サミー・日本コロムビア・NTTドコモ・グッドスマイルカンパニー・AT-X・フロンティアワークス共同製作。                                                                                   |
| 木曜日             | 深夜 25:30 - 26:00                     | Dr.STONE SCIENCE FUTURE 第2クール | 東宝 トムス・エンタテインメント 集英社 | 2025年 7月11日 - 9月26日（予定） | 東宝・トムス・エンタテインメント・集英社共同製作。 |
| 木曜日             | 深夜 26:05 - 26:35                     | 恋愛フロップス | KADOKAWA AT-X BS11 ムービック NTTぷらら TOKYO MX テレビ愛知 サンテレビ                                                                                     | 2025年 7月4日 - 9月19日（予定） | 再放送。 本放送は2022年10月期に火曜（月曜深夜）26時05分-26時35分枠にて放送。 KADOKAWA・AT-X・BS11・ムービック・NTTぷらら・TOKYO MX・テレビ愛知・サンテレビ共同製作。                                          |
| 金曜日             | 夕方 17:55 - 18:25                     | パウ・パトロール（第79話 -） | テレビ東京 タカラトミー 小学館 学研 OLM DIGITAL | 2022年 1月7日 - | パウ・パトロール（海外アニメ、二ヶ国語版）。 テレビ東京・タカラトミー・小学館・学研・OLM DIGITAL共同製作。 |
| 金曜日             | 夕方 18:25 - 18:55                     | BEYBLADE X | テレビ東京 タカラトミー小学館 ADKエモーションズ ビクターエンタテインメント オー・エル・エム                                                                | 2023年 10月6日 - | ベイブレードシリーズ。 テレビ東京・タカラトミー・小学館・ADKエモーションズ・ビクターエンタテインメント・オー・エル・エム共同製作。                                                                            |
| 金曜日             | 夕方 18:55 - 19:25                     | ポケットモンスター | テレビ東京 MEDIANET ShoPro | 2023年 4月14日 - | ポケットモンスターシリーズ。 テレビ東京・MEDIANET・ShoPro共同製作。 |
| 金曜日             | 深夜 26:05 - 26:35                     | 没落予定の貴族だけど、暇だったから魔法を極めてみた | TOブックス クランチロール ハピネットファントム･スタジオ テレビ東京メディアネット U-NEXT ムービック キングレコード スタジオディーン クロックワークス BSフジ | 2025年 7月5日 - 9月20日（予定） | TOブックス・クランチロール・ハピネットファントム･スタジオ・テレビ東京メディアネット・U-NEXT・ムービック・キングレコード・スタジオディーン・クロックワークス・BSフジ共同製作。 再放送（当局では初放送）。      |
| 土曜日             | 朝 7:30 - 8:00                         | ニンジャラ | テレビ東京 電通 オー・エル・エム | 2023年 10月7日 - （この時間帯として） | 土曜朝10時00分 - 10時30分より枠移動。 テレビ東京・電通・オー・エル・エム共同製作。 |
| 土曜日             | 朝 8:00 - 8:30                         | カードファイト!! ヴァンガード Divinez デラックス決勝編                                                                                                 | ブシロード | 2025年 7月5日 - | テレビ愛知幹事。 「カードファイト‼︎ ヴァンガードシリーズ」 BSではBS日テレにて放送。 ブシロード製作。 |
| 土曜日             | 朝 8:30 - 9:00                         | しまじろうのわお! （第155話 -） | テレビせとうち ベネッセコーポレーション 電通 | 2015年 4月4日 - （この時間帯として） | テレビせとうち・ベネッセコーポレーション・電通共同製作。 「しまじろう」シリーズ。 月曜朝7時30分 - 8時00分枠から移動。 BSではBS11にて放送。                                                                    |
| 土曜日             | 朝 9:00 - 9:30                         | ウルトラマンオメガ | テレビ東京 円谷プロダクション 電通 | 2025年 7月5日 - | （非アニメ・特撮番組） 2025年6月28日は事前番組を放送。 同時間帯は長年に渡って『ウルトラシリーズ』となっている。 テレビ東京・円谷プロダクション・電通共同製作。                                                |
| 土曜日             | 朝 9:30 - 9:45                         | ギャビーのドールハウス | ドリームワークス・アニメーション | 2025年 4月5日 - （この時間帯として） | 海外アニメ・ドラマ。 日曜朝9時00分 - 9時15分枠より移動。 ドリームワークス・アニメーション製作。 |
| 土曜日             | 朝 9:45 - 10:00                        | ぷにるんず ぷに3 | テレビ東京 電通 OLM | 2025年 7月5日 - | 『ぷにるんず』シリーズ。 テレビ東京・電通・OLM共同製作。 |
| 土曜日             | 朝 10:00 - 10:30                       | ホットウィール モンスタートラック（Hot Wheels Monster Trucks Camp Crush）                                                                              | マテル・インターナショナル | 2025年 7月5日 - | 海外アニメ。 一部エピソードは「ミックスジュース!」枠で放送済み。 マテル・インターナショナル製作。 10:30まで。                                                                                                 |
| 土曜日             | 夜 23:00 - 23:30                       | 怪獣8号（第2期） | 東宝 集英社 TOHO Global プロダクション・アイジー カラー | 2025年 7月19日 - 9月27日（予定） | 字幕放送実施。 TXN系列全局で同時ネット。 このほか複数の系列外局でも遅れネット。 東宝・集英社・TOHO Global・プロダクション・アイジー・カラー 共同製作。                                                        |
| 日曜日             |                                        | | | | |
| 朝 7:00 - 7:15     | ブルーイ                               | Ludo Studio | 2025年 4月6日 - | 海外アニメ、二ヶ国語版。 土曜朝の「イニミニマニモ」枠（関東ローカル）より移動。 オーストラリアのアニメ、主音声は日本語吹き替え、第二音声：英語） Ludo Studio製作。 | |
| 朝 7:15 - 7:30     | 最強王図鑑 ～The Ultimate Tournament～ | テレビ東京 Gakken | 2025年 4月6日 - | 第1期「最強王図鑑～The Ultimate Battles～」は「イニミニマニモ」枠（関東ローカル）で放送。 テレビ東京・Gakken共同製作。 | |
| 朝 7:30 - 8:30     | ポケモンとどこいく!?                   | テレビ東京 The Pokémon Company ShoPro | 2025年 4月6日 - | 日曜朝8時00分 - 8時30分枠は、長年にわたって「週刊ポケモン放送局」の系譜を継いだ『ポケモン』関連の情報番組（非アニメ・バラエティ番組）が編成されている。 1時間枠に拡大。 2025年3月30日までは日曜朝8時00分 - 8時30分の30分枠で放送されていた。 現在放送中の金曜18時55分-19時25分枠のアニメ「ポケットモンスター（リコロイ編）」も参照。 テレビ東京・The Pokémon Company・ShoPro共同製作。 | |
| 朝 8:30 - 9:00     | トミプラワールド のりのりタイムズ!!    | テレビ東京 タカラトミー | 2025年 4月6日 - | （バラエティ番組） 本枠内で『トミカヒーローズ ジョブレイバーセレクション 』と『ゴー!ゴー!びーくるずー のりものスター編 』が放送。 2025年7月6日より『特装合体ロボ ジョブレイバー』、2025年7月20日より『トミカとトム』が放送。 テレビ東京・タカラトミー共同製作。 | |
| 朝 9:00 - 9:30     | プリンセッション・オーケストラ         | テレビ東京 キングレコード タカラトミー アリア・エンターテインメント トーハン                                                                           | 2025年 4月6日 - | 『プリンセスサンデー』第1部 テレビ東京・キングレコード・タカラトミー・アリア・エンターテインメント・トーハン共同製作。 | |
| 朝 9:30 - 10:00    | ひみつのアイプリ リング編              | テレビ東京 エイベックス・ピクチャーズ オー・エル・エム 京楽産業ホールディングス 小学館 タカラトミー タカラトミーアーツ Dongwoo A&E・日本アドシステムズ | 2025年 4月6日 - | 『プリンセスサンデー』第2部 「プリティーシリーズ」 日曜朝10時00分 - 10時30分枠より繰り上げ。 テレビ東京・エイベックス・ピクチャーズ・オー・エル・エム・京楽産業ホールディングス・小学館・タカラトミー・タカラトミーアーツ・Dongwoo A&E・日本アドシステムズ共同製作。 10:00まで。 | |
| 夕方 17:30 - 18:00 | ぷにるはかわいいスライム（第2期）      | 東宝 テレビ東京 小学館 小学館集英社プロダクション | 2025年 7月6日 - 9月21日（予定） | 第1期は2024年10月期に日曜23時45分-翌0時15分枠にて放送。 東宝・テレビ東京・小学館・小学館集英社プロダクション共同製作。 2025年7月9日（7月8日深夜）水曜（火曜深夜）には26時35分-27時05分にて第13話の再放送が行われた。（テレビ東京のみ） | |
| 夕方 18:00 - 18:30 | パズドラ                               | テレビ東京 電通 ぴえろ | 2020年 10月4日 - | 土曜朝9時30分 - 10時00分枠から移動。 2020年4月以降、半分ほどゲームバラエティコーナーとなっている。 テレビ東京・電通・ぴえろ共同製作。 | |
| 夜 23:45 - 翌 0:15 | ホテル・インヒューマンズ               | テレビ東京 DMM.com 小学館 グッドスマイルカンパニー ブリッジ                                                                                            | 2025年 7月6日 - 9月28日（予定） | 字幕放送・解説放送実施。 TXN系列全局で同時ネット。 テレビユー山形でも放送。 テレビ東京・DMM.com・小学館・グッドスマイルカンパニー・ブリッジ共同製作。 第3話は７月21日（7月20日深夜）、第6話は8月11日（8月10日深夜）月曜（日曜深夜） 24時45分 - 25時15分に放送。 2025年7月10日（7月9日深夜）木曜（水曜深夜）には25時30分-26時00分にて第1話の再放送が行われた。（テレビ東京のみ）        | |
| 深夜 25:20 - 25:50 | CITY THE ANIMATION                     | 京都アニメーション ABCアニメーション ポニーキャニオン 講談社                                                                                           | 2025年 7月7日 - 9月29日（予定） | 京都アニメーション・ABCアニメーション・ポニーキャニオン・講談社共同製作。 | |

## 放送予定
| 作品名         | 製作局or放送形態                                                 | 放送時間          | 放送期間                  | 備考 |
| -------------- | ---------------------------------------------------------------- | ----------------- | ------------------------- | --- |
| 月曜日         |                                                                  |                   |                           | |
| 3年Z組銀八先生 | テレビ東京 電通 バンダイナムコピクチャーズ 集英社 アニプレックス | 深夜24:00 - 24:30 | 2025年 10月7日 - （予定） | TXN系列全局で同時ネット。 テレビ東京・電通・バンダイナムコピクチャーズ・集英社・アニプレックス共同製作。 |

## 放送を終了した作品

### 表について

#### 表記方法
- 放送時刻はJSTで表記。
- 日時の表記は「現在放送中のアニメ」の項に準じて30時間制に則っている。
- 「☆」 - テレビ東京系列局が製作参加、あるいはテレビ東京系で放送されたテレビアニメ作品。
- 「○」 - 本局が製作参加したテレビアニメ作品（本局が製作参加したテレビアニメ作品の詳細については「Category:テレビ愛知のアニメ」も参照のこと）。

#### Wikipedia内関連リンク
- 現在放送中のアニメ以外の番組については「テレビ愛知#現在放送中の番組」を参照のこと。
- テレビ東京系列の全日帯アニメについては「テレビ東京系アニメ」「Category:テレビ東京系アニメの放送枠」を参照のこと（本局製作全日帯アニメやローカル再放送枠についてはこの限りではない）。
- 本局が2015年4月1日から2022年3月25日まで夕方に編成していた「トワイライト☆アニメ」で放送されているテレビアニメ作品については当項を参照のこと。

### 日曜日

#### 6時00分 - 6時30分
- カレイドスター→ カレイドスター 新たなる翼（☆2003年4月13日 - 2004年3月28日）
- アニメ枠中断（2004年4月以降）

#### 6時24分 - 6時54分
- 最響カミズモード!（系列外製作、 2021年4月4日 - 9月5日、※日曜朝6時30分 - 7時00分枠から移動）
- アニメ枠中断（2021年9月以降（9月12日からは釣り番組「ソルトフィッシングパラダイスTV 」、2024年10月からは「ルアルアチャンネル（サンテレビ製作）」を放送）。）

#### 6時54分 - 7時00分
- 炸裂!あまびえ姫。season3（系列外製作、2024年1月14日 - 3月31日、※第1期「炸裂!あまびえ姫。season1」、第2期「炸裂!あまびえ姫。season2」は当局を含めた中京広域圏では未放送）
- アニメ枠中断（2024年4月以降）

#### 6時30分 - 7時00分
- ピーチガール（☆2005年1月9日 - 3月27日、※2005年4月以降は土曜朝7時00分 - 7時30分枠に移動）
- アニメ枠中断（2005年4月 - 2005年12月は一般番組、2006年1月 - 10月は魔弾戦記リュウケンドーを放送）
  - 魔弾戦記リュウケンドー（○☆2006年1月15日 - 10月8日、※非アニメ・特撮番組、2006年10月以降は日曜朝7時00分 - 7時30分枠に移動）
- ぷるるんっ!しずくちゃんシリーズ
  - ぷるるんっ!しずくちゃん（☆2006年10月15日 - 2007年10月7日、※第2期「ぷるるんっ!しずくちゃんあはっ☆」は日曜朝9時00分 - 9時30分枠にて放送）
- しゅごキャラ！シリーズ
  - しゅごキャラ! （☆2007年10月14日 - 2008年10月5日）
  - しゅごキャラ!!どきっ（☆2008年10月12日 - 2009年10月4日）
  - しゅごキャラ!パーティー（☆2009年10月11日 - 2010年4月4日）
- サイボーグクロちゃん（☆○2010年4月11日 - 2011年4月17日、※第1話-第49話まで再放送、本放送はテレビ愛知製作の土曜朝8時00分 - 8時30分枠にて放送）
- アニメ枠中断（2011年4月-2012年10月）
- 遊☆戯☆王シリーズ
  - 遊☆戯☆王ZEXAL II （☆2012年10月14日 - 2014年3月23日、※再放送、本放送は日曜17時30分 - 18時00分枠にて放送）
  - 遊☆戯☆王ARC-V （☆2014年4月6日 - 2015年3月29日、※再放送、本放送は日曜17時30分 - 18時00分枠にて放送）
- フューチャーカード　バディファイトシリーズ
  - フューチャーカード　バディファイト（☆○2015年4月5日 - 7月26日、※リピート放送、月曜（日曜深夜）27時05分 - 27時35分枠より移動、本放送はテレビ愛知製作の土曜朝8時00分 - 8時30分枠にて放送）
  - フューチャーカード　バディファイト100（☆○2015年8月5日 - 2016年8月28日、※リピート放送、本放送はテレビ愛知製作の土曜朝8時00分-8時30分枠にて放送）
- トムとジェリー ショー[注釈 10] （カートゥーンネットワーク製作、2016年9月4日 - 10月2日、※海外アニメ、2016年10月9日より日曜10時30分-10時45分枠に移動）
- アニメ枠中断（2016年10月-2017年3月）
- まんが世界昔ばなし [注釈 10]（TBSテレビ製作、2017年4月2日 - 2019年3月24日、※本放送時にCBCテレビで放送されたため実質再放送、2020年3月15日には日曜朝6時30分-7時00分枠にて第62話の再放送が行われた。（テレビ愛知のみ））
- トムとジェリーテイルズ [注釈 10]（系列外製作、2019年3月31日 - 10月20日、※海外アニメ、2011年8月に東海テレビで放送 [注釈 11]されたため実質再放送）
- 未来少年コナン [注釈 10]（NHK製作、2019年10月27日 - 2020年5月10日、※本放送時にNHK名古屋（総合）にて放送されたため実質再放送[注釈 12]、再放送自体は2014年10月期に土曜朝7時00分 - 7時30分枠にて放送。）
- トムとジェリー [注釈 10]（TBSテレビ製作、2020年5月17日 - 2021年2月21日、※海外アニメ、本放送時にCBCテレビで放送されたため実質再放送）
- 最響カミズモード!（系列外製作、2021年2月28日 - 3月28日、※2021年4月4日以降は日曜朝6時24分 - 6時54分枠に移動）
- アニメ枠中断（2021年4月以降）

#### 7時00分 - 7時30分
- トムとジェリーとゆかいな仲間たち（☆2000年10月1日 - 2001年6月24日）
- パワーパフガールズ（シーズン2-シーズン4）（☆2001年7月1日 - 12月30日、※水曜18時30分 - 19時00分枠より移動）
- ふぉうちゅんドッグす（☆2002年10月6日 - 2003年3月30日、※木曜18時30分 - 19時00分枠より移動）
- 魔探偵ロキRAGNAROK （☆2003年4月6日 - 9月28日）
- DAN DOH!! （☆2004年4月4日 - 2004年9月26日）
- VIEWTIFUL JOE （☆2004年10月3日 - 2005年9月25日）
- 韋駄天翔 （☆2005年10月2日 - 2006年10月1日）
- アニメ枠中断（2006年10月-12月は魔弾戦記リュウケンドーを放送）
  - 魔弾戦記リュウケンドー（○☆2006年10月8日 - 12月31日、※非アニメ・特撮番組、日曜朝6時30分 - 7時00分枠より移動）
- トランスフォーマー シリーズ
  - ビーストウォーズ 超生命体トランスフォーマー（☆2007年1月7日 - 3月25日、※傑作選として一部エピソードを再放送、本放送は1997年10月期に水曜18時30分-19時00分枠にて放送されていた。）
- マーメイドメロディー ぴちぴちピッチシリーズ
  - マーメイドメロディー ぴちぴちピッチピュア（☆○2007年4月1日 - 4月8日、※第1話-第2話まで再放送[注釈 13] 本放送はテレビ愛知製作の土曜朝8時00分 - 8時30分枠にて放送、2007年4月18日より水曜朝7時30分-8時00分枠に移動）
- アニメ枠中断（2007年4月-9月まではバラエティ番組「ハロモニ@ [注釈 14]」を放送）
- やっとかめ探偵団（○2007年10月7日 - 2008年1月6日）
- ワンワンセレプー それゆけ!徹之進（☆○2008年1月13日 - 10月5日、※再放送、本放送はテレビ愛知製作の土曜朝8時00分 - 8時30分枠にて放送）
- ライブオン CARDLIVER 翔（☆2008年10月12日 - 2009年10月4日）
- アニメ枠中断（2009年10月-2010年4月は「トミカヒーロー レスキューファイアー」を傑作選として再放送）
- トミカヒーローシリーズ（非アニメ・特撮番組）
  - トミカヒーロー レスキューファイアー（☆○2009年10月11日 - 2010年4月4日、※傑作選として再放送、本放送はテレビ愛知製作の土曜朝8時00分-8時30分枠にて放送）
- ジュエルペットシリーズ（前作「ジュエルペット 」はテレビ大阪製作日曜朝9時30分-10時00分枠にて放送）
  - ジュエルペット てぃんくる☆  （☆2010年4月11日 - 2011年4月3日）
  - ジュエルペット サンシャイン （☆2011年4月10日 - 2012年4月1日）
  - ジュエルペットきら☆デコッ!（☆2012年4月8日 - 2013年3月31日）
  - ジュエルペット ハッピネス  （☆2013年4月7日 - 2014年3月30日）
  - レディジュエルペット  （☆2014年4月6日 - 2015年3月29日）
  - ジュエルペット マジカルチェンジ → ジュエルペットマジカルチェンジ ドリームセレクション（☆2015年4月4日 - 2016年1月24日[注釈 15]）
- リルリルフェアリルシリーズ
  - リルリルフェアリル ～妖精のドア～（☆2016年2月4日 - 3月27日、2016年4月2日より土曜朝10時00分 - 10時30分枠に移動しテレビ東京との同時ネットに移行）

以下はテレビ東京との同時ネット。
- レゴタイム
  - レゴニンジャゴー（シーズン7）（☆2017年10月1日 - 11月26日）
  - LEGO スター・ウォーズ/フリーメーカーの冒険（☆2017年12月10日 - 2018年2月25日）
  - レゴ ニンジャゴー（シーズン8）（☆2018年3月4日 - 3月25日）
- FAIRY TAILシリーズ
  - FAIRY TAIL（第3期）（☆2018年10月7日 - 2019年9月29日、※テレビ東京・電通共同製作。第1期および第2期は土曜朝10時30分 - 11時00分枠で放送）
- パウ・パトロール（海外アニメ、二ヶ国語版）
  - パウ・パトロール ベストセレクション（☆2019年10月6日 - 12月29日、※タカラトミー・小学館・学研・OLM DIGITAL・テレビ東京共同製作、再放送。）
  - パウ・パトロール（第27話 - 第52話）（☆2020年1月12日 - 7月5日、※タカラトミー・小学館・学研・OLM DIGITAL・テレビ東京共同製作、第1話-第26話は土曜朝10時30分 - 11時00分枠、第53話-第78話および第79話以降は金曜17時55分 - 18時25分枠にて放送）
  - パウ・パトロール ベストセレクション+ [注釈 16]（☆2020年7月12日 - 10月11日、※タカラトミー・小学館・学研・OLM DIGITAL・テレビ東京共同製作。）
- アイカツ!シリーズ
  - アイカツ!ベストセレクション[注釈 17]（☆2020年10月18日 - 11月29日）
  - アイカツプラネット!放送開始記念1月まで待ちきれない直前スペシャル（☆2020年12月6日 - 12月27日）
  - アイカツプラネット!（アニメと混合）（☆2021年1月10日 - 6月27日）
- NARUTO -ナルト-シリーズ
  - BORUTO-ボルト- -NARUTO NEXT GENERATIONS-（☆2021年7月4日 - 2023年4月2日、※リピート放送、土曜朝7時00分 - 7時30分枠より移動、本放送は木曜19時25分 - 19時53分枠→日曜17時30分 - 18時00分枠にて放送）
- アニメ枠中断（2023年4月[注釈 18]から2024年10月[注釈 19]までは単発番組などを放送）
- アサティール2 未来の昔ばなし（☆2024年11月3日 - 2025年2月2日、※第1期「アサティール 未来の昔ばなし」は未放送）
- アニメ枠中断（2025年2月9日 - 2月23日は『ウルトラマンアーク　THE MOVIE』劇場公開記念！テレビシリーズ名作選（※「ウルトラシリーズ」 、本放送は2024年7月期に土曜朝9時00分 - 9時30分枠にて放送されたため再放送）を放送）
- 僕とロボコ （☆2025年3月2日 - 3月23日、※テレビ東京・楽天共同製作、再放送[注釈 20]。本放送は2022年10月期にTXN系列全局で月曜（日曜深夜）24時30分 - 24時35分枠にて放送された。）

#### 7時00分 - 7時55分
テレビ東京系列同時ネット枠
- サンデー!CLUB Disney（☆1999年4月4日 - 2000年3月26日）

#### 7時00分 - 7時14分
テレビ東京系列同時ネット枠
- カリメロ （第3作）（☆2016年4月3日 - 9月25日、土曜朝9時00分 - 9時14分枠より移動）
- こねこのチー ポンポンらー大冒険 （☆2016年10月2日 - 2017年9月24日）
- こねこのチー ポンポンらー大旅行（☆2018年4月8日 - 9月30日）

#### 7時14分 - 7時30分
テレビ東京系列同時ネット枠
- いとしのムーコ（☆2016年4月3日 - 9月18日、※再放送、本放送は土曜朝9時14分 - 9時30分枠にて放送）
- きんだーてれび（☆2016年10月3日 - 2017年9月24日、2017年10月5日より平日7時30分- 8時00分枠に移動）
- 若おかみは小学生!（☆2018年4月8日 - 9月23日）

#### 7時30分 - 8時00分
テレビ東京系列同時ネット枠
- ポポロクロイス物語（☆1998年10月4日 - 1999年3月28日）
- サンデーディズニー（☆2000年4月2日 - 9月24日）
- アニメ枠中断（2000年10月1日 - 2004年3月28日は住宅情報番組「辰巳琢郎のリフォーム夢家族」を放送）
- ヒカリアンシリーズ
  - 電光超特急ヒカリアン（☆2004年4月4日 - 6月27日、※再放送、月曜17時25分 - 17時55分枠より移動、本放送は2002年4月期に日曜朝8時30分 - 9時00分枠にて放送。）
- マリア様がみてるシリーズ
  - マリア様がみてる 〜春〜（☆2004年7月4日 - 9月26日、※第1期「マリア様がみてる」は木曜（水曜深夜）25時28分 - 25時58分枠にて放送、第3期「マリア様がみてる 3rdシーズン」はOVA、第4期「マリア様がみてる 4thシーズン」はuhfアニメとして金曜（木曜深夜）26時28分-26時58分枠にて放送）
- アニメ枠中断（2004年10月-2015年9月は北島三郎主演のバラエティ番組『北島ウインクハート』およびポケモン関連の情報番組『ポケモン☆サンデー』、『ポケモンスマッシュ!』、 『ポケモンゲット☆TV』を放送）
- ディズニー・サンデー（海外アニメ、日本語吹替版）
  - ちいさなプリンセス ソフィア（☆2015年10月4日 - 2017年3月26日）
  - アバローのプリンセス エレナ（☆2017年4月2日 - 8月27日）
  - ちいさなプリンセス ソフィア（第2期）（☆2017年9月3日 - 2018年3月25日）
  - ちいさなプリンセス ソフィアセレクション（☆2018年4月1日 - 6月24日）
  - ミッキーマウスとロードレーサーズ（☆2018年7月1日 - 2019年3月31日）
  - ちいさなプリンセス ソフィア（第3期）（☆2019年4月7日 - 5月26日）
  - アバローのプリンセス エレナ ～エレナとアバローの秘密～（☆2019年6月2日 - 16日）
  - アバローのプリンセス エレナ（第2期）（☆2019年6月23日 - 2020年3月29日）
  - ラプンツェル ザ・シリーズ（☆2020年4月5日 - 2021年3月28日）
- 遊☆戯☆王シリーズ
  - 遊☆戯☆王SEVENS（☆2021年4月4日 - 2022年3月27日、※土曜朝7時30分 - 8時00分枠より移動）
  - 遊☆戯☆王ゴーラッシュ!!（☆2022年4月3日 - 2025年3月30日）
- アニメ枠中断（2025年4月以降はポケモン関連の情報番組『ポケモンとどこいく!? [注釈 21]』を放送）

#### 7時30分 - 8時30分
テレビ東京系列同時ネット枠
- ポケモン☆サンデー（☆2006年10月1日 - 2010年9月26日、※日曜朝8時00分 - 8時30分枠より拡大、2010年4月4日放送分よりサイドパネル付き16:9の放送に同年6月20日放送分よりハイビジョン制作にそれぞれ移行。テレビ東京系フルネット局は60分版、系列外局では30分版に分かれる。日本国内で唯一『ポケモン』のテレビアニメシリーズを放送しない、兵庫県のサンテレビでも放送しており、後続番組にも踏襲されている。テレビ東京・小学館プロダクション→ShoPro共同製作。）
- ポケモンスマッシュ!（☆2010年10月3日 - 2013年9月29日、※ 『ポケットモンスターシリーズ』の再放送コーナーも含んだバラエティ番組。アニメの再放送コーナーは『ダイヤモンド&パール』第120話以前の作品は標準画質（画面アスペクト比 4:3）での放送。テレビ東京・The Pokémon Company・ShoPro共同製作。）
- ポケモンゲット☆TV（☆2013年10月6日 - 2015年9月27日、※ 『ポケットモンスターシリーズ』の再放送コーナーも含んだバラエティ番組。同番組まで60分番組として放送。テレビ東京・The Pokémon Company・ShoPro共同製作。）

#### 8時00分 - 8時30分
テレビ東京系列同時ネット枠
- ポケモン☆サンデー（☆2004年10月3日 - 2006年9月24日、※2006年10月1日以降はアニメの再放送コーナーも含めた日曜朝7時30分 - 8時30分の1時間枠に拡大。テレビ東京・小学館プロダクション→ShoPro共同製作。）
- ポケモンの家あつまる?（☆2015年10月4日 - 2022年3月27日、※同番組より再度30分番組として放送、テレビ東京・ShoPro共同製作。）
- ポケモンとどこいく!?（☆2022年4月3日 - 2025年3月30日、※2025年4月6日以降は日曜朝7時30分 - 8時30分の1時間枠に拡大[6]。テレビ東京・The Pokémon Company・ShoPro共同製作。）

#### 8時30分 - 9時00分
テレビ東京系列同時ネット枠
『テレビ東京系列日曜朝8時30分枠のアニメ』も参照。
- 2001年4月 - 2011年9月までは30分枠、2013年10月以降は再度30分枠に移行
  -  超GALS!寿蘭（☆2001年4月1日 - 2002年3月31日、※同枠の第1作。同番組のみ女児向け作品。）
- ヒカリアンシリーズ
  - 電光超特急ヒカリアン（☆2002年4月7日 - 2003年3月30日、※同番組以降は男児向け作品を放送。テレビ東京・東宝共同制作。）
- ソニックX（☆2003年4月6日 - 2004年3月28日、※欧米では第2期として26話が追加されて全78話となったが、日本では第2期は未放送だった。詳細は「ソニックX#日本国内での第2期の扱い」を参照。）
- アニメ枠中断（2004年4月 - 9月はバラエティ番組「美術はたのしっ!」を放送）
- ゾイドシリーズ
  - ゾイドフューザーズ（☆2004年10月3日 - 2005年4月3日、※	『ゾイド』シリーズ）
  -  ゾイドジェネシス（☆2005年4月10日 - 2006年3月26日、※『ゾイド』シリーズ）
- 牙 -KIBA-（☆2006年4月2日 - 2007年3月25日、※テレビ東京・電通・アニプレックスとの共同制作。）
- 天元突破グレンラガン（☆2007年4月1日 - 9月30日、※同番組より『ゾイドフューザーズ』以来3年半ぶりに半年間の放送枠となる。この作品より16:9のハイビジョン制作（アナログではレターボックス）となる。本放送終了直後に深夜帯に再放送された他、劇場版2作品も制作された。）
- メイプルストーリー （☆2007年10月7日 -2008年3月30日、※福島中央テレビ（FCT）、テレビ新潟（TeNY）（いずれも日本テレビ系列）にも遅れネット。）
- ネットゴーストPIPOPA （☆2008年4月6日 - 2009年3月29日、※同番組より再度1年間の放送枠に移行。）
- メタルファイトベイブレードシリーズ
  - メタルファイト ベイブレード（☆2009年4月5日 - 2010年3月28日、※同番組より『メタルファイト ベイブレード』シリーズ。）
  - メタルファイト ベイブレード 爆（☆2010年4月4日 - 2011年3月27日）
  - メタルファイト ベイブレード 4D（☆2011年4月3日 - 9月25日、※第1話 - 第26話、2011年10月2日からは放送時間を日曜朝8時30時 - 8時45分に縮小し放送）
- ダイヤのA（第1期）（☆2013年10月6日 - 2015年3月29日、※同番組より再度30分のアニメ枠となる、2015年4月6日からは「ダイヤのA -SECOND SEASON-」に改題し月曜18時00分 - 18時30分枠に移動、第3期「ダイヤのA actII」は火曜17時55分 - 18時25分枠にて放送）
- デュエル・マスターズシリーズ
  - デュエル・マスターズ VSR（☆2015年4月5日 - 2016年3月27日、※同番組より『デュエル・マスターズ』シリーズ。土曜朝8時30分 - 9時00分枠から移動・改題）
  - デュエル・マスターズ VSRF（☆2016年4月3日 - 2017年3月26日）
  - デュエル・マスターズ（2017年版）（☆2017年4月2日 - 2018年3月25日）
  - デュエル・マスターズ!（☆2018年4月1日 - 2019年3月31日）
  - デュエル・マスターズ!!（☆2019年4月7日 - 2020年3月29日）
  - デュエル・マスターズ キング（☆2020年4月5日 - 2021年3月28日、※新型コロナウイルス感染症（COVID-19）流行の影響のため、5月3日から5月24日のみ一時本放送休止。5月31日から本放送を再開。）
  - デュエル・マスターズ キング!（☆2021年4月4日 - 2022年3月27日）
  - デュエル・マスターズ キングMAX（☆2022年4月3日 - 8月28日、※BSではBS12 トゥエルビにて放送。）
  - デュエル・マスターズ WIN（☆2022年9月4日 - 2023年3月26日、※BSではBS12 トゥエルビにて放送。）
  - デュエル・マスターズ WIN 決闘学園編（デュエル・ウォーズ）（☆2023年4月2日 - 2024年3月31日、※同番組まで『デュエル・マスターズ』シリーズ。 BSではBS12 トゥエルビにて放送。）
- 新幹線変形ロボ シンカリオンシリーズ
  - シンカリオン チェンジ ザ ワールド→シンカリオン チェンジ ザ ワールドERDAセレクション（☆2024年4月7日 - 2025年3月30日[注釈 22]、※第2期『新幹線変形ロボ シンカリオンZ』は金曜19時25分 - 19時55分枠にて放送）

#### 8時30分 - 8時45分
テレビ東京系列同時ネット枠
- メタルファイトベイブレードシリーズ
  - メタルファイト ベイブレード 4D（☆2011年10月2日 - 2012年4月1日、※第27話 - 第52話、2011年9月25日までは日曜朝8時30分 - 9時00分（30分枠）枠で放送）
  - メタルファイト ベイブレード ZEROG（☆2012年4月8日 - 12月23日、※ 同番組まで『メタルファイト ベイブレード』シリーズ。当初は1年間の放送であったが、国内での商品展開を終了したことにより、3クールでの放送を終了。放送予定だった残りの4クール目の14話分はレンタルDVDに1話30分の形式に7話分として収録された。）
- クロスファイト ビーダマンシリーズ
  - クロスファイト ビーダマン eS（☆ 2013年1月6日 - 9月29日、※第13話 - 第52話、2012年10月7日から12月23日までは直後の日曜朝8時45分 - 9時00分枠での放送、2013年1月6日のみ新春お年玉スペシャルとして「1時間枠（8時30分 - 9時00分枠）」での放送）

#### 8時45分 - 9時00分
テレビ東京系列同時ネット枠
- クロスファイト ビーダマンシリーズ
  - クロスファイト ビーダマン（☆2011年10月2日 - 2012年9月30日）
  - クロスファイト ビーダマン eS（☆2012年10月7日 - 12月23日、※第1話 - 第12話、2013年1月6日からは日曜朝8時30分 - 8時45分枠に移動）
- ビーストサーガ（☆ 2013年1月13日 - 9月29日、※テレビ放送終了後、TV版全38話の半分を19話に纏め、地上波では未放送だったソアラ聖国編7話を追加した全26話が動画サイト内ほかで配信された。）

#### 9時00分 - 9時30分
- たこやきマントマン（☆1998年4月5日- 1999年9月26日）
- 遊☆戯☆王シリーズ
  - 遊☆戯☆王デュエルモンスターズ（☆2000年4月23日 - 10月1日、※2000年10月3日以降は火曜19時28分 - 19時55分枠に移動しテレビ東京との同時ネットに移行）

以下はテレビ東京との同時ネット
- 楽しいダックタウン（☆2002年7月7日 - 9月29日）
- ペコラ（☆2002年10月6日 - 2003年3月30日）
- FIRESTORM（☆2003年4月6日 - 9月28日）
- ポポロクロイス（☆2003年10月5日 - 2004年3月28日）
- それいけ!ズッコケ三人組（☆2004年4月4日 - 10月3日）
- セサミストリート（☆2004年10月10日 - 2007年9月30日、教育番組）
- ぷるるんっ!しずくちゃんシリーズ
  - ぷるるんっ!しずくちゃん あはっ☆（☆2007年10月7日- 2008年9月28日、※第1期「ぷるるんっ!しずくちゃん」は日曜朝6時30分 - 7時00分枠にて放送）
- イナズマイレブンシリーズ
  - イナズマイレブン（☆2008年10月5日 - 2009年3月29日、※第1話 - 第26話（フットボールフロンティア編）、2009年4月より水曜19時26分 - 19時55分枠に移動。）
- アニメ枠中断（2009年4月 - 9月はロボつく（非アニメ・教養番組）、2009年9月 - 10月は別冊週刊AKB [注釈 24]（非アニメ・バラエティ番組）を放送）
- FAIRY TAILシリーズ
  - 明日まで待てない!!FAIRY TAIL [注釈 25] （☆2009年11月1日 - 2010年3月28日、※再放送、本放送は月曜19時30分 - 20時00分枠にて放送）
- リルぷりっシリーズ
  - ひめチェン!おとぎちっくアイドル リルぷりっ（第1期）（☆2010年4月4日 - 2011年3月27日、※第2期は『のりのり♪のりスタ』内で放送）
- 爆丸シリーズ
  - 爆丸バトルブローラーズ ガンダリアンインベーダーズ（☆2011年4月3日 - 2012年1月29日、※前作の土曜朝10時30分 - 11時00分枠より移動、次回作の第4期「爆丸バトルブローラーズ メクタニウムサージ」は国内未放送、リブート作「爆丸バトルプラネット」は月曜17時55分 - 18時25分枠にて放送）
- ズーブルズ（☆2012年2月5日 - 3月25日、※第1話-第8話、テレビ愛知などは第8話で放送終了、第9話以降はテレビ東京のみ木曜朝7時30分 - 8時00分枠に移動の上放送を継続）
- ヘーベルハウス劇場
  - ふるさと再生 日本の昔ばなし（☆2012年4月1日 - 2017年3月26日）
  - ふるさとめぐり 日本の昔ばなし（☆2017年4月2日 - 2018年3月25日）
- アニメ枠中断（2018年4月-2022年4月はガールズ×戦士シリーズ、2022年7月 - 2023年3月はリズスタを放送、※非アニメ・特撮番組）
- ガールズ×戦士シリーズ
  - 魔法×戦士 マジマジョピュアーズ!（☆2018年4月1日 - 2019年3月24日）
  - ひみつ×戦士 ファントミラージュ!（☆2019年4月7日 - 2020年6月28日）
  - ポリス×戦士 ラブパトリーナ!（☆2020年7月26日 - 2021年6月27日）
  - ビッ友×戦士 キラメキパワーズ!（☆2021年7月11日 - 2022年4月3日、※同番組までは30分番組として放送、2022年4月10日以降は日曜9時00分 - 9時15分に短縮して継続[12]）
- リズスタ
  - リズスタ -Top of Artists!-→リズスタセレクション（☆2022年7月3日 - 2023年3月26日[注釈 26]、※日曜朝9時15分 - 9時30分枠より拡大して放送）

#### 9時00分 - 9時15分
テレビ東京系列同時ネット枠
- ガールズ×戦士シリーズ
  - ビッ友×戦士 キラメキパワーズ!（☆2022年4月10日 - 6月26日、※日曜9時00分 - 9時30分枠より短縮して放送）
- アニアキングダム（☆2023年4月2日 - 2024年3月31日[注釈 27]）
  - 冒険大陸 アニアキングダム （☆2023年4月2日 - 2023年12月24日[注釈 28]）
  - ゴー!ゴー!びーくるずー（☆2023年4月2日 - 2023年12月24日[注釈 28]、※第2期「ゴー!ゴー!びーくるずー のりものスター編」は2025年4月期に「トミプラワールド のりのりタイムズ!!」内にて放送。）
- ギャビーのドールハウス（☆2024年4月7日 - 2025年3月30日、※海外アニメ・ドラマ。2025年4月5日からは土曜朝9時30分 - 9時45分枠へ移動。ドリームワークス・アニメーション製作。）

#### 9時15分 - 9時30分
テレビ東京系列同時ネット枠
- リズスタ
  - リズスタ -Top of Artists!-（☆2022年4月10日 - 6月26日、※2022年7月より日曜朝9時00分 - 9時30分枠に拡大して放送、非アニメ・特撮番組）
- トランスフォーマーシリーズ
  - ビーストウォーズ 超生命体トランスフォーマー アゲイン（☆2023年4月2日 - 9月24日、※再放送、本作の一話を前後編に分割したセレクション放送）
  - トランスフォーマー アーススパーク（☆2023年10月1日 - 2024年9月29日）
- 「ぷにるんず」シリーズ
  - ぷにるんず ぷに2（☆2024年10月6日 - 2025年3月30日、※第1期「ぷにるんず」はテレビ大阪製作の日曜朝9時45分 - 10時00分枠にて放送。テレビ東京・電通・OLM共同製作。）

#### 9時30分 - 10時00分 （テレビ大阪制作枠）
以下は子ども向けの非アニメ・バラエティ番組を掲載。
- アニメロビー（テレビ大阪製作、☆2007年4月1日 - 2008年3月30日）

#### 9時45分 - 10時00分
以下はテレビ東京制作の番組を掲載。
- パウ・パトロール（海外アニメ、二ヶ国語版）
  - パウ・パトロールサンデーセレクション（☆2022年4月3日 - 9月25日、※タカラトミー・小学館・学研・OLM DIGITAL・テレビ東京共同製作、再放送。）

#### 10時00分 - 10時30分
テレビ東京系列同時ネット枠
- ごぞんじ月光仮面くん（☆1999年10月17日 - 2000年3月26日）
- アニメ枠中断（2000年4月 - 2004年3月）
- ギャグコロスタジオ（2004年4月4日 - 2005年3月27日、※複合バラエティ番組）
  - 絶体絶命でんぢゃらすじーさん（第2期）（第1期は2003年10月 - 2004年3月に「おはスタ」内で放送）
  - コロッケ!（第2期）（第1期は月曜18時30分 - 19時00分枠で放送）
- MÄR -メルヘヴン-（☆2005年4月3日 - 2007年3月25日）
- ハヤテのごとく!（☆2007年4月1日 - 2008年3月30日、※アナログ放送では4:3サイドカット放映。第2期「ハヤテのごとく!!」、第3期「ハヤテのごとく! CAN'T TAKE MY EYES OFF YOU」、第4期「ハヤテのごとく! Cuties」は木曜（水曜深夜）26時58分 - 27時28分枠、水曜 （火曜深夜）25時35分 - 26時05分枠、金曜（木曜深夜）26時05分 - 26時35分枠にて放送（テレビ愛知の場合）。）
- 絶対可憐チルドレン（☆2008年4月6日 - 2009年3月29日）
- クロスゲーム（☆2009年4月5日 - 2010年3月28日）
- アニメ枠中断（2010年4月-2011年9月[注釈 29]は2010年春放送開始の新番組第1話の再放送[注釈 30]、『劇場版 銀魂 新訳紅桜編』の宣伝番組[注釈 31] 、NARUTO -ナルト- 疾風伝の特選放送[注釈 32]や単発番組[注釈 33]、情報バラエティ番組[注釈 34]の単発枠などが行われた。）
- カードファイト!! ヴァンガードシリーズ
  - ヴァンガ道（第1期）（☆2011年10月2日 - 2012年3月25日、※非アニメ・バラエティ番組、第2期はテレビ愛知製作の土曜朝8時00分-8時30分枠で放送）
  - カードファイト!! ヴァンガード 特別編「アイチの軌跡」（☆2012年4月1日、※単発、カードファイト!! ヴァンガードの特別番組。2013年1月7日（1月6日深夜）には月曜（日曜深夜）25時05分-25時35分枠にて当番組の再放送が行われた。（テレビ愛知の場合））
  - カードファイト!! ヴァンガード アジアサーキット編（☆2012年4月8日 - 2013年1月6日、※テレビ愛知製作の土曜朝8時00分-8時30分枠より移動、同番組より制作局がテレビ東京に変更）
  - カードファイト!! ヴァンガード リンクジョーカー編（☆2013年1月13日 - 2014年3月2日）
  - カードファイト!! ヴァンガード レギオンメイト編（☆2014年3月9日 - 10月19日）
  - カードファイト!! ヴァンガードG（☆2014年10月26日 - 2015年10月4日）
  - カードファイト!! ヴァンガードG ギアースクライシス編（☆2015年10月11日 - 2016年4月10日）
  - カードファイト!! ヴァンガードG ストライドゲート編（☆2016年4月17日 - 9月25日）
  - カードファイト!! ヴァンガードG NEXT（☆2016年10月2日 - 2017年10月1日）
  - カードファイト!! ヴァンガードG Z（☆2017年10月8日 - 2018年4月1日）
- プリティーシリーズ
  - キラッとプリ☆チャン（☆2018年4月8日 - 2021年5月30日、※BSテレ東での時差ネットは、2020年3月をもって打ち切り。）
  - プリティーオールフレンズセレクション[注釈 35]（☆2021年6月6日 - 9月19日）
  - ワッチャプリマジ!（☆2021年10月3日 - 2022年10月9日）
- アニメ枠中断（2022年10月 - 11月はつなぎ番組『乗れない鉄道に乗ってみた!』、2022年12月-2023年9月は「すとぷり」関連のバラエティ番組『すとぷりのHere!We!GO!!→すとぷりくえすとっ』を放送。[注釈 36]）
- アイドルマスター ミリオンライブ! （『アイドルマスターシリーズ』、☆2023年10月8日 - 12月24日、※テレビ東京のみ放送翌月の月曜（日曜深夜）25時35分 - 26時05分に再放送が行われた。BSではBS11・BS日テレにて放送。バンダイナムコエンターテインメント製作。）
- ガンダムビルドシリーズ
  - ガンダムビルドシリーズセレクション（☆2024年1月7日 - 1月28日、再放送[注釈 37]）
  - ガンダムビルドメタバース （☆2024年2月11日 - 2月25日[注釈 38]）
- プラモnoハナシ（非アニメ・トーク番組、☆2024年3月3日 - 3月24日）
- プリティーシリーズ
  - ひみつのアイプリ（☆2024年4月7日 - 2025年3月30日、※2025年4月6日より第2期「ひみつのアイプリリング編」として日曜朝9時30分 - 10時00分枠に繰り上げ、エイベックス・ピクチャーズ・オー・エル・エム・京楽産業ホールディングス・小学館、タカラトミー・タカラトミーアーツ・テレビ東京・Dongwoo A&E・日本アドシステムズ共同製作。）
- アニメ枠中断（2025年4月以降はテレビ大阪制作のゴルフ番組「武井壮のゴルフバック担いでください[注釈 39]」を放送）

#### 10時30分 - 10時45分
- 全力ウサギ（2008年版）（2016年4月3日 - 10月2日[注釈 40]）
- トムとジェリーショー[注釈 10] （カートゥーンネットワーク製作、2016年10月9日 - 12月18日、2017年1月8日-3月26日、※海外アニメ、日曜朝6時30分 - 7時00分枠から移動、2017年4月2日より日曜11時10分-11時25分枠に移動、第12話は2016年12月26日月曜朝7時30分-8時00分に放送）

#### 10時30分 - 11時00分
テレビ東京系列同時ネット枠
- ガールズ×戦士シリーズ[注釈 41]
  - アイドル×戦士ミラクルちゅーんず!（☆2017年4月2日 - 2018年3月25日、※非アニメ・特撮番組、次回作「マジマジョピュアーズ」以降は日曜朝9時00分-9時30分枠にて放送）
- ふるさと 日本の昔ばなし セレクション（☆2018年4月8日 - 2019年9月29日）
- ミュークルドリーミーシリーズ
  - ミュークルドリーミー（☆2020年4月5日 - 2021年4月4日）
  - ミュークルドリーミー みっくす!（☆2021年4月11日 - 2022年3月27日）
- アニメ枠中断（2022年4月 - 2023年3月はゴルフ番組「ゴルフのキズナ」[注釈 42] 、2023年4月以降は「アップグレードゴルフ」を放送）

#### 11時10分 - 11時25分
- トムとジェリーショー[注釈 10] （カートゥーンネットワーク製作、2017年4月2日 - 8月6日、※海外アニメ、日曜10時30分 - 10時45分枠から移動。）

#### 17時20分 - 17時50分
テレビ東京系列同時ネット枠
- 機動天使エンジェリックレイヤー（2001年4月1日 - 9月30日）
- キャプテン翼シリーズ
  - キャプテン翼（第3作）（2001年10月7日 - 2002年10月6日、※第1作は木曜19時30分 - 20時00分枠、第2作は東海テレビで放送、第4作シーズン1は火曜（月曜深夜）25時35分 - 26時05分枠、第4作シーズン2ジュニアユース編は日曜17時30分 - 18時00分枠にて放送）

#### 17時30分 - 18時00分
テレビ東京系列同時ネット枠
- 毎日かあさん（2011年4月3日 - 2012年3月25日、水曜19時00分 - 19時26分枠から移動）
- アニメ枠中断（2012年4月 - 9月はバラエティ番組『原宿キラキラ学院』を放送）
- 遊☆戯☆王シリーズ
  - 遊☆戯☆王ZEXAL II	 （2012年10月7日 - 2014年3月26日、月曜19時30分 - 20時00分枠から移動・改題）
  - 遊☆戯☆王ARC-V（2014年4月6日 - 2017年3月26日）
- アニメ枠中断（2017年4月 - 2018年9月はドキュメントバラエティ番組『母ちゃんに逢いたい!』[注釈 43]、経済ドキュメンタリー番組『知られざるガリバー〜エクセレントカンパニーファイル〜』[注釈 44]を放送。）
- NARUTO -ナルト-シリーズ
  - BORUTO-ボルト- NARUTO NEXT GENERATIONS （2018年10月7日 - 2023年3月26日、木曜19時25分 - 19時53分枠から移動）
- BLEACHシリーズ
  - BLEACH 千年血戦篇（2023年4月2日 - 6月25日、※集英社・テレビ東京・電通・ぴえろ共同製作。2022年10月期に火曜 （月曜深夜） 24時00分 - 24時30分枠にて放送されたため再放送[16]。）
- NARUTO -ナルト-シリーズ
  - 「NARUTO -ナルト-」傑作選 [注釈 45] （2023年7月2日 - 8月25日）
  - BORUTO-ボルト- 傑作選[注釈 46]（2023年9月3日 -  9月24日）
- キャプテン翼シリーズ
  - キャプテン翼（第4作）シーズン2 ジュニアユース編（2023年10月1日 - 2024年6月30日、※集英社・カスケードワークス合同会社・テレビ東京・日本アドシステムズ共同製作。前作のシーズン1は火曜 25時35分 - 26時05分（月曜深夜）枠にて放送）
- FAIRY TAILシリーズ
  - FAlRYTAIL100年クエスト（2024年7月7日 - 2025年1月5日、※講談社・テレビ東京・電通・テレビ東京メディアネット共同製作。前作「FAIRY TAIL（第1期・第2期・第3期）」は月曜19時30分 - 20時00分→土曜10時30分 - 11時00分、日曜朝7時00分 - 7時30分枠にて放送）
- 魔神創造伝ワタル[18]（2025年1月12日 - 6月22日、※テレビ東京・バンダイナムコフィルムワークス共同製作。前作『超魔神英雄伝ワタル』は木曜18時00分 - 18時30分枠にて放送。BSではBS日テレにて放送[19]。）

#### 18時00分 - 18時30分
テレビ東京系列同時ネット枠
- ポケットモンスターシリーズ
  - ポケットモンスター サン&ムーン （2018年10月7日 - 2019年11月3日、木曜 18時55分 - 19時25分枠から移動）
  - ポケットモンスター（2019年版シリーズ）	 （2019年11月17日 - 2020年9月27日、2020年10月期以降は金曜 18時55分 - 19時25分枠へ移動）

#### 18時30分 - 19時00分
テレビ東京系列同時ネット枠
- 天地無用（第1期）（1995年4月2日 - 9月24日、第2期「新・天地無用!」は火曜18時00分 - 18時30分枠にて放送。）
- ウッディー・ウッドペッカー （2001年7月1日 - 10月7日、木曜18時00分 - 18時30分枠から移動）
- サイボーグ009 THE CYBORG SOLDIER （2001年10月14日 - 2002年10月13日）

#### 21時54分 ｰ 22時00分
- 八十亀ちゃんかんさつにっき 2さつめ（○2020年1月5日 ｰ 3月22日、※テレビ愛知・TOKYO MX共同製作）
- 八十亀ちゃんかんさつにっき 3さつめ（○2021年1月10日 - 3月28日、※テレビ愛知・BS11・AT-X共同製作）

#### 22時54分 - 23時24分
- ゴルゴ13 ベストセレクション（☆2009年4月5日 - 9月27日）

#### 23時45分 - 翌 0時15分
テレビ東京系列同時ネット枠
- ブルーアーカイブ The Animation （2024年4月7日 - 6月23日、※Yostar・松竹・Nexon Games・ブシロード・インクストゥエンター・ジェイアール東日本企画・レイ製作。 BSではBS11にて放送。）
- 菜なれ花なれ （2024年7月7日 - 9月22日、BBCでも放送。※DMM.com・テレビ東京・NetEase Games・AmiAmi・P.A.WORKS共同製作。第11話は9月16日（9月15日深夜）月曜（日曜深夜） 24時21分 - 24時51分、最終回は9月23日（9月22日深夜）月曜（日曜深夜） 24時15分 - 24時45分に放送[20]。）
- ぷにるはかわいいスライム（第1期）（2024年10月6日 - 12月23日、※東宝・テレビ東京・小学館・小学館集英社プロダクション共同製作。10月11日（10月10日深夜）には第1話の再放送が金曜（木曜深夜）26時35分-27時05分（テレビ東京のみ）、10月27日には第2話の再放送が日曜朝7時00分-7時30分（TXN系列全局）、2025年7月1日（6月30日深夜）には第7話の再放送が火曜（月曜深夜）27時00分-27時30分（テレビ東京のみ）にて行われた。第11話は12月16日（12月15日深夜）月曜（日曜深夜）24時15分 - 24時45分、最終回は12月23日（12月22日深夜）月曜（日曜深夜）24時25分 - 24時55分に放送[21]、第2期は2025年7月期に日曜17時30分-18時00分枠にて放送。）
- 全修。（2025年1月5日 - 3月23日、※MAPPA・ツインエンジン・テレビ東京・ムービック・ブシロード・楽天共同製作。 1月10日（1月9日深夜）には第1話の再放送が金曜（木曜深夜）25時53分-26時23分にて行われた（テレビ東京のみ）。第10話および第11話はそれぞれ3月10日（3月9日深夜）、3月17日（3月16日深夜）月曜（日曜深夜）24時15分 - 24時45分に放送）
- LAZARUS ラザロ（2025年4月6日 - 6月29日、※カートゥーン ネットワーク製作。CSではアニマックスで放送。第7話および第12話はそれぞれ5月19日（5月18日深夜）、6月23日（6月22日深夜）月曜（日曜深夜）24時15分 - 24時45分に放送）

#### 24時30分 ｰ 24時35分
- 僕とロボコ （☆2022年12月5日 - 2023年6月19日、TXN系列全局で同時ネット。鹿児島放送(KKB)でも放送。※テレビ東京・楽天共同製作、2025年3月3日 - 3月23日には月曜朝7時00分 - 7時30分枠にて当番組の再放送がTXN系列全局で行われた[注釈 20]。）

#### 24時35分 ｰ 25時05分
- ローリング☆ガールズ（2015年1月11日 - 3月29日）
- 山田くんと7人の魔女（2015年4月12日 - 6月28日）

#### 25時05分 ｰ 25時35分
この枠ではブシロードが関与する作品が流れるケースが多かった。
- カードファイト!! ヴァンガードシリーズ
  - もいちどライド!ヴァンガード（☆2011年7月3日 - 9月25日、※本放送はテレビ愛知製作の土曜朝8時00分 - 8時30分枠にて放送）
- ミルキィホームズシリーズ
  - 探偵オペラ ミルキィホームズ（2011年10月2日 - 12月18日、※2010年10月期にCBCテレビで放送されたため実質再放送） ※最終話翌週（12月25日）に「探偵オペラ ミルキィホームズ スペシャル」を放送。
  - 探偵オペラ ミルキィホームズ 第2幕（2012年1月8日 - 3月25日）
- カードファイト!! ヴァンガードシリーズ
  - カードファイト!! ヴァンガード アジアサーキット編（☆2012年4月8日 - 9月30日 ※リピート放送、本放送は日曜朝10時00分 - 10時30分枠にて放送）
- BTOOM!（2012年10月7日 ｰ 12月23日）
- ミルキィホームズシリーズ
  - ふたりはミルキィホームズ（2013年7月13日 - 9月28日、※TOKYO MX製作）
  - 探偵歌劇 ミルキィホームズ TD（2015年1月4日 - 3月29日、※TOKYO MX製作）
- 落第騎士の英雄譚（2015年10月4日 - 12月20日）
- orange（○2016年7月3日 - 9月25日、※AT-X・ABCアニメーション・テレビ愛知共同製作）
- BanG Dream!（2017年1月22日  - 4月23日、※TOKYO MX製作）
- ひなろじ 〜from Luck & Logic〜（2017年7月2日 - 9月24日）
- えとたま（2017年10月1日 ｰ 12月17日※再放送）
- BanG Dream!（2018年1月7日 - 4月8日 ※再放送、TOKYO MX製作）
- カードファイト!! ヴァンガードシリーズ
  - カードファイト!! ヴァンガード（中学生編・高校生編）（2018年5月6日 - 2019年5月5日、※uhfアニメとして放送、続編の「続・高校生編」はテレビ愛知製作の土曜朝8時00分 - 8時30分枠にて放送）
- BanG Dream! 2nd Season（2019年5月12日 - 8月4日 ※再放送、TOKYO MX製作）
- グリザリア:ファントムトリガーTHE ANIMATION（2019年9月8日 - 9月29日、※単発番組）
- BanG Dream! 3rd Season（2020年1月22日 - 4月23日、※TOKYO MX製作）
- 涼宮ハルヒの憂鬱（2009年版）（2020年7月5日 - 9月27日 ※第1クール目、※本放送時は2009年4月期および7月期にメ〜テレで放送されたため実質再放送）
- 無能なナナ（2020年10月4日 - 12月28日、※ AT-X・BSフジ共同製作。）
- D4DJ First Mix（2021年1月11日 - 2月1日、※ 第2期『D4DJ All Mix』は当局を含めた中京広域圏では未放送、月曜（日曜深夜）25時35分 - 26時05分枠から移動）
- D_CIDE TRAUMEREI THE ANIMATION （2021年7月11日 - 10月3日）
- SCARLET NEXUS （2021年10月10日 - 12月26日）

#### 25時35分 - 26時05分
テレビ東京のアニメを同時ネットで流すケースが多かった。
- 咲-Saki- 全国編（☆2014年1月5日 - 4月6日）
- キャプテン・アース（2014年4月6日 - 9月21日）
- 美少女戦士セーラームーンCrystal（2015年4月5日 - 9月27日）
- Dimension W（2016年1月10日 - 3月27日）
- 美少女戦士セーラームーンCrystal SeasonⅢ（2016年4月10日 - 7月3日）
- 斉木楠雄のΨ難 （第1期）（☆2016年7月10日 - 12月25日）
- 銀魂.（☆2017年1月8日 - 3月26日）
- 銀魂.ポロリ篇（☆2017年10月1日 - 2018年3月25日）
- LOST SONG（○2018年4月8日 - 6月24日、※TOKYO MX・テレビ愛知・BSフジ共同製作。）
- 銀魂.銀ノ魂篇（☆2018年7月8日 - 10月7日）
- ブラッククローバーセレクション 〜黒の暴牛傑作選〜（☆2018年10月14日 - 2019年3月31日）
- 八月のシンデレラナイン（☆2019年4月7日 - 7月7日）
- BEM（☆2019年7月14日 - 10月13日）
- ファンが選ぶ!ブラッククローバー神回傑作選（☆2019年10月21日 - 12月23日）
- ブラッククローバーセレクション <激闘!影の王宮編>（☆2020年1月13日 - 3月16日）
- 八月のシンデレラナイン Re:fine（☆2020年7月5日 - 9月20日、※再放送、最終回翌週の9月27日は「延長戦」と題した特番を26時05分 - 26時35分に放送。）
- D4DJ First Mix（2020年11月1日 - 2021年1月4日、※第2期『D4DJ All Mix』は当局を含めた中京広域圏では未放送、2021年1月からは月曜（日曜深夜）25時05分 - 25時35分枠に移動。）
- のんのんびより のんすとっぷ（☆2021年1月10日 - 3月29日）
- 東京リベンジャーズシリーズ
  - 東京リベンジャーズ（☆2021年4月12日 - 9月20日、※毎日放送・AT-X製作、BSではBS朝日で放送。その他系列外ネット多数。第2期「東京リベンジャーズ　聖夜決戦編」は火曜（月曜深夜）24時00分 - 24時30分枠、第3期「東京リベンジャーズ　天竺編」は水曜（火曜深夜）24時00分 - 24時30分枠で放送）
- 無職転生 ～異世界行ったら本気だす～ （第1期第2クール）（2021年10月4日 - 12月20日、※博報堂DYミュージック&ピクチャーズ・東宝・KADOKAWA ・フロンティアワークス ・BS11・グリーエンターテイメント ・EGG FIRM共同製作、第1期第1クール及び第2期『無職転生 II 〜異世界行ったら本気だす〜』第1クール・第2クールは当局を含めた中京広域圏では未放送）
- 佐々木と宮野 （○2022年1月10日 - 3月28日、※KADOKAWA・日本コロムビア・スタジオディーン・ムービック ・BS日テレ・U-NEXT・フロンティアワークス・角川メディアハウス・テレビ愛知共同制作、2023年4月28日-7月21日には土曜（金曜深夜）26時05分-26時35分枠にて当番組の再放送が行われた。（テレビ愛知のみ））
- 八月のシンデレラナイン[注釈 47]（☆2022年4月10日 - 7月4日、※再放送）
- ワールドダイスター （2023年4月10日 - 6月26日、※バンダイナムコフィルムワークス・グリーエンターテインメント・バンダイナムコミュージックライブ・ホークアイ・大都技研・グッドスマイルカンパニー・スタジオ雲雀・EGG FIRM共同製作。）
- 幻日のヨハネ -SUNSHINE in the MIRROR- （2023年7月3日 - 9月25日、※バンダイナムコフィルムワークス ・バンダイナムコミュージックライブ ・KADOKAWA ・ブシロード共同製作。）
- オーバーテイク!（○2023年10月2日 - 12月18日、※KADOKAWA・トロイカ・テンセントゲームス・バンダイナムコミュージックライブ・AT-X・BS11・グッドスマイルカンパニー・テレビ愛知共同製作。）

#### 25時20分 - 25時50分
- 前橋ウィッチーズ（2025年4月7日 - 6月23日[注釈 48]、※BS11・バンダイナムコフィルムワークス・バンダイナムコミュージックライブ・アスミック・エース・KADOKAWA・トーハン・コシダカホールディングス・ブシロードムーブ共同製作。）

#### 25時50分 - 25時55分
- ハミダシクリエイティブ （2024年10月7日 - 12月28日、※まどそふと製作。）

#### 25時58分 - 26時28分
- 金色のコルダ 〜Primo Passo〜（☆2006年10月4日 - 2007年3月28日）
- 鋼鉄三国志（☆2007年4月11日 - 10月3日）
- ドラゴノーツ -ザ・レゾナンス-（☆2007年10月10日 - 2008年4月2日）

#### 26時05分 ｰ 26時35分
- 魔法科高校の劣等生（2014年4月6日 - 9月28日）
- selector spread WIXOSS（2014年10月5日 - 12月21日）
- 純潔のマリア（2015年1月11日 - 3月29日）
- 終わりのセラフ（2015年4月5日 - 6月21日）
- 下ネタという概念が存在しない退屈な世界（2015年7月5日 - 9月20日）
- ねじ巻き精霊戦記 天鏡のアルデラミン（2016年7月10日 - 10月2日）
- マジきゅんっ!ルネッサンス（2016年10月2日 - 12月25日）
- 幼女戦記（2017年1月8日 - 4月2日）
- ひなこのーと（2017年4月9日 - 6月25日）
- メイドインアビス（2017年7月9日 - 10月1日）
- アイドリッシュセブン（2018年1月4日  - 4月1日）
- ラブライブ!サンシャイン‼︎（第1期）（2018年7月1日 - 9月23日 ※再放送）
- ラブライブ!サンシャイン‼︎（第2期）（2018年9月30日 - 12月23日 ※再放送）
- 荒野のコトブキ飛行隊（2019年1月13日 - 3月31日）
- あんさんぶるスターズ!（2019年7月7日 - 12月22日）
- 俺を好きなのはお前だけかよ（2020年4月6日 ｰ 6月21日 ※再放送）
- 魔王学院の不適合者 〜史上最強の魔王の始祖、転生して子孫たちの学校へ通う〜（2020年7月5日 - 9月20日（第1話-第12話）、※BS11・TOKYO MX・AT-X共同製作、続編の第2期『魔王学院の不適合者 〜史上最強の魔王の始祖、転生して子孫たちの学校へ通う〜Ⅱ』第1クール・第2クールは2023年1月期および7月期、2024年4月期に水曜（火曜深夜）26時05分-26時35分枠にて放送） ※最終話は2020年9月27日（9月26日深夜）日曜（土曜深夜）26時20分 - 26時50分に放送。
- 魔法科高校の劣等生 来訪者編（2020年10月4日 - 12月27日、※続編の第3期『魔法科高校の劣等生　第3シーズン』は2024年4月期に日曜（土曜深夜）25時45分 - 26時15分枠にて放送）
- ブラック★★ロックシューター DAWN FALL （2022年4月4日 - 6月27日、※第1期『ブラック★ロックシューター』は東海テレビにて放送）

#### 25時10分 - 25時40分
- tactics（☆2004年10月10日 - 2005年3月27日）

#### 25時40分 - 26時10分
- BECK（☆2004年10月10日 - 2005年3月27日）

#### 25時50分 - 26時20分
- 鉄人28号（☆2004年4月11日 - 10月3日）
- 怪 〜ayakashi〜 （フジテレビ製作、2024年6月16日 - 6月30日、※2006年1月期にフジテレビ系列の「ノイタミナ」枠（本放送時は東海テレビで放送）で放送されたため実質再放送[注釈 49]）
- 戦隊レッド 異世界で冒険者になる（○2025年1月13日 - 3月31日、※KADOKAWA・スクウェア・エニックス・サテライト・日本コロムビア・AT-X・BS11・TVAadvance共同製作。）

#### 26時35分 ｰ 27時05分
- 攻殻機動隊 ARISE ALTERNATIVE ARCHITECTURE（2015年4月5日 - 6月14日）
- GANGSTA.（2015年7月5日 - 9月27日）
- 田中くんはいつもけだるげ（2016年4月10日 - 6月26日）
- チェインクロニクル 〜へクセイタスの閃〜（2017年1月8日 - 3月26日）
- 警視庁 特務部 特殊凶悪犯対策室 第七課 -トクナナ-（2019年10月6日 - 2020年1月5日）

### 月曜日

#### 8時05分 - 8時35分
- はぴはぴクローバー（2007年7月9日 - 10月1日、※キッズステーション製作。）

#### 24時00分 - 24時30分
テレビ東京系同時ネット枠　
- カードファイト!! ヴァンガードシリーズ
  - カードファイト!! ヴァンガード overDress（Season2）（2021年10月5日 - 12月28日、※ブシロード製作。Season1はテレビ愛知制作の土曜朝8時00分 - 8時30分枠にて放送。）
- アニメ枠中断（2022年1月-3月、4月-6月はテレビ 東京のみ「プラオレ！～PRIDE OF ORANGE～[注釈 50]」、「境界戦機（第二部）」を放送（関東ローカル））
- カードファイト!! ヴァンガードシリーズ
  - カードファイト!! ヴァンガード will+Dress （Season1）（2022年7月5日 - 9月27日、※ブシロード製作。2022年10月1日よりテレビ愛知制作の土曜朝8時00分 - 8時30分枠で再放送[注釈 51]。
Season2以降はテレビ愛知制作の土曜朝8時00分 - 8時30分枠にて放送。）
- BLEACHシリーズ
  - BLEACH 千年血戦篇（2022年10月11日 - 12月27日、※ 集英社・テレビ東京・電通・ぴえろ共同製作。TXN系列全局およびBSテレ東で同時ネット。 2023年4月期に日曜17時30分 - 18時00分枠にて再放送[16]。）
- 東京リベンジャーズシリーズ
  - 東京リベンジャーズ聖夜決戦編（2023年1月10日 - 4月4日、※毎日放送・AT-X製作、東京都、茨城県以外の関東圏では各独立局でも放送。その他系列外ネット多数。関西圏はMBS、岡山県・香川県ではRSK山陽放送、BSではBS朝日にて放送。第1期「東京リベンジャーズ」は月曜（日曜深夜）25時35分 - 26時05分枠で放送）
- 君は放課後インソムニア（2023年4月11日 - 7月4日、※本作よりTXN系列全局で同時ネット。北陸放送とテレビ和歌山でも放送。ポニーキャニオン・テレビ東京・小学館・ウルトラスーパーピクチャーズ・MAGNET・チョコレイト共同製作。）
- SYNDUALITY Noir（第1クール）（2023年7月11日 - 9月26日、※複数の系列外局でも遅れネット。BSではBS日テレにて放送。バンダイナムコフィルムワークス・バンダイナムコエンターテインメント・BANDAI SPIRITS・バンダイナムコミュージックライブ製作。）
- SHY（第1期）（2023年10月3日 - 12月19日、※NST新潟総合テレビでも放送。BSではBS日テレにて放送。バンダイナムコフィルムワークス・バンダイナムコミュージックライブ・秋田書店・Yostar・バンダイ・テレビ東京・ADKマーケティング・ソリューションズ・エイトビット共同製作。）
- SYNDUALITY Noir（第2クール）（2024年1月9日 - 3月26日、※複数の系列外局でも遅れネット。BSではBS日テレにて放送。バンダイナムコフィルムワークス・バンダイナムコエンターテインメント・BANDAI SPIRITS・バンダイナムコミュージックライブ製作。）
- 転生したら第七王子だったので、気ままに魔術を極めます（第1期）（2024年4月2日 - 6月18日、BSではBS日テレにて放送。※テレビ東京・バンダイナムコフィルムワークス・講談社・クランチロール  ・バンダイナムコミュージックライブ・ADKマーケティング･ソリューションズ共同製作。）
- SHY（第2期）（2024年7月2日 - 9月24日、※NSTでも放送。BSではBS日テレにて放送。バンダイナムコフィルムワークス・バンダイナムコミュージックライブ・秋田書店・Yostar・バンダイ・テレビ東京・ADKマーケティング・ソリューションズ・エイトビット共同製作。）
- 夏目友人帳 漆（2024年10月8日 - 12月24日、※テレビ東京・アニプレックス・白泉社・NAS共同製作。複数の系列外局でも遅れネット。CSではアニマックスでも放送。BSテレ東では地上波本放送後に遅れネット[23]）
- 黒岩メダカに私の可愛いが通じない（第1期）（2025年1月7日 - 3月25日、※DMM.com・講談社・クランチロール・テレビ東京・A-Sketch・SynergySP・ビットグルーヴプロモーション共同製作。）
- ＃コンパス2.0 戦闘摂理解析システム（2025年4月8日 - 6月24日、※dwango・NHN PlayArt製作。BSではBS日テレにて放送。テレビ東京は製作非関与。）

#### 24時30分 - 25時00分
- ウルトラシリーズ（非アニメ・特撮番組）
  - ウルトラマン/TSUBURAYA EXセレクト ウルトラマントリガー傑作選・ウルトラマンデッカー傑作選（2023年7月3日 - 9月18日、※傑作選として再放送、本放送は2021年7月期および2022年7月期の土曜朝9時00分 - 9時30分枠にて放送。）

#### 25時25分 - 25時55分
- あずまんが大王THE ANIMATION （☆2002年4月9日 - 10月1日）
- THE ビッグオー（2002年10月7日 - 12月30日）
- THE ビッグオー second season（2003年1月6日 - 3月31日）

#### 25時28分 - 25時58分
- 蒼穹のファフナー （☆2004年7月5日 - 12月28日）
- まほらば〜Heartful days （☆2005年1月11日 - 6月28日）
- ぱにぽにだっしゅ! （☆2005年7月5日 - 12月27日）
- よみがえる空 -RESCUE WINGS-（☆2006年1月9日 - 3月27日）
- 今日の5の2（☆2008年10月6日 - 12月29日）
- みなみけシリーズ
  - みなみけ おかえり（☆2009年1月5日 - 3月30日）
- FOTUNE ARTERIAL 赤い約束（☆2010年10月11日 - 12月27日）
- GOSICK -ゴシック-（☆2011年1月10日 - 3月28日 ※1クール目）

#### 25時30分 ｰ 26時00分
- GOSICK -ゴシック-（☆2011年4月4日  - 7月4日 ※2クール目）
- ダンタリアンの書架（☆2011年7月18日 - 10月3日）
- 境界線上のホライゾン（2011年10月3日 - 12月26日）
- あの夏で待ってる（2012年1月9日 - 3月26日）
- 謎の彼女X（2012年4月9日 - 7月2日）
- 境界線上のホライゾンⅡ（2012年7月9日 - 10月1日）
- フルーツバスケット（2019年版）（☆2019年10月21日 - 2020年3月30日　※再放送、15分繰り下げ）
- フルーツバスケット 2nd season（☆2020年4月6日 - 9月21日）
- おそ松さん （第3期）（☆2020年10月12日 - 2021年3月30日※ CSではアニマックスでも放送。大一商会 ・ぴえろ・テレビ東京・エイベックス・ピクチャーズ・電通・ フジオ・プロダクション ・AT-X共同製作。 ）
- フルーツバスケット the final（☆2021年4月6日 - 6月29日）
- 銀魂第2期（2021年7月5日 -  9月28日、再放送）
- TSUKIPRO THE ANIMATION 2（2021年10月11日 - 12月27日、※第1話から第12話まで放送）※第13話は2021年1月5日（1月4日深夜）水曜（火曜深夜）26時05分-26時35分に放送。
- ラブライブ!虹ヶ咲学園スクールアイドル同好会 （第2期）（2022年4月5日 -  6月28日）
- 連盟空軍航空魔法音楽隊ルミナスウィッチーズ （○2022年7月5日 - 9月27日、※テレビ愛知・BS日テレ・AT-X・KADOKAWA ・シャフト・サミー・ドコモ・アニメストア・DeNA・角川メディアハウス・プロダクション・エース共同製作。2025年4月4日 - 6月20日には金曜（木曜深夜）26時05分 - 26時35分枠にて当番組の再放送が行われた（テレビ愛知のみ））
- 宇崎ちゃんは遊びたい!ω（2022年10月4日 - 12月27日）
- 絆のアリル （1stシーズン）（☆2023年4月4日 - 6月20日、※テレビ東京・アニマックス共同製作）
- あやかしトライアングル（2023年1月9日 - 3月13日（第1話-第4話、第1話-第4話（再放送）、第5話-第6話）、3月20日-3月27日（総集編、スペシャル特番「出張版！月曜はあやトラ！」 ）、7月10日 - 9月25日（第1話-第6話（再放送）、第7話-第12話）、※アニプレックス・集英社・読売テレビ・BS11・中外鉱業・丸井グループ共同製作。）
- 狼と香辛料 MERCHANT MEETS THE WISE WOLF（第1期）（☆2024年4月2日 - 9月24日、※テレビアニメ第1作はuhfアニメとして当局で放送。KADOKAWA・テレビ東京・ムービック・グッドスマイルカンパニー・東宝共同製作。）
- 鴨乃橋ロンの禁断推理2ndseason（2024年10月8日 - 12月31日、※KADOKAWA・ディオメディア・トイズファクトリー・AT-X ・ムービック共同製作。）
- わたしの幸せな結婚（第2期）（2025年1月7日 -  3月18日（第14話-第24話）、3月25日（第14話（再放送））、4月1日（第25話）、※KADOKAWA・スクウェア・エニックス・バンダイナムコミュージックライブ・トイズファクトリー共同製作。第26話は2025年4月10日（4月9日深夜）木曜（水曜深夜）26時35分 - 27時05分に放送。第1期は2023年7月期に木曜（水曜深夜）26時05分 - 26時35分枠にて放送。）

#### 25時35分 - 26時05分
- ヒロイック・エイジ（☆2007年8月6日 - 10月1日 ※2クール目）
- みなみけシリーズ
  - みなみけ（☆2007年10月8日 - 2008年1月4日）
  - みなみけ〜おかわり〜（☆2008年1月7日 - 3月31日）
- 隠の王（☆2008年4月7日 - 9月29日）
- CØDE:BREAKER（2012年10月8日 - 12月26日）
- ラブライブ!（第1期）（2013年1月7日 - 4月1日）
- カーニヴァル（2013年4月8日 - 7月1日）
- 八犬伝―東方八犬異聞― 第2期（2013年7月8日 - 9月30日）
- 夜桜四重奏 〜ハナノウタ〜（2013年10月7日 - 2014年1月6日）
- バディ・コンプレックス（2014年1月6日 - 3月31日）
- ラブライブ! （第2期）（2014年4月7日 - 6月30日）
- バディ･コンプレックス（2014年7月7日 - 9月29日 ※再放送）
- 神撃のバハムート GENESIS（2014年10月6日 - 12月29日）
- ラブライブ!（第1期）（2015年1月5日 - 3月30日 ※再放送）
- ラブライブ!（第2期）（2015年4月6日 - 6月29日 ※再放送）
- 赤髪の白雪姫（2015年7月6日 - 9月21日）
- VALKYRIE DRIVE -MERMAID-（2015年10月12日 - 12月28日）
- 赤髪の白雪姫 2ndシーズン（2016年1月11日 - 3月28日）
- ハイスクール・フリート（2016年4月11日 - 6月27日）
- D.Gray-man HALLOW（☆2016年7月4日 - 9月26日）
- 弱虫ペダル NEW GENERATION（☆2016年1月9日 - 6月26日）
- おそ松さん（第2期）（☆2017年10月2日 - 2018年3月26日※ CSではアニマックスでも放送。大一商会 ・ぴえろ・テレビ東京・エイベックス・ピクチャーズ・電通・ フジオ・プロダクション ・AT-X共同製作。2018年10月2日-2019年3月26日には「えいがのおそ松さん」の公開を記念して水曜（火曜深夜）27時05分- 27時35分枠にて当番組の再放送が行われた。）
- キャプテン翼シリーズ
  - キャプテン翼（第4作）シーズン1（☆2018年4月2日 - 2019年4月1日、※集英社・カスケードワークス合同会社・テレビ東京・日本アドシステムズ共同製作。続編のシーズン2ジュニアユース編は2023年10月期に日曜17時30分 - 18時00分枠にて放送）
- KING OF PRISM -Shiny Seven Stars-（☆2019年4月15日 - 7月1日）
- ポケットモンスターシリーズ
  - 「ミュウツーの逆襲 EVOLUTION」公開記念!ポケットモンスター再放送（☆2019年7月8日 - 10月1日、 ※ 2019年のポケモン劇場版シリーズ『ミュウツーの逆襲 EVOLUTION 』の公開に合わせてセレクション放送。）
- フルーツバスケット（2019年版）（☆2019年10月7日 - 10月14日 ※再放送）

#### 25時43分 - 26時13分
- スクールランブルシリーズ
  - スクールランブル 二学期（☆2006年4月3日 - 9月25日、※第1期「スクールランブル」は火曜18時00分 - 18時30分枠にて放送）
- がくえんゆーとぴあ まなびストレート!（☆2007年1月8日 - 3月26日）
- ヒロイック・エイジ（☆2007年4月2日 - 7月30日 ※1クール目）

#### 25時58分 - 26時28分
- HAPPY★LESSON ADVANCE（2003年7月7日 - 9月）
- 美鳥の日々（2004年4月6日 - 6月29日）
- DearS（2004年7月5日 - 9月27日）
- うた∽かた（2004年10月4日 - 12月20日）
- 好きなものは好きだからしょうがない!!（2005年1月10日 - 3月28日）
- こいこい7（2005年4月4日 - 6月30日）
- D.C.S.S. 〜ダ・カーポ セカンドシーズン〜（2005年7月3日 - 12月27日）
- タクティカルロア（2006年1月9日 - 4月3日）
- 屍姫 赫（2008年10月6日 - 12月29日）
- 屍姫 玄（2009年1月5日 - 3月30日）
- あそびにいくヨ!（2010年7月12日 -  9月27日）
- 神のみぞ知るセカイ（☆2010年10月11日 - 12月27日）

#### 26時00分 ｰ 26時30分
- To Heart（1999年4月12日 - 7月5日、※第2期「To Heart 〜Remember my Memories〜」は当局を含めた中京広域圏では未放送）
- 神のみぞ知るセカイⅡ（☆2011年4月11日 - 6月27日）
- うたの☆プリンスさまっ♪マジLOVE1000%（2011年7月4日 - 9月26日、※劇場アニメ第2作の前日譚「うたの☆プリンスさまっ♪ マジLOVEスターリッシュツアーズ～旅の始まり～」は当局を含めた中京広域圏では未放送）
- C³ -シーキューブ-（2011年10月3日 - 12月19日）
- モーレツ宇宙海賊（2012年1月9日 - 7月2日）
- ココロコネクト（2012年7月9日 - 10月1日）

#### 26時05分 - 26時35分
- さよなら絶望先生（2007年8月6日 - 9月24日 ※後半）
- D.C.Ⅱ. 〜ダ・カーポⅡ〜（2007年10月1日 - 12月24日）
- 【俗・】さよなら絶望先生（2008年1月7日 - 3月31日）
- D.C.Ⅱ. 〜ダ・カーポⅡ セカンドシーズン〜（2008年4月7日 - 6月30日）
- 薬師寺涼子の怪奇事件簿（2008年7月7日 - 9月29日）
- 好きっていいなよ。（2012年10月8日 ｰ 12月29日）
- みなみけシリーズ
  - みなみけ ただいま（2013年1月7日 - 4月1日、 ※第1期 「みなみけ」、第2期「みなみけ〜おかわり〜」 第3期「みなみけ おかえり」はテレビ東京系列深夜アニメとして当局でも放送）
- げんしけん二代目（2013年7月8日 - 9月30日）
- ゴールデンタイム（2013年10月7日 - 2014年3月31日）
- 神々の悪戯（2014年4月7日 - 6月23日）
- 少年ハリウッド -HOLLY STAGE FOR 49-（2014年7月7日 - 9月29日）
- 失われた未来を求めて（2014年10月6日 - 12月22日）
- アブソリュート・デュオ（2015年1月5日 - 3月23日）
- うたの☆プリンスさまっ♪マジLOVEレボリューションズ（2015年4月6日 -  6月29日）
- うたわれるもの 偽りの仮面（2015年10月5日 - 2016年3月28日、※第1期『うたわれるもの』は木曜（水曜深夜）27時58分 - 28時28分枠にて放送）
- 美男高校地球防衛部LOVE!LOVE!（☆2016年7月11日 -  9月26日）
- ドリフェス!（2016年10月10日 - 12月26日）
- 鬼平（☆2017年1月9日 - 4月3日）
- 月がきれい（2017年4月10日 - 7月3日）
- 魔法使いの嫁（2017年10月9日 - 2018年3月26日）
- ソードアート・オンライン オルタナティブ ガンゲイル・オンライン（2018年4月9日 - 7月2日、※第2期『ソードアート・オンライン オルタナティブ ガンゲイル・オンラインⅡ』は2024年10月期に日曜（土曜深夜）25時45分 - 26時15分枠にて放送、2021年7月期に中京テレビの深夜アニメ枠「チュッキョアニメ」にて当番組の再放送が行われた。）
- ロード オブ ヴァーミリオン 紅蓮の王（2018年7月16日 - 10月1日）
- ソードアート・オンライン アリシゼーション（2018年10月8日 - 2019年4月1日）
- 真夜中のオカルト公務員（2019年4月8日 - 6月24日）
- Dr.STONE（2019年7月8日 ｰ 12月16日、※テレビスペシャル「Dr.STONE 龍水」は当局を含めた中京広域圏では未放送。東宝・トムス・エンタテインメント・集英社共同製作。）
- プリンセスコネクト!Re:Dive（2020年4月6日 - 6月29日、※WOWOW・TOKYO MX・BS11共同製作。）
- バキ 大擂台賽編（2020年7月6日 - 9月28日）
- WAVE!!〜サーフィンやっぺ!!〜（☆2021年1月11日 - 3月30日）
- 探偵はもう、死んでいる。（2021年7月6日 - 9月21日、初回は1時間スペシャルで放送）
- プリンセスコネクト!Re:Dive season2 （2022年1月11日 - 3月29日、※WOWOW・TOKYO MX・BS11共同製作。）
- ようこそ実力至上主義の教室へ（2022年4月5日 - 6月21日、※再放送、AT-X製作）
- ようこそ実力至上主義の教室へ 2nd Season （2022年7月5日 - 9月27日、※AT-X製作）
- 恋愛フロップス（○2022年10月18日 - 12月27日（第1話-第11話）、※KADOKAWA・AT-X・BS11・ムービック・NTTぷらら・TOKYO MX・テレビ愛知・サンテレビ共同製作、2025年7月4日 - 9月19日には金曜（木曜深夜）26時05分 - 26時35分枠にて当番組の再放送が行われた（テレビ愛知のみ））※最終話は2023年1月4日（1月3日深夜）火曜（月曜深夜）27時30分-28時00分に放送。
- HIGH CARD season1（2023年1月9日 - 3月27日）
- 事情を知らない転校生がグイグイくる。（2023年4月11日 - 7月4日、※アニマックス・BSフジ共同製作）
- ライザのアトリエ 〜常闇の女王と秘密の隠れ家〜 （2023年7月4日 - 9月19日、※BS11・アニプレックス・コーエーテクモゲームス・ムービック・Wonderful Works共同製作、初回は2時35分 - 3時35分の1時間スペシャルで放送。）
- 範馬刃牙（第2期）（2023年10月2日 - 2024年4月3日）
- 出来損ないと呼ばれた元英雄は、実家から追放されたので好き勝手に生きることにした（☆2024年4月9日 - 6月25日、※テレビ東京メディアネット製作）
- ギルドの受付嬢ですが、残業は嫌なのでボスをソロ討伐しようと思います（2025年1月14日[注釈 52] - 4月1日、※KADOKAWA・BS11・アニプレックス・ムービック・グッドスマイルカンパニー・Cloverworks共同製作）

#### 26時05分 ｰ 26時20分
- よんでますよ、アザゼルさん。Z（2013年4月8日 - 7月1日）

#### 26時13分 - 26時43分
- ひまわりっ!（2006年4月10日 - 7月3日）
- となグラ!（2006年7月10日 - 10月2日）
- 乙女はお姉さまに恋してる（2006年10月9日 - 12月25日）
- ひまわりっ!!（2007年1月8日 - 4月2日）
- 陸上防衛隊まおちゃん（2007年4月9日 - 7月2日 ※再放送、本放送はテレビ東京のみだったが、UHFアニメ形態のアンコール放送で当局初放送）
- さよなら絶望先生（2007年7月9日 - 7月30日 ※前半）

#### 26時20分 ｰ 26時35分
- 波打際のむろみさん（2013年4月8日 ｰ 7月1日）

#### 26時28分 - 26時58分
- D.C. 〜ダ・カーポ〜（2003年7月8日 - 12月30日）
- 下級生2〜瞳の中の少女たち〜（2004年10月4日 - 12月27日）
- らいむいろ流奇譚X CROSS 〜恋、教ヘテクダサイ。〜（2005年1月10日 - 4月4日）
- 舞-乙HIME-（☆2005年10月10日 - 2006年4月3日、※前作の第1期「舞-HiME」は2004年10月期に水曜（火曜深夜）25時28分 - 25時58分枠にて放送）
- 咲-Saki-（☆2009年4月6日 - 9月28日）

#### 26時58分 - 27時28分
- 牙狼-GARO-シリーズ
  - 牙狼〈GARO〉 （☆2005年10月10日 - 2006年3月31日、※非アニメ・特撮番組）
- スキップ・ビート!（☆2008年10月6日 - 2009年3月30日）

#### 26時35分 - 27時05分
- スケッチブック 〜full color's〜（☆2007年10月1日 - 12月24日）
- ARIA The ORIGINATION（☆2008年1月7日 - 3月31日）
- 進撃の巨人（2013年4月8日 ｰ 9月30日、※3.5話はCBCテレビで放送、Season3はNHK名古屋（総合）で放送）
- WHITE ALBUM2（2013年10月7日 - 2014年1月7日）
- そにアニ（2014年1月6日 - 3月24日）
- M3〜ソノ黑キ鋼〜（2014年4月21日 - 9月29日）
- ガールフレンド（仮）（☆2014年10月20日 - 2015年1月5日）
- 戦国無双（2015年1月12日 - 3月30日）
- ミカグラ学園組曲（2015年4月6日 - 6月22日）
- うしおととら（第1クール・第2クール） （2015年7月6日 - 12月28日）
- 最弱無敗の神装機竜（2016年1月11日 - 3月28日）
- うしおととら （第3クール）（2016年4月4日 - 6月27日）
- スカーレッドライダーゼクス（☆2016年7月11日 - 9月26日）
- SHOW BY ROCK!!#（2016年10月3日 - 12月19日、※第1期『SHOW BY ROCK!!』は当局を含めた中京広域圏では未放送。）
- サンリオ男子（2018年1月8日 - 3月26日）
- おおきく振りかぶって（2021年7月6日 ｰ 9月28日、※TBSテレビ・MBSテレビ共同製作、本放送時はCBCテレビで放送されたため実質再放送）
- 範馬刃牙（第1期） （2022年1月11日 - 3月29日）
- 勇者パーティーを追放されたビーストテイマー、最強種の猫耳少女と出会う （2022年10月4日 - 12月27日）
- スパイ教室（2023年1月10日 - 4月6日、※BS日テレ・AT-X共同製作。）
- 異世界はスマートフォンとともに。2（☆2023年4月4日 - 6月20日、※AT-X製作）
- おかしな転生（☆2023年7月4日 - 9月19日、※テレビ東京子会社のテレビ東京メディアネットが製作委員会に参加）
- 鴨乃橋ロンの禁断推理1stseason（2023年10月3日 - 12月26日、※KADOKAWA・ディオメディア・トイズファクトリー・AT-X ・ムービック共同製作。）
- HIGH CARD season2（2024年1月9日 - 3月26日）

#### 26時43分 - 27時13分
- Strawberry Panic（2006年4月10日 - 10月2日）
- はぴねす!（2006年10月9日 - 12月25日）
- Saint October（2007年1月8日 - 7月2日）

#### 27時00分 ｰ 27時30分
- TARI TARI（2012年7月2日 - 9月24日）

#### 27時05分 - 27時35分
- ネオ アンジェリーク Abyss（☆2008年4月7日 - 6月30日）
- ネオ アンジェリーク Abyss -Secound Age-（☆2008年7月7日 - 9月29日）
- 這いよれ!ニャル子さんW（☆2013年4月13日 - 7月6日）
- 魔界王子 devils and realist（☆2013年7月8日 - 9月23日）
- ぎんぎつね（☆2013年10月7日 - 12月23日）
- ノブナガ・ザ・フール（☆2014年1月6日 - 6月23日）
- DRAMAtical Murder（☆2014年7月7日 -  9月22日）
- のんのんびより りぴーと（☆2015年7月6日 - 9月20日）
- おそ松さん（☆2015年10月5日 - 2016年3月28日※ CSではアニマックスでも放送。大一商会 ・ぴえろ・テレビ東京・エイベックス・ピクチャーズ・電通・ フジオ・プロダクション ・AT-X共同製作。）
- 聖戦ケルベロス 竜刻のファタリテ（☆2016年4月4日 - 6月27日）
- アクティヴレイド -機動強襲室第八係- 2nd（2016年7月11日 - 9月26日）
- 最遊記 RELOAD BLAST（2017年7月10日 - 9月25日）
- 弱虫ペダル GLORY LINE（☆2018年1月8日 - 6月25日）
- 京都寺町三条のホームズ（☆2018年7月9日 - 9月24日）
- となりの吸血鬼さん（2018年10月8日 - 12月24日）
- けものフレンズ2（☆2019年1月14日 - 4月1日）
- ド級編隊エグゼロス（2020年7月6日 - 9月28日）

#### 27時35分 - 28時05分
- 瀬戸の花嫁（☆2007年8月7日 - 10月2日 ※2クール目）
- 獣神演武-HERO TALES-（☆2007年10月8日 - 2008年3月31日）
- ウィッチクラフトワークス（2014年1月6日 - 3月24日）

#### 27時43分 - 28時13分
- ギャラクシーエンジェる〜ん（☆2006年10月2日 - 12月25日、※前作『ギャラクシーエンジェル（第4期）』は水曜（火曜深夜）25時28分 - 25時55分枠にて放送）
- Master of Epic The Animation Age（☆2007年1月8日 - 3月26日）
- 瀬戸の花嫁（☆2007年4月3日 - 7月31日 ※1クール目）

#### 27時58分 - 28時28分
- 灼眼のシャナ（2005年10月10日 - 2006年3月27日、※第2期『灼眼のシャナII』以降はCBCテレビで放送）

#### 28時30分 ｰ 29時00分
- 神のみぞ知るセカイⅡ（☆2011年7月4日 - 10月3日 ※再放送）

### 火曜日

#### 24時00分 - 24時30分
テレビ東京系同時ネット枠
- takt op.Destiny（2021年10月6日 - 12月22日、※DeNA・MAPPA・バンダイナムコアーツ 製作。TXN系列全局およびBSテレ東で同時ネット。）
- アニメ枠中断（2022年1月-3月はテレビ東京のみ「異世界美少女受肉おじさんと」を放送（関東ローカル））
- BIRDIE WING -Golf Girl's Story- （Season1）（2022年4月6日 - 6月29日、※BN Pictures・テレビ東京共同製作。本作よりTXN系列全局で同時ネット。
BSでは地上波本放送後にBS松竹東急にて遅れネット[24]。続編の第2期「BIRDIE WING -Golf Girl's Story- （season2）」はテレビ東京のみ土曜（金曜深夜）25時23分 - 25時53分枠にて放送（関東ローカル））
- 東京ミュウミュウ にゅ〜♡（第1期）（2022年7月6日 - 9月21日、※ポニーキャニオン・講談社・テレビ東京・電通共同製作。2002年版はテレビ愛知製作の土曜朝8時00分 - 8時30分枠にて放送）
- チェンソーマン（2022年10月12日 - 12月28日、※MAPPA製作。複数の系列外局でも遅れネット。）
- とんでもスキルで異世界放浪メシ（第1期）（2023年1月11日 - 3月29日、※MAPPA製作。IBC岩手放送(IBC)、テレビユー福島(TUF)、山陰放送(BSS)、熊本放送(RKK)でも放送。）
- 東京ミュウミュウ にゅ〜♡（第2期）（2023年4月5日 - 6月21日、※ポニーキャニオン・講談社・テレビ東京・電通共同製作。2002年版はテレビ愛知製作の土曜朝8時00分 - 8時30分枠にて放送）
- フェ～レンザイ -神さまの日常-（2023年7月5日 - 9月27日、※ 海外アニメ（中国アニメ）。ブシロードムーブ製作。日本語吹き替え版のみ放送。
 本作品までTXN系列全局で同時ネット。長崎文化放送(ncc)でも放送。
BSでは地上波本放送後にBS日テレにて遅れネット[25]。）
- 東京リベンジャーズシリーズ
  - 東京リベンジャーズ 天竺編（2023年10月4日 - 12月27日、※毎日放送・AT-X製作。東京都、茨城県以外の関東圏では各独立局でも放送。その他系列外ネット多数。関西圏はMBS、岡山県・香川県ではRSK山陽放送、BSではBS朝日にて放送。第2期 「東京リベンジャーズ　聖夜決戦編」は火曜（月曜深夜）24時00分 - 24時30分枠で放送）
- SHAMAN KING FLOWERS（2024年1月10日 - 4月3日、※本作品より再びTXN系列全局で同時ネット。講談社・キングレコード・テレビ東京・電通共同製作。第1期 『SHAMAN KING （2021年版）』は木曜17時55分 - 18時25分枠、2001年版 『SHAMAN KING』は水曜18時30分 - 19時00分枠にて放送）
- 忘却バッテリー（第1期）（2024年4月10日 - 7月3日、※KADOKAWA ・MAPPA製作[注釈 53]。熊本県民テレビ、テレビ和歌山、AT-X、アニマックスでも放送。本放送終了後も長崎放送など複数の放送局で放送された。）
- モノノ怪（フジテレビ製作、2024年7月10日 - 9月25日、※2007年7月期にフジテレビ系列の「ノイタミナ」枠（本放送時は東海テレビで放送）で放送された作品の実質再放送[22]）
- 甘神さんちの縁結び（2024年10月2日 - 2025年3月26日、※キングレコード・講談社・クランチロール・ドライブ・クロックワークス・BS日テレ製作。TXN系列全局およびBS日テレで同時ネット。）
- ボールパークでつかまえて!（2025年4月2日 - 6月18日、※BSではBS日テレで放送。テレビ東京・AT-X・BS日テレ・サイバーエージェント・EMTスクエアード・クオラス・レイ共同製作。）

#### 25時25分 - 25時55分
- HAPPY★LESSON THE TV（2002年4月2日 - 6月）
- らいむいろ戦奇譚（2003年1月7日 - 4月1日）

#### 25時28分 - 25時58分
- 魁!!クロマティ高校 （☆2003年10月8日 - 2004年3月31日）
- 最遊記RELOAD GUNLOCK （☆2004年4月6日 - 9月28日）
- 舞-HiME（☆2004年10月5日 - 2005年4月5日、※続編の第2期「舞-乙HiME」は2005年10月期に火曜（月曜深夜）26時28分 - 26時58分枠にて放送）
- CLUSTER EDGE（☆2005年10月11日 - 2006年4月4日）
- エア・ギア（☆2006年4月11日 - 10月3日）
- ゴーストハント（☆2006年10月10日 - 2007年4月3日）
- キスダム -ENGAGE planet-（☆2007年4月10日 - 10月2日）
- ヴァンパイア騎士（☆2008年4月8日 - 7月1日）
- 夏目友人帳（☆2008年7月9日 - 10月1日、※テレビ東京・アニプレックス・白泉社・NAS共同製作。）
- ヴァンパイア騎士 Guilty（☆2008年10月7日 - 12月30日）
- 続 夏目友人帳（☆2009年1月6日 - 3月30日、※テレビ東京・アニプレックス・白泉社・NAS共同製作。）
- アスラクライン（2009年4月7日 - 6月30日）
- 懺・さよなら絶望先生（2009年7月7日 - 9月29日）
- アスラクライン2（2009年10月6日 - 12月29日）
- ダンス イン ザ ヴァンパイアバンド（2010年1月12日 - 4月6日）
- 薄桜鬼（☆2010年4月6日 - 6月22日）
- 生徒会役員共（2010年7月6日 -  9月28日）
- 薄桜鬼 碧血録（2010年10月5日 - 12月14日）
- お兄ちゃんのことなんかぜんぜん好きじゃないんだからねっ!!（2011年1月11日 - 3月29日）

#### 25時30分 ｰ 26時00分
- Dororon えん魔くん メ〜ラめら（2011年4月12日 - 6月28日、※MBSテレビ製作）
- 輪るピングドラム（2011年7月12日 -  12月27日、※MBSテレビ製作）
- パパのいうことを聞きなさい!（2012年1月10日 - 3月27日）
- ヨルムンガンド（2012年4月10日 - 6月26日）
- 薄桜鬼 黎明録（2012年7月10日 -  9月25日）
- らき☆すた（2021年7月6日 - 12月14日、※再放送[26]）
- トライブナイン（2022年1月11日 - 3月29日）
- 銀魂第2期（2022年4月6日 - 6月29日、再放送）
- オーバーロードⅣ（2022年7月6日 - 9月28日、※AT-X製作）
- THE MARGINAL SERVICE （2023年4月12日 - 6月28日、※日本テレビ製作。）
- MFゴースト 1st season（2023年10月4日 - 12月20日、※アニマックス製作。）
- ワンルーム、日当たり普通、天使つき。（2024年4月10日 - 6月26日）
- しかのこのこのここしたんたん （2024年7月10日 - 9月25日、※ツインエンジン・電通製作。）
- MFゴースト 2nd Season（2024年10月9日 - 12月25日、※アニマックス製作。）
- グリザイア:ファントムトリガー （2025年1月8日 - 4月2日、※TOKYO MX・BS日テレ共同製作。）

#### 25時35分 ｰ 26時05分
- ヨルムンガンド PERFECT ORDER（2012年10月9日 - 12月25日）
- AMNESIA（2013年1月8日 - 3月26日）
- ゆゆ式（2013年4月9日 - 6月25日）
- BROTHERS CONFLICT（2013年7月2日 - 9月17日）
- 東京レイヴンズ（2013年10月8日 - 2014年3月25日）
- ブラック･ブレット（2014年4月8日 - 7月1日）
- モモキュンソード（2014年7月8日 - 9月23日）
- 暁のヨナ（2014年10月7日 - 2015年3月24日）
- 響け!ユーフォニアム（2015年4月7日 - 6月30日、※第3期「響け!ユーフォニアム3」はNHK名古屋（ Eテレ）で放送）
- GATE 自衛隊 彼の地にて、斯く戦えり（2015年7月7日 - 9月22日）
- 緋弾のアリアAA（2015年10月6日 - 12月22日）
- プリンス･オブ･ストライド オルタナティブ（2016年1月5日 - 3月22日）
- ジョーカー・ゲーム（2016年4月5日 - 6月21日）
- NEW GAME!（2016年7月5日 - 9月20日※AT-X製作）
- ステラのまほう（2016年10月4日 - 12月20日）
- ハンドシェイカー（2017年1月10日 - 3月28日）
- ロクでなし魔術講師と禁忌教典（2017年4月4日 - 6月20日）
- NEW GAME!!（2017年7月11日 - 9月26日）
- オーバーロード（2017年10月3日 - 12月26日 ※再放送[27]、AT-X製作）
- オーバーロードⅡ（2018年1月9日 - 4月3日、※AT-X製作）
- ハイスクールD×D HERO（2018年4月10日 - 7月3日）
- あそびあそばせ（2018年7月10日 - 9月25日）
- うちのメイドがウザすぎる!（2018年10月9日 - 12月25日）
- BanG Dream! 2nd Season（2019年1月8日 - 4月2日、※TOKYO MX製作）
- ワンパンマン（第2期）（☆2019年4月9日 - 7月2日、※第1期は当局では未放送だが、2019年8月7日 - 10月23日にぎふチャンにて第1期の再放送が行われた[注釈 54]、2019年10月4日-12月27日には土曜（金曜深夜）26時05分-26時35分枠にて当番組の再放送が行われた。）
- NARUTO-ナルト-シリーズ
  - NARUTO THE BEST SELECTION（☆2019年7月9日 - 9月24日）
- 私、能力は平均値でって言ったよね!（○2019年10月8日 - 12月24日）
- ID: INVADED イド：インヴェイデッド（2020年1月7日 - 3月24日）
- ソードアート・オンライン アリシゼーション War of Underworld（2020年4月21日 - 7月7日 ※再放送）
- ソードアート・オンラインアリシゼーション War of Underworld -THE LAST SEASON-（2020年7月14日 - 9月22日）
- ラブライブ! 虹ヶ咲学園スクールアイドル同好会（第1期）（2020年10月6日 - 12月29日）

#### 25時58分 - 26時28分
- ラブゲッCHU 〜ミラクル声優白書〜（☆2006年4月4日 - 9月26日）
- ガン×ソード （☆2006年10月3日 - 12月26日（第1話-第13話）、2007年1月9日 - 3月27日（第15話-第26話））、※第14話は2007年1月4日木曜（水曜深夜）26時40分に放送
- 宙のまにまに（2009年7月7日 - 9月22日）
- 一騎当千 XTREAME XECUTOR（2010年4月13日 - 6月29日）
- オオカミさんと七人の仲間たち（2010年7月6日 - 9月21日）
- 百花繚乱 サムライガールズ（2010年10月5日 - 12月21日）
- フリージング（2011年1月11日 - 4月12日）

#### 26時00分 ｰ 26時30分
- アスタロッテのおもちゃ!（2011年4月12日 - 6月28日）
- 異国迷路のクロワーゼ（2011年7月5日 - 9月20日）
- ましろ色シンフォニー（2011年10月4日 - 12月20日）
- ゼロの使い魔F（2012年1月10日 - 3月27日）
- 黄昏乙女×アムネジア（2012年4月10日 - 6月26日）
- はぐれ勇者の鬼畜美学（2012年7月10日 - 9月25日）

#### 26時05分 ｰ 26時35分
- さくら荘のペットな彼女（2012年10月9日 - 2013年3月26日）
- 百花繚乱 サムライブライド（2013年4月9日 - 6月25日）
- きんいろモザイク（2013年7月9日 - 9月24日）
- 機巧少女は傷つかない（2013年10月8日 - 12月24日）
- ウィザード・バリスターズ 〜弁魔士セシル〜（2014年1月14日 - 4月1日）
- 星刻の竜騎士（2014年4月8日 - 6月24日）
- 精霊使いの剣舞（2014年7月15日 -  9月30日）
- 魔弾の王と戦姫（2014年10月7日 - 2015年1月3日）
- ユリ熊嵐（2015年1月6日 ｰ 3月31日）
- ハイスクールD×D BorN（2015年4月7日 - 6月23日）
- 戦姫絶唱シンフォギアGX（2015年7月7日 - 9月29日）
- 終物語（2015年10月6日 - 12月22日）
- 化物語 オリジナルマスターバージョン（2016年1月5日 - 3月29日）
- キズナイーバー（2016年4月12日 - 6月28日）
- テイルズ オブ ゼステリア ザ クロス（2016年7月5日 -  9月27日）
- WWW.WORKING!!（2016年10月4日 - 12月27日）
- Re:CREATORS（2017年4月11日 - 9月19日）
- ブレンド・S（2017年10月10日 - 12月26日）
- スロウスタート（2018年1月9日 - 3月27日）
- グランクレスト戦記（2018年4月3日 - 6月26日 ※2クール目）
- バキ（2018年7月3日 - 12月25日）
- ぼくたちは勉強ができない（2019年4月9日 - 7月2日、※BS11製作）
- 通常攻撃が全体攻撃で二回攻撃のお母さんは好きですか?（2019年7月16日 - 10月1日）
- ぼくたちは勉強ができない!（2019年10月8日 - 2020年1月5日、※BS11製作）
- ダーウィンズゲーム（2020年1月7日 - 3月24日）
- 転生したらスライムだった件シリーズ
  - 転生したらスライムだった件（2020年4月14日 - 9月29日、※BS11製作、再放送（当局では初放送[注釈 55]、2022年4月からは第1期・第2期の実質的な再放送が日本テレビで行われ系列局の中京テレビでも放送された）、第3期[注釈 56]は日本テレビ系のアニメ[注釈 57]として中京テレビで放送）
- アサルトリリィ BOUQUET（2020年10月6日 - 12月27日、※TBSテレビ製作。 ）
- 転生したらスライムだった件シリーズ
  - 転生したらスライムだった件 第2期 第一部（2021年1月12日 - 3月31日、※BS11製作。）
  - 転生したらスライムだった件 転スラ日記（2021年4月6日 - 6月22日、※BS11製作。）
  - 転生したらスライムだった件 第2期 第二部（2021年6月29日 - 9月21日、※BS11製作。）
- 銀魂第2期（2022年7月6日 - 8月3日、再放送）
- 異世界おじさん（2022年10月12日 - 12月28日、※第1話から第11話まで放送、2023年1月4日（1月3日深夜）は水曜（火曜深夜）28時00分-28時30分にて第12話を再放送。）※第12話は2022年12月28日（12月27日深夜）水曜（火曜深夜）26時30分-27時00分、最終話は2023年3月10日（3月9日深夜）金曜（木曜深夜）27時05分-27時35分に放送。
- 魔王学院の不適合者 〜史上最強の魔王の始祖、転生して子孫たちの学校へ通う〜Ⅱ（第1クール）（2023年1月11日 - 2月15日（第1話-第6話）、2月21日-3月28日（第1話-第6話（再放送））、7月11日 - 9月26日（第1話-第6話（再放送）、第7話-第12話）、※BS11・TOKYO MX・読売テレビ・AT-X共同製作。）
- B-PROJECT～熱烈＊ラブコール （☆2023年10月3日 - 12月19日、※BS日テレ・AT-X共同製作、第1期『B-PROJECT〜鼓動*アンビシャス〜』はCBCテレビで放送、第2期『B-PROJECT〜絶頂*エモーション〜』は本局を含めた中京広域圏では未放送）
- 世界最高の暗殺者、異世界貴族に転生する （第1期）（○2024年1月10日 - 3月27日、※再放送、AT-X・テレビ愛知共同製作、本放送は2021年10月期に木曜（水曜深夜） 26時35分 - 27時05分枠にて放送。）
- 魔王学院の不適合者 〜史上最強の魔王の始祖、転生して子孫たちの学校へ通う〜Ⅱ（第2クール）（2024年4月17日 - 5月22日（第13話-第18話）、5月29日（第14話（再放送・オーディオコメンタリー版））、6月5日-6月19日（第19話-第21話）、6月26日（第19話（再放送・オーディオコメンタリー版））、7月3日（第22話）、※BS11・TOKYO MX・読売テレビ・AT-X共同製作。）※第23話は2024年7月9日（7月8日深夜）火曜（月曜深夜）26時05分 - 26時35分、最終話は2024年7月26日（7月25日深夜）金曜（木曜深夜）26時15分 - 26時45分に放送。
- 恋は世界征服のあとで（○2024年7月10日 - 9月25日、※再放送、BS朝日・AT-X・テレビ愛知共同製作、本放送は2022年4月期に土曜（金曜深夜） 26時05分 - 26時35分枠にて放送。）
- クラスの大嫌いな女子と結婚することになった。 （2025年1月8日 - 3月26日、※KADOKAWA・アニプレックス・TOKYO MX・BS11・ムービック・EGG FIRM共同製作。）

#### 26時28分 - 26時58分
- GUNGRAVE ガングレイヴ（☆2003年10月7日 - 2004年3月30日）
- ファンタジックチルドレン（☆2004年10月5日 - 2005年3月29日）
- 創聖のアクエリオン（☆2005年4月6日 - 9月28日）
- ARIA The NATURAL（☆2006年4月4日 - 9月26日）
- ヤマトナデシコ七変化♥（☆2006年10月3日 - 2007年3月27日）
- Over Drive（☆2007年4月3日 - 9月25日）
- 素敵探偵☆ラビリンス（☆2007年10月2日 - 2008年3月25日）
- 化物語（2009年7月7日 - 9月29日）
- 裏切りは僕の名前を知っている（2010年4月13日 - 9月21日）
- えむえむっ!（2010年10月5日 - 12月21日）

#### 26時30分 ｰ 27時00分
- 快盗天使ツインエンジェル 〜キュンキュン☆ときめきパラダイス!!〜（2011年7月5日 - 9月20日）
- BRAVE10（2012年1月10日 - 3月27日）
- 咲 -Saki- 阿知賀編 episode of side-A（☆2012年4月10日 - 7月3日）
- 織田信奈の野望（☆2012年7月10日 - 9月25日）

#### 26時35分 ｰ 27時05分
- イクシオン サーガ DT（☆2012年10月9日 - 2013年4月2日）
- アラタカンガタリ 〜革神話〜（☆2013年4月9日 - 7月2日）
- 私がモテないのはどう考えてもお前らが悪い!（☆2013年7月9日 - 9月24日）
- のんのんびより（☆2013年10月8日 - 12月24日）
- ディーふらぐ!（☆2014年1月7日 - 3月25日）
- 月刊少女野崎くん（☆2014年7月8日 - 9月23日）
- 繰繰れ!コックリさん（☆2014年10月7日 - 12月23日）
- 聖剣使いの禁呪詠唱（☆2015年1月13日 - 3月31日）
- 遊☆戯☆王シリーズ
  - 遊☆戯☆王デュエルモンスターズ バトルシティ編（☆2015年4月7日 - 2016年8月30日 ※再放送）
  - 遊☆戯☆王 20thセレクション（☆2016年9月6日 - 2017年3月28日）
- エロマンガ先生（2017年4月11日 - 6月27日）
- グランクレスト戦記（2018年1月9日 - 3月27日 ※1クール目）
- 東京喰種トーキョーグール:re（2018年7月4日 - 9月19日）
- 千銃士（2018年7月3日 - 9月25日）
- 東京喰種トーキョーグール:re 最終章（2018年10月9日 - 12月25日）
- ナカノヒトゲノム【実況中】（2019年7月9日 - 9月23日）
- ソードアート・オンライン アリシゼーション War of Underworld（2019年10月15日 - 2020年1月5日）
- アイドリッシュセブン Second BEAT!（2020年4月7日 - 4月21日、 ※第1話から第4話まで放送、第1話・第2話は26時35分-27時35分にて2話連続放送。）
- アイドリッシュセブン第1期 セレクション（2020年4月28日 - 7月7日）
- はたらく細胞（2020年7月7日 - 9月29日 ※再放送）
- アイドリッシュセブン Second BEAT!（2020年10月6日 - 12月30日、※第3話から第14話まで放送）※第15話は2021年1月7日（1月6日深夜）木曜（水曜深夜）26時35分-  27時05分に放送
- はたらく細胞！！（2021年1月12日 - 3月3日）
- おおきく振りかぶって（2021年4月7日 - 6月30日、※TBSテレビ・MBSテレビ共同製作、本放送時はCBCテレビで放送されたため実質再放送）
- アイドリッシュセブンThird BEAT! （2021年7月7日 - 9月29日）
- アイドリッシュセブン Third BEAT! 第2クール（2022年10月5日 - 12月21日（第1話-第25話））、※第26話は2022年12月28日（12月27日深夜）水曜（火曜深夜）27時00分 - 27時30分に放送
- アイドリッシュセブン Vibrato →アイドリッシュセブン Third BEAT! 第2クール（第27話 - 第30話）（2023年1月11日 - 2月1日、2月8日-3月1日）

#### 26時35分 ｰ 26時50分
- 異世界かるてっと2（2020年1月14日 - 3月31日）

#### 26時50分 ｰ 27時05分
- ストライクウィッチーズ 501部隊発進しますっ!（2020年1月14日 - 3月31日 ※再放送、本放送は2019年4月期に木曜（水曜深夜）26時20分-26時35分枠にて放送。）

#### 26時58分 - 27時28分
- セイント・ビースト 〜光陰叙事詩天使譚〜（2007年4月4日 - 6月27日）
- ケンコー全裸系水泳部 ウミショー（2007年7月3日 - 9月25日）
- ナイトウィザード The ANIMATION（2007年10月2日 - 12月25日）

#### 27時00分 ｰ 27時30分
- 魔法少女リリカルなのはStrikerS（2012年1月10日 - 7月3日、※中京広域圏では本放送時の2007年4月期および7月期に三重テレビで放送、当局を含めたTXN6局で実質再放送（当局を含めたテレビ東京、テレビ大阪、テレビ北海道、TVQ九州放送、テレビせとうちでは初放送）。第1期「魔法少女リリカルなのは」は岐阜放送・三重テレビ、第2期「魔法少女リリカルなのはA's」は三重テレビ、第4期「魔法少女リリカルなのは ViVid」は当局で放送）

#### 27時05分 ｰ 27時35分
- 神さまのいない日曜日（2013年7月9日 - 9月24日）
- フリージング ヴァイブレーション（2013年10月8日 - 12月24日）
- 生徒会役員共＊（2014年1月7日 - 4月1日）
- 一週間フレンズ。（2014年4月8日 - 6月24日）
- トリニティセブン（☆2014年10月7日 - 12月23日）
- 美男高校地球防衛部LOVE!（☆2015年1月6日 - 3月23日）
- 俺物語!!（2015年4月14日 - 9月29日）
- ラクエンロジック（2016年1月12日 - 3月29日）
- チア男子!!（2016年7月5日 - 9月27日）
- 夏目友人帳 伍（☆2016年10月4日 - 12月20日、※テレビ東京・アニプレックス・白泉社・NAS共同製作。）
- けものフレンズ（☆2017年1月10日 - 3月28日、2017年8月に平日朝7時30分枠にて再放送が行われた[注釈 51]。）
- 夏目友人帳 陸（☆2017年4月11日 - 6月20日、※テレビ東京・アニプレックス・白泉社・NAS共同製作。）
- 魔法陣グルグル（☆2017年7月11日 - 12月19日）
- 斉木楠雄のΨ難 （第2期）（☆2018年1月16日 - 6月26日）
- 深夜!天才バカボン（☆2018年7月10日 - 9月25日）
- おそ松さん （第2期）（☆2018年10月2日 - 2019年3月26日、※再放送、本放送は2017年10月期に火曜（月曜深夜） 1時35分 - 2時05分枠にて放送。CSではアニマックスでも放送。大一商会 ・ぴえろ・テレビ東京・エイベックス・ピクチャーズ・電通・ フジオ・プロダクション ・AT-X共同製作。）
- アフリカのサラリーマン（2019年10月8日 - 12月24日）
- 天晴爛漫!（2020年7月7日 - 9月29日、 ※第1話から第13話まで放送。）
- はたらく細胞BLACK（2021年1月12日 - 3月24日）

#### 27時28分 - 27時58分
- げんしけん2（2007年10月9日 - 12月25日、※第1期『げんしけん』は三重テレビで放送）
- 狼と香辛料（2008年1月8日 - 3月25日、※テレビアニメ第2作はテレビ東京系列深夜アニメとして当局でも放送。ポニーキャニオン・メディアワークス・角川映画・ムービック・IMAGIN・JVCエンタテインメント製作。）
- クリスタル ブレイズ（2008年4月8日 - 6月24日）
- 一騎当千 Great Guardians（2008年7月8日 - 9月23日）
- ヒャッコ（☆2008年10月7日 - 12月30日）

#### 27時58分 - 28時28分
- 英國戀物語エマ（2005年4月5日 - 6月21日、※第2期『英國戀物語エマ第二幕』はメ〜テレで放送）
- 奥さまは魔法少女（2005年7月5日 - 9月27日）
- ノエイン もうひとりの君へ（2005年10月11日 - 2006年3月31日）
- 錬金3級 まじかる?ぽか〜ん（2006年4月4日 - 6月20日）
- ちょこッとSister（2006年7月11日 - 12月19日）
- Project BLUE 地球SOS（2007年1月9日 - 3月27日）

#### 28時28分 - 28時58分
- パピヨンローゼ New Season（2006年3月7日 - 4月18日）
- ひとひら（2007年4月4日 - 6月20日）
- ドージンワーク（2007年7月3日 - 9月28日）

#### 28時35分 - 29時05分
- 世界征服〜謀略のズヴィズダー〜（2014年1月14日 - 4月1日）

### 水曜日

#### 22時28分 - 22時54分
- ラブひな（☆2000年4月19日 - 9月27日）

#### 25時25分 - 25時55分
- .hack//SIGN （☆2002年4月3日 - 9月25日）
- シスター・プリンセス RePure （☆2002年10月2日 - 12月25日）
- .hack//黄昏の腕輪伝説（☆2003年1月8日 - 3月26日）

#### 25時00分 - 25時30分
- 【推しの子】（第2期）（2024年7月4日 - 9月26日（第12話-第23話））、※最終話は2024年10月7日（10月6日深夜）月曜 （日曜深夜） 24時50分 - 25時20分に放送。

#### 25時28分 - 25時58分
- 宇宙のステルヴィア （☆2003年4月2日 - 9月24日）
- AVENGER （☆2003年10月1日 - 12月24日）
- マリア様がみてるシリーズ
  - マリア様がみてる（☆2004年1月8日 - 4月1日、※第2期「マリア様がみてる〜春〜」は日曜朝7時30分 - 8時00分枠にて放送）
- キン肉マンII世シリーズ
  - キン肉マンII世 ULTIMATE MUSCLE （☆2004年4月8日 - 7月1日、※第1期『キン肉マンII世』は水曜18時00分 - 18時30分枠にて放送）
- ギャラクシーエンジェルシリーズ
  - ギャラクシーエンジェル（第4期）（☆2004年7月8日 - 9月30日、※第1期は当局を含めた中京広域圏では未放送、第2期および第3期はテレビ大阪製作の日曜朝9時30分 - 10時00分枠にて放送）
- 双恋 （☆2004年10月6日 - 12月29日）
- 魔法先生ネギま!シリーズ
  - 魔法先生ネギま! （☆2005年1月5日 - 6月29日、第2期「ネギま!?」は水曜17時30分 - 18時00分枠にて放送）
- 涼風 （☆2005年7月6日 - 12月28日）
- キン肉マンII世シリーズ
  - キン肉マンⅡ世 ULTIMATE MASCLE2（☆2006年1月4日 - 3月29日、※前作「キン肉マン（第1期・第2期「キン肉星王位争奪編」）」の続編である第3期「完璧超人始祖編 season1・season2」（BS11製作[注釈 58]）はtbs系列の「アガルアニメ」枠にて放送）
- いぬかみっ!（☆2006年4月5日 - 9月27日）
- 武装錬金（☆2006年10月4日 - 2007年3月28日）
- ながされて藍蘭島（☆2007年4月4日 - 9月26日）
- アニメ枠中断（2007年10月-2008年3月は実写ドラマを放送）
  - MAGISTER NEGI MAGI 魔法先生ネギま!（☆2007年10月4日 - 2008年3月27日、※実写ドラマ、初回は25時58分に放送）
- スレイヤーズシリーズ
  - スレイヤーズREVOLUTION（☆2008年7月2日 - 9月24日、※第1期「スレイヤーズ」は当局では火曜朝7時35分 - 8時05分枠にて放送、第2期「スレイヤーズ NEXT」・第3期「スレイヤーズ TRY」は金曜18時30分 - 19時00分枠にてテレビ東京との同時ネットで放送）
- とらドラ!（☆2008年10月1日 - 2009年3月25日）
- 夏のあらし!（☆2009年4月8日 - 7月1日）
- かなめも（☆2009年7月8日 - 9月30日）
- 夏のあらし! 〜春夏冬中〜（☆2009年10月7日 - 12月28日）
- はなまる幼稚園（☆2010年1月13日 - 3月31日）
- 荒川アンダー ザ ブリッジ（☆2010年4月7日 - 6月30日）
- 秘密結社鷹の爪 カウントダウン(2010年7月14日 - 9月29日、※テレビ朝日・MBSテレビ・静岡放送共同製作)
- 荒川アンダー ザ ブリッジ×ブリッジ（☆2010年10月6日 - 12月29日）

#### 25時30分 ｰ 26時00分
- セイクリッドセブン（2011年7月6日 - 9月21日）
- アニメ枠中断（2011年10月 - 2012年4月は牙狼-GARO-シリーズを放送）
- 牙狼-GARO-シリーズ
  - 牙狼〈GARO〉 〜MAKAISENKI〜（☆2011年10月12日 - 2012年4月4日、※非アニメ・特撮番組）
- 戦国コレクション（☆2012年4月11日 - 10月3日）
- プラオレ!〜PRIDE OF ORANGE〜 （2021年10月6日 - 12月22日）
- 日常（2022年1月12日 - 7月20日、※再放送[28]）
- 文豪ストレイドッグス 第4シーズン（2023年1月5日 - 3月30日、※WOWOW製作）
- 【推しの子】（第1期）（2023年4月12日 - 6月27日、※初回は25時30分-27時00分の90分スペシャルで放送。2023年12月30日-2024年1月1日には「夜更かしアニメ」にて当番組の第1話から最終話までの再放送が行われた。）
- 文豪ストレイドッグス 第5シーズン（2023年7月12日 - 9月21日、※WOWOW製作）
- 陰の実力者になりたくて! 2nd season（2023年10月5日 - 12月21日）
- 30歳まで童貞だと魔法使いになれるらしい（☆○2024年1月10日 - 3月27日、※テレビ東京・テレビ大阪・テレビ愛知・BSテレ東共同製作 ）
- この素晴らしい世界に祝福を!3（2024年4月11日 - 6月20日）
- 新テニスの王子様 U-17 WORLD CUP SEMIFINAL （☆2024年10月3日 - 12月26日）
- 完璧すぎて可愛げがないと婚約破棄された聖女は隣国に売られる （☆○2025年4月10日 - 6月26日、※テレビ愛知・BS朝日・トイズファクトリー・オーバーラップ・DMM.com・REMOW共同製作。BSではBS朝日にて放送。テレビ東京でも放送。）

#### 25時35分 ｰ 26時05分
- ハヤテのごとく CAN'T TAKE MY EYES OFF YOU（☆2012年10月10日 - 12月26日）
- THE UNLIMITED -兵部京介-（☆2013年1月9日 - 3月27日）

#### 25時40分 - 26時10分
- TSUKIPRO THE ANIMATION 2 （2021年7月7日 - 8月25日、※第1話から第8話まで放送、2021年9月2日（9月1日深夜）-9月30日（9月29日深夜）木曜（水曜深夜）は第1期「TSUKIPRO THE ANIMATION」のセレクションを放送）

#### 25時45分 - 26時15分
- こみっくパーティー（2001年4月4日 - 6月27日、※第2期「こみっくパーティー Revolution」は当局を含めた中京広域圏では未放送）

#### 25時58分 - 26時28分
- 人間交差点-HUMAN SCRAMBLE-（☆2003年4月9日 - 7月2日）
- 高橋留美子劇場（☆2003年7月9日 - 10月2日）
- 高橋留美子劇場人魚の森 （☆2003年10月9日 - 12月24日）
- モンキーターン （☆2004年1月14日 - 6月30日）
- モンキーターンV （☆2004年7月7日 - 12月22日）
- ギャラリーフェイク（☆2005年1月12日 ｰ 9月28日）
- 格闘美神 武龍シリーズ
  - 格闘美神 武龍→格闘美神 武龍 REBIRTH（☆2005年10月12日 - 2006年10月4日）
- 史上最強の弟子ケンイチ（☆2006年10月11日 - 2007年10月3日）
- 紅（2008年4月9日 - 6月25日）
- ワールド・デストラクション〜世界撲滅の六人〜（☆2008年7月9日 - 10月1日）
- 喰霊 -零-（2008年10月8日 - 12月24日）
- 鋼殻のレギオス（2009年1月14日 - 6月24日）
- うみねこのなく頃に（2009年7月1日 - 12月23日）
- ソ・ラ・ノ・オ・ト（☆2010年1月6日 - 3月24日）
- 閃光のナイトレイド（☆2010年4月7日 - 6月30日）
- 世紀末オカルト学院（☆2010年7月7日 - 9月29日）
- おとめ妖怪 ざくろ（☆2010年10月6日 - 12月29日）
- レベルE（☆2011年1月12日 - 4月6日）

#### 26時00分 ｰ 26時30分
- 星空へ架かる橋（2011年4月13日 - 6月29日）
- 猫神やおよろず（2011年7月13日 - 9月28日）
- ハイスクールD×D（2012年1月11日 - 3月28日）
- カンピオーネ! 〜まつろわぬ神々と神殺しの魔王〜（2012年7月11日 - 10月3日）

#### 26時05分 ｰ 26時35分
京都アニメーション製作アニメが多く放送された。
- 中二病でも恋がしたい!（2012年10月3日 - 12月29日、※TBSテレビ制作（関東圏では独立局ネット））
- たまこまーけっと（2013年1月9日 - 3月27日）
- うたの☆プリンスさまっ♪マジLOVE2000%（2013年4月3日 - 6月26日）
- Free!（2013年7月3日 - 9月25日、※朝日放送テレビ製作）
- 境界の彼方（2013年10月2日 - 12月19日、※TBSテレビ制作（関東圏では独立局ネット））
- 中二病でも恋がしたい!戀（2014年1月8日 - 3月26日、※TBSテレビ制作（関東圏では独立局ネット））
- 彼女がフラグをおられたら（2014年4月9日 - 7月2日）
- Free -Eternal Summer-（2014年7月2日 -  9月24日、※朝日放送テレビ製作）
- クロスアンジュ 天使と竜の輪舞（2014年10月8日 - 2015年4月1日）
- ハロー!!きんいろモザイク（2015年4月8日 - 6月24日）
- オーバーロード（2015年7月8日 - 9月30日、※AT-X製作）
- Free!（2015年10月7日 - 12月23日 ※再放送）
- 無彩限のファントム・ワールド（2016年1月6日 - 3月30日）
- マクロスΔ（2016年4月6日 - 9月28日）
- 響け!ユーフォニアム2（2016年10月5日 - 12月28日、※第3期「響け!ユーフォニアム3」はNHK名古屋（ Eテレ）で放送）
- 小林さんちのメイドラゴン（2017年1月11日 - 4月5日、※ABCアニメーション製作）
- GRANBLUE FANTASY The Animation（2017年4月5日 - 6月28日、※第2期『GRANBLUE FANTASY The Animation Season 2』は当局を含めた中京広域圏では未放送）
- TSUKIPRO THE ANIMATION（2017年10月4日 - 12月27日）
- ヴァイオレット・エヴァーガーデン（2018年1月10日 - 4月4日、※ABCアニメーション製作）
- Butlers〜千年百年物語〜（2018年4月11日 - 6月27日）
- Free!-Dive to the Future-（2018年7月11日 - 9月26日、※ABCアニメーション製作）
- 明治東亰恋伽（○2019年1月9日 - 3月27日、※TOKYO MX・テレビ愛知・BSフジ共同製作。）
- 世話やきキツネの仙狐さん（2019年4月10日 - 6月26日）
- ダンベル何キロ持てる?（2019年7月3日 - 9月18日）
- 俺を好きなのはお前だけかよ（2019年10月2日 - 12月25日）
- 痛いのは嫌なので防御力に極振りしたいと思います。（2020年1月8日 - 3月25日）
- 社長、バトルの時間です!（2020年4月8日 ｰ 7月1日、※BS日テレ・AT-X共同製作）
- 古見さんは、コミュ症です。（第1期） （☆2021年10月6日 - 12月22日）
- 私、能力は平均値でって言ったよね!（○2022年1月12日 - 3月30日※再放送）
- 古見さんは、コミュ症です。（第2期） （☆2022年4月6日 - 6月22日）
- 新テニスの王子様 U-17 WORLD CUP （☆2022年7月6日 - 9月28日）
- VAZZROCK THE ANIMATION （2022年10月5日 - 12月28日）
- 転生王女と天才令嬢の魔法革命 （○2023年1月5日 - 3月22日、※AT-X・関西テレビ・TVA advance共同製作）
- この素晴らしい世界に爆焔を!（2023年4月6日 - 6月22日）
- わたしの幸せな結婚（第1期）（2023年7月6日 - 9月21日、※KADOKAWA・スクウェア・エニックス・バンダイナムコミュージックライブ・トイズファクトリー共同製作。）
- 絆のアリル （2ndシーズン）（☆2023年10月4日 - 12月27日、※テレビ東京・アニマックス共同製作）
- ようこそ実力至上主義の教室へ 3rd season（2024年1月3日 - 3月27日、※AT-X製作、初回は27時05分 - 27時35分に放送）
- SELECTION PROJECT （○2024年4月11日 - 6月20日（第1話-第10話）、 ※再放送、※第1話のみAT-X製作、第2話から最終話まではAT-X・テレビ愛知共同製作、本放送は2021年10月期に土曜（金曜深夜） 27時05分 - 27時35分枠にて放送。第11話-第13話は2024年6月27日（6月26日深夜）木曜（水曜深夜）25時35分-27時05分に3話連続放送。）
- Re:ゼロから始める異世界生活3rdseason（2024年10月3日 - 2025年3月27日、※AT-X製作、初回は26時05分 - 27時40分の90分スペシャルとして放送。10月3日 - 11月21日までは襲撃編、11月28日 - 2025年1月29日は襲撃編を再放送、2025年2月6日から3月27日までは反撃編を放送。）
- 華Doll* -Reinterpretation of Flowering- （2025年4月10日 - 6月26日、※TOKYO MX・BS日テレ・ムービック・イッツ共同製作。）

#### 26時28分 - 26時58分
- フタコイ オルタナティブ（☆2005年4月6日 - 6月29日）
- ぺとぺとさん（2005年7月13日 - 10月5日）
- Canvas2 〜虹色のスケッチ〜（2005年10月12日 - 2006年3月29日）
- 涼宮ハルヒの憂鬱（2006年版）（2006年4月5日 - 7月5日）
- 恋する天使アンジェリーク〜心のめざめる時〜（2006年7月12日 - 10月4日）
- くじびきアンバランス（2006年10月11日 - 12月27日）
- SHUFFUL! MEMORIES（2007年1月10日 - 3月28日）
- らき☆すた（2007年4月12日 - 9月20日）
- レンタルマギカ（2007年10月10日 - 2008年3月26日）
- 我が家のお稲荷さま。（2008年4月9日 - 9月17日）
- 宇宙をかける少女（☆2009年1月7日 - 7月1日）
- 狼と香辛料Ⅱ（2009年7月8日 - 9月23日、※テレビアニメ第2作はテレビ東京系列深夜アニメとして当局でも放送。ポニーキャニオン・アスキー・メディアワークス・角川映画・ムービック・FlyingDog製作。）
- そらのおとしもの（2009年10月6日 - 12月29日）
- いちばんうしろの大魔王（2010年4月7日 - 6月23日）
- 祝福のカンパネラ（2010年7月7日 - 9月22日）
- もっと To LOVEる -とらぶる-（2010年10月6日 - 12月22日、※ TBSテレビ制作（関東圏では独立局ネット）、第1期『To LOVEる -とらぶる-』はCBCテレビで放送、続編の第1期『To LOVEる -とらぶる-ダークネス』・第2期『To LOVEる -とらぶる-ダークネス 2nd』は当局を含めた中京広域圏では未放送）
- Rio RainbowGate!（2011年1月5日 - 3月30日）

#### 26時30分 ｰ 27時00分
- STEINS;GATE（2011年4月6日 - 9月14日）
- 人類は衰退しました（2012年7月4日 - 9月19日）

#### 26時35分 ｰ 27時05分
- ガールズ&パンツァー（2012年10月10日 - 12月26日）
- 閃乱カグラ（2013年1月9日 - 3月27日）
- DD北斗の拳（☆2013年4月3日 - 6月26日）
- 義風堂々!! 兼続と慶次（☆2013年7月3日 - 12月18日）
- ハマトラ（☆2014年1月8日 - 3月26日）
- ソウルイーターノット（☆2014年4月9日 - 7月2日）
- Re:␣ハマトラ（☆2014年7月9日 - 9月24日）
- 異能バトルは日常系のなかで（☆2014年10月8日 - 12月24日）
- 神様はじめました◎（☆2015年1月7日 - 4月1日）
- ゆるゆり さん☆ハイ!（☆2015年10月7日 - 12月23日）
- 蒼の彼方のフォーリズム（☆2016年1月13日 - 3月30日）
- ツキウタ。 THE ANIMATION（2016年7月6日 - 9月28日）
- 南鎌倉高校女子自転車部（2017年1月11日 - 3月29日）
- 終末なにしてますか? 忙しいですか? 救ってもらっていいですか?（2017年4月12日 - 6月28日）
- ようこそ実力至上主義の教室へ（2017年7月12日 - 9月27日、※AT-X製作）
- 戦刻ナイトブラッド（2017年10月3日 - 12月26日）
- 文豪ストレイドッグス（2018年1月10日 - 3月28日、※再放送（当局では初放送、2016年4月期の本放送時にぎふチャン・三重テレビで放送））
- シュタインズ・ゲート ゼロ（2018年4月11日 - 9月26日）
- RErideD-刻越えのデリダ-（2018年10月3日 - 12月19日）
- 盾の勇者の成り上がりSeason1（2019年1月9日 - 6月26日、※KADOKAWA・クランチロール・サミー・日本コロムビア・角川メディアハウス・NTTぷらら・グッドスマイルカンパニー・AT-X・グロービジョン・フロンティアワークス共同製作。）
- 彼方のアストラ（2019年7月3日 - 9月18日）
- 旗揚!けものみち（2019年10月2日 - 12月18日）
- プランダラ（2020年1月8日 ｰ 6月24日）
- デカダンス（2020年7月8日 - 9月23日）
- ストライクウィッチーズ ROAD to BERLIN（2020年10月7日 - 12月23日）
- アルゴナビス from BanG Dream!（2021年1月13日 - 3月31日、※MBSテレビ製作協力、2020年4月期にCBCテレビで放送されたため実質再放送）
- 幼なじみが絶対に負けないラブコメ（2021年4月14日 - 6月30日）
- 小林さんちのメイドラゴンS （2021年7月7日 - 9月22日、※ABCアニメーション製作）
- 世界最高の暗殺者、異世界貴族に転生する （第1期）（○2021年10月6日 - 12月22日、※AT-X・テレビ愛知共同製作、2024年1月10日-3月27日には水曜（火曜深夜）26時05分-26時35分枠にて当番組の再放送が行われた（テレビ愛知のみ）。）
- ハコヅメ ～交番女子の逆襲～ （2022年1月5日 - 3月30日、※AT-X・BS日テレ共同製作）

#### 26時58分 - 27時28分
- Phantom 〜Requiem for the Phantom〜（☆2009年4月8日 - 9月30日）
- ささめきこと（☆2009年10月7日 - 12月30日）
- バカとテストと召喚獣（☆2010年1月6日 - 3月31日）
- 伝説の勇者の伝説（☆2010年7月7日 - 12月22日）

#### 27時00分 ｰ 27時30分
- まりあ✝ほりっく あらいぶ（☆2011年4月13日 - 6月29日、※第1期『まりあ†ほりっく』はuhfアニメとして当局でも放送）
- バカとテストと召喚獣にっ!（☆2011年7月13日 - 10月5日）

#### 27時05分 ｰ 27時35分
- ハイスクールD×D NEW（2013年7月10日 - 9月25日）
- ワルキューレ ロマンツェ（2013年10月9日 - 12月25日）
- ノラガミ（2014年1月8日 - 3月26日、※第2期は未放送）
- ノーゲーム・ノーライフ（2014年4月9日 - 6月25日、※ AT-X製作）
- まじもじるるも（2014年7月9日 - 9月24日）
- 霊剣山 星屑たちの宴（2016年1月13日 - 3月30日）
- 霊剣山 叡智への資格（2017年1月11日 - 3月29日）
- 賭ケグルイ（2017年7月5日 - 9月27日）
- Code:Realize 〜創世の姫君〜（2017年10月11日 - 12月27日）
- 賭ケグルイ××（2019年1月9日 - 3月27日）
- Number24（2020年1月8日 - 4月20日）

#### 27時28分 - 27時58分
- この青空に約束をー 〜ようこそつぐみ寮へ〜（2007年4月4日 - 6月27日）
- School Days（2007年7月4日 - 9月12日）※最終回は放送中止。

#### 27時58分 - 28時28分
- うたわれるもの（2006年4月5日 - 9月27日、※第2期「うたわれるもの　偽りの仮面」は火曜（月曜深夜）26時05分 - 26時35分枠にて放送、第3期「うたわれるもの　二人の白皇」は当局を含めた中京広域圏では未放送）

### 木曜日

#### 19時53分 ｰ 19時58分
- 八十亀ちゃんかんさつにっき（○2019年4月4日 - 6月20日、※テレビ愛知・TOKYO MX共同製作）

#### 25時15分 - 25時45分
- シスター・プリンセス（☆2001年4月5日 - 9月27日）

#### 25時28分 - 25時58分
- 遙かなる時空の中で〜八葉抄〜（☆2004年10月7日 - 2005年3月31日）
- ガラスの仮面（☆2005年4月7日 - 2006年3月30日）
- 吉宗（2006年4月6日 - 9月14日）
- カレイドスター スペシャルセレクション（2007年1月4日 - 3月29日）
- スカイガールズ（2007年7月5日 - 12月27日）
- ロザリオとバンパイア（2008年1月10日 - 4月3日、第2期『ロザリオとバンパイア CAPU2』はぎふチャン・三重テレビで放送）
- 北斗の拳 ラオウ外伝 天の覇王（2008年10月2日 - 12月25日）
- 俺の妹がこんなに可愛いわけがない（第1期）（2010年10月7日 - 12月23日）

#### 25時00分 ｰ 25時30分
- コードギアス 反逆のルルーシュ（2022年7月15日 - 2023年1月13日、※MBSテレビ製作、2006年10月期および2007年1月期の本放送時にCBCテレビにて放送されたため実質再放送。）
- コードギアス 反逆のルルーシュ R2 （2023年1月20日 - 6月30日、※MBSテレビ製作、2008年4月期および7月期の本放送時にCBCテレビにて放送されたため実質再放送。）
- BanG Dream! Ave Mujica（2025年1月3日 - 3月28日、※TOKYO MX製作、初回は25時35分 - 26時05分に放送）

#### 25時30分 ｰ 26時00分
- 新テニスの王子様（☆2012年1月5日 - 3月29日）
- めだかボックス（☆2012年4月5日 - 6月21日）
- 貧乏神が!（☆2012年7月5日 - 9月27日）
- けいおん!（2020年10月15日 - 12月23日、※TBSテレビ製作、本放送時、2009年4月期に中部日本放送で放送されたため、実質再放送。12月28日には「映画けいおん!」を放送)
- Re:ゼロから始める異世界生活 2nd season 後半クール（2021年1月7日 - 3月25日、 ※AT-X製作、第1期「Re:ゼロから始める異世界生活」はテレビ東京系列深夜アニメとして当局でも放送、2nd season前半クールは金曜（木曜深夜）26時05分 - 26時35分枠にて放送）
- 機動戦士ガンダムSEEDシリーズ
  - 機動戦士ガンダムSEED（2021年4月2日 - 2022年3月11日、※2002年10月期および2003年1月期および4月期、7月期の本放送時にCBCテレビで放送されたため実質再放送）
  - 機動戦士ガンダムSEED DESTINY（2022年3月18日 - 2023年3月10日、※2004年10月期および2005年1月期および4月期、7月期の本放送時にCBCテレビで放送されたため実質再放送）
- Dr.STONE NEW WORLD 第1クール（2023年4月7日 - 6月16日、※東宝・トムス・エンタテインメント・集英社共同製作。）
- BanG Dream! It's MyGO!!!!! （2023年6月30日 - 9月29日、※TOKYO MX製作）
- Dr.STONE NEW WORLD 第2クール（2023年10月13日 - 12月22日、※東宝・トムス・エンタテインメント・集英社共同製作。）
- ダンジョン飯（第1期）（2024年1月5日 - 6月13日、※KADOKAWA・ウルトラスーパーピクチャーズ・グッドスマイルカンパニー・テンセント共同製作。2024年12月29日-2025年1月4日には「夜更かしアニメ」にて当番組の第1話から最終話までの再放送が行われた。）
- 異世界ゆるり紀行 ～子育てしながら冒険者します～（☆2024年7月12日 - 9月27日、※ジェンコ・テレビ東京メディアネット・アルファポリス・クランチロール・MUSE・U-NEXT・ドリーミュージック・NetEase Games共同製作。）
- 精霊幻想記（☆2024年10月4日 - 12月20日（第1話-第8話）、※BSフジ・テレビ東京メディアネット・ホビージャパン・クランチロール・CTW・アスミック・エース・日本コロムビア・メロンブックス ・ストロベリー・ミーツ ピクチュアズ・クロックワークス・叶音・日本ナレーション演技研究所共同製作、再放送（当局では初放送[注釈 59]）。）※第11話は2024年12月13日（12月12日深夜）金曜（木曜深夜）25時30分-26時00分、第9話および第10話は2024年11月22日（11月21日深夜）、2024年11月29日（11月28日深夜）金曜（木曜深夜）25時00分-25時30分、最終話は2024年12月20日（12月19日深夜）金曜（木曜深夜）25時10分-25時40分に放送。
- Dr.STONE SCIENCE FUTURE 第1クール（2025年1月10日 - 3月28日、※東宝・トムス・エンタテインメント・集英社共同製作。）
- 精霊幻想記2（☆2025年4月4日 - 6月20日、※BSフジ・テレビ東京メディアネット・ホビージャパン・クランチロール・CTW・アスミック・エース・日本コロムビア・メロンブックス ・ストロベリー・ミーツ ピクチュアズ・クロックワークス・叶音・日本ナレーション演技研究所共同製作、再放送（当局では初放送[注釈 60]）。）

#### 25時35分 - 26時05分
- めだかボックス アブノーマル（☆2012年10月11日 - 12月27日）
- 八犬伝―東方八犬異聞―（2013年1月10日 - 4月4日）
- 弱虫ペダル（☆2013年10月10日 - 2014年7月2日）
- ハナヤマタ（☆2014年7月10日 - 9月25日）
- 弱虫ペダル GRANDE ROAD（☆2014年10月9日 - 2015年4月2日）
- 進撃の巨人 Season2（2017年4月6日 - 6月22日、※Season3はNHK名古屋（総合）で放送）

#### 25時55分 - 26時25分
- PROJECT ARMS→PROJECT ARMS The 2nd Chapter （☆2001年4月11日 - 2002年4月3日）
- 天使な小生意気（☆2002年4月11日 - 2003年4月3日）

#### 25時58分 - 26時28分
- プリンセスアワー（2004年10月7日 - 12月30日）ーW〜ウィッシュ〜とΦなる・あぷろーちを前後ランダムに放送
- IZUMO -猛き剣の閃記-（2005年4月7日 - 6月23日）
- 機動新撰組 萌えよ剣（2005年7月7日 - 9月29日）
- はっぴぃセブン 〜ざ・テレビまんが〜（2005年10月6日 - 12月29日）
- おろしたてミュージカル 練馬大根ブラザーズ（☆2006年1月12日 - 3月30日）
- Fate/stay night(第1作)（2006年4月6日 - 6月22日 ※ 2クール目、 金曜（木曜深夜）25時58分 - 26時28分枠より移動、TBSテレビ制作（関東圏では独立局ネット） 、第2作「Project Fate/stay night（アニプレックス版）」は当局を含めた中京広域圏では未放送）
- ゼロの使い魔（2006年7月6日 - 9月28日）
- 夜明け前より瑠璃色な 〜Crescent Love〜 （2006年10月5日 - 12月21日、※TBSテレビ製作（関東圏では独立局ネット））
- 恋する天使アンジェリーク〜かがやきの明日〜（2007年1月11日 - 3月29日）
- 一騎当千 Dragon Destiny（2007年4月5日 - 6月21日、※第1期『一騎当千』は三重テレビで放送）
- ゼロの使い魔〜双月の騎士〜（2007年7月12日 - 9月28日）
- PRISM ARK（2007年10月11日 - 12月27日）
- AYAKASHI（2008年1月10日 - 3月27日）
- フタコイ オルタナティブ（☆2008年4月10日 - 7月3日 ※再放送）
- ゼロの使い魔〜三美姫の輪舞〜（2008年7月10日 - 9月25日）
- まかでみ・WAっしょい!（2008年10月9日 - 12月25日）
- まりあ✝ほりっく（2009年1月8日 - 3月26日、※第2期『まりあ†ほりっくあらいぶ』はテレビ東京系列深夜アニメとして当局でも放送）
- シャングリ・ラ（2009年4月9日 - 9月17日）

#### 26時05分 ｰ 27時05分
- Re:ゼロから始める異世界生活 第1期新編集版（2020年1月9日 - 4月2日、※テレビ東京・AT-X共同製作（関東圏では独立局ネット）、2016年4月から9月までテレビ東京（本放送時は当局にて放送）ほかにて放送されたものに新しく編集を加えて放送）

#### 26時05分 ｰ 26時35分
- 銀河機攻隊 マジェスティックプリンス（2013年4月4日 -  9月19日）
- 凪のあすから（2013年10月3日 - 2014年4月3日）
- ご注文はうさぎですか?（2014年4月10日 - 6月26日、※第2期『ご注文はうさぎですか??』、第3期『ご注文はうさぎですか？ BLOOM』は当局を含めた中京広域圏では未放送）
- グラスリップ（2014年7月3日 -  9月25日）
- SHIROBAKO（2014年10月9日 - 2015年3月26日）
- 実は私は（☆2015年7月9日 - 10月1日）
- DD北斗の拳2 イチゴ味＋（☆2015年10月8日 - 12月24日）
- シュヴァルツェスマーケン（☆2016年1月14日 - 3月31日）
- Re:ゼロから始める異世界生活（☆2016年4月7日 - 9月22日、※テレビ東京・AT-X共同製作、第2期「Re:ゼロから始める異世界生活」2nd season前半クール・後半クール、第3期「Re:ゼロから始める異世界生活」 3rd seasonはuhfアニメとして金曜 （木曜深夜）26時05分 - 26時35分枠、金曜（木曜深夜）25時30分 - 26時00分枠、木曜（水曜深夜）26時05分 - 26時35分枠にて放送（テレビ愛知の場合））
- アンゴルモア 元寇合戦記（2018年7月12日 - 9月27日）
- 俺が好きなのは妹だけど妹じゃない（2018年10月11日 - 12月20日）
- 私に天使が舞い降りた!（2019年1月10日 - 3月28日）
- 異世界チート魔術師（2019年7月11日 - 9月26日）
- 慎重勇者 〜この勇者が俺TUEEEくせに慎重すぎる〜（2019年10月3日 - 12月26日）
- Re:ゼロから始める異世界生活 2nd season前半クール（2020年7月9日 - 10月1日、※AT-X製作、第1期はテレビ東京系列深夜アニメとして当局でも放送、2nd season後半クールは金曜（木曜深夜）25時30分 - 26時00分枠にて放送）
- 「アクエリオン」 シリーズ
  - 想星のアクエリオン Myth of Emotions （○2025年1月10日 - 3月28日、※DMM.com・MAGNET・NetEase Games・サテライト・テレビ愛知・フライングドッグ・Vobile Japan・クランチロール共同製作。）
- 連盟空軍航空魔法音楽隊ルミナスウィッチーズ（○2025年4月4日 - 6月20日、※再放送、テレビ愛知・BS日テレ・AT-X・KADOKAWA ・シャフト・サミー・ドコモ・アニメストア・DeNA・角川メディアハウス・プロダクション・エース共同製作、本放送は2022年7月期に火曜（月曜深夜）25時30分 - 26時00分枠にて放送。）

#### 26時05分 ｰ 26時20分
- 異世界かるてっと（2019年4月11日 - 6月27日）

#### 26時25分 ｰ 26時55分
- SAMURAI DEEPER KYO （☆2002年10月9日 - 2003年4月2日）

#### 26時20分 ｰ 26時35分
- ストライクウィッチーズ 501部隊発進しますっ!（2019年4月11日 - 6月27日、※2020年1月14日-3月31日には水曜（火曜深夜）26時50分-27時05分枠にて当番組の再放送が行われた。）

#### 26時28分 - 26時58分
- 極上生徒会（☆2005年4月7日 - 9月29日）
- ARIA The ANIMATION （☆2005年10月6日 - 12月29日）
- かしまし 〜ガール・ミーツ・ガール〜（☆2006年1月12日 - 3月30日）
- .hack//Roots（☆2006年4月6日 - 9月21日、※第25話および第26話は木曜（水曜深夜）25時58分に1時間スペシャルとして放送）
- スーパーロボット大戦OG 〜ディパイン・ウォーズ〜（☆2006年10月5日 - 2007年3月29日）
- 機神大戦ギガンティック・フォーミュラ（☆2007年4月5日 - 9月27日）
- バンブーブレード（☆2007年10月4日 - 2008年4月3日）
- 恋姫✝無双（2008年7月10日 - 9月25日、※続編である第1期『真・恋姫†無双』および第2期『真・恋姫†無双〜乙女大乱〜』はぎふチャン・三重テレビで放送）
- 伯爵と妖精（2008年10月9日 - 12月25日）
- マリア様がみてるシリーズ
  - マリア様がみてる 4th シーズン（2009年1月8日 - 4月2日、※第2期「マリア様がみてる〜春〜」まではテレビ東京系列のアニメとして当局で放送（第3期「マリア様がみてる 3rdシーズン」はOVA））
- アラド戦記〜ステップアップパーティー〜（☆2009年4月9日 - 10月1日）
- ミラクル☆トレイン〜大江戸線へようこそ〜（☆2009年10月8日 - 12月29日）
- 学園黙示録 HIGHSCHOOL OF THE DEAD（2010年7月8日 - 9月23日）
- そらのおとしものf（2010年10月6日 - 12月22日）

#### 26時30分 ｰ 27時00分
- 夏目友人帳 参（☆2011年7月7日 - 9月29日、※テレビ東京・アニプレックス・白泉社・NAS共同製作。）
- 君と僕。（☆2011年10月6日 - 12月29日）
- 夏目友人帳 肆（☆2012年1月5日 - 3月29日、※テレビ東京・アニプレックス・白泉社・NAS共同製作。）
- 君と僕2（☆2012年4月5日 - 6月28日）
- 超訳百人一首 うた恋い。（☆2012年7月5日 - 9月27日）

#### 26時35分 ｰ 27時05分
- となりの怪物くん（☆2012年10月4日 - 12月27日）
- はたらく魔王さま!（2013年4月4日 - 6月27日、※第2期「はたらく魔王さま!!1st Season・2nd Season」は当局を含めた中京広域圏では未放送）
- 幻影ヲ駆ケル太陽（2013年7月11日 - 10月3日）
- BLAZBLUE ALTER MEMORY（2013年10月10日 - 12月26日）
- スペース☆ダンディ（2014年1月9日 - 3月30日）
- エスカ&ロジーのアトリエ 〜黄昏の空の錬金術師〜（2014年4月10日 - 6月26日）
- スペース☆ダンディ シーズン2（2014年7月10日 - 10月2日）
- 進撃の巨人（2014年10月9日 - 2015年4月1日 ※再放送）
- 艦隊これくしょん -艦これ-（2015年1月8日 - 3月26日）
- アクエリオンロゴス（2015年7月2日 - 12月24日）
- アクティヴレイド -機動強襲室第八係-（2016年1月7日 - 3月24日）
- 多田くんは恋をしない（2018年4月5日 - 6月28日）
- オーバーロードⅢ（2018年7月12日 - 10月4日、※AT-X製作）
- 叛逆性ミリオンアーサー 第1シーズン（2018年10月25日 - 12月27日）
- BanG Dream! 2nd Season（2019年1月10日 - 4月4日 ※リピート放送、TOKYO MX製作）
- 叛逆性ミリオンアーサー 第2シーズン（2019年4月4日 - 6月27日）
- キミと僕の最後の戦場、あるいは世界が始まる聖戦（seasonⅠ）（2020年10月8日 - 12月24日、※KADOKAWA・ABCアニメーション・AT-X・角川メディアハウス・SILVER LINK.・ファニメーション・ポニーキャニオン・株式会社A3・ビットグルーヴプロモーション共同製作。第2期「キミと僕の最後の戦場、あるいは世界が始まる聖戦（seasonⅡ）」は当局を含めた中京広域圏では未放送。）
- Dr.STONE STONE WARS（2021年1月14日 - 3月25日、※東宝・トムス・エンタテインメント・集英社共同製作。）
- スーパーカブ（2021年4月8日 - 6月24日）
- ノーゲーム・ノーライフ（2021年7月8日 - 9月23日、※再放送、AT-X製作）
- 宇宙よりも遠い場所 （2021年10月7日 - 12月23日（第1話-第12話）、※再放送（当局では初放送[注釈 55]）、AT-X製作）※第13話は2022年1月5日（1月4日深夜）水曜（火曜深夜）27時05分-27時35分に放送
- ゆるキャン△  （2022年1月7日 - 3月31日、※再放送（当局では初放送[注釈 55]）、※第2期「ゆるキャン△ SEASON2」（2021年1月期の本放送時にぎふチャン・三重テレビで放送）は当局では未放送）
- 盾の勇者の成り上がり Season2 （2022年4月7日 - 6月30日、※KADOKAWA・クランチロール・サミー・日本コロムビア・角川メディアハウス・NTTぷらら・グッドスマイルカンパニー・AT-X・グロービジョン・フロンティアワークス共同製作。）
- メイドインアビス 烈日の黄金郷（2022年7月7日 - 9月29日）
- 陰の実力者になりたくて!（2022年10月6日 - 2023年2月16日）
- 異世界かるてっと（2023年2月23日 - 3月30日※再放送）
- ゆるキャン△ SEASON3 （2024年4月4日 - 6月27日）

#### 26時58分 - 27時28分
- ぼくらの（2007年4月12日 - 9月27日）
- Myself;Yourself（2007年10月4日 - 12月28日）
- ゴルゴ13（2008年版）（☆2008年4月17日 - 2009年4月2日）
- ハヤテのごとく!!（☆2009年4月9日 - 9月24日）
- あにゃまる探偵 キルミンずぅ＋（☆2009年10月8日 - 2010年3月25日、※本放送は月曜17時30分 - 18時00分枠にて放送）
- 侵略!イカ娘（☆2010年10月7日 - 12月23日）

#### 27時00分 ｰ 27時30分
- 戦国乙女〜桃色パラドックス〜（☆2011年4月7日 - 6月30日）
- ゆるゆり（☆2011年7月7日 - 9月22日）
- 侵略!?イカ娘（☆2011年10月13日 - 12月29日）
- 男子高校生の日常（☆2012年1月12日 - 3月29日）
- 這いよれ!ニャル子さん（☆2012年4月12日 - 6月28日）
- ゆるゆり♪♪（☆2012年7月5日 - 9月20日）

#### 27時05分 ｰ 27時35分
- 神様はじめました（☆2012年10月4日 - 12月27日）
- 幕末義人伝 浪漫（☆2013年1月10日 - 3月28日）
- 戦姫絶唱シンフォギアG（2013年7月4日 - 9月26日）
- Z/X IGNITION（☆2014年1月9日 - 4月3日）
- 不徳のギルド （2022年10月6日 - 12月22日）

### 金曜日

#### 18時00分 ｰ 18時30分
テレビ東京系列同時ネット枠
- ゲンジ通信あげだま（☆1991年10月4日 - 1992年9月25日）
- 姫ちゃんのリボン （☆1992年10月2日 - 1993年12月3日）
- ナースエンジェルりりかSOS（☆1995年7月7日 - 1996年3月29日）
- こどものおもちゃ（☆1996年4月5日 - 1998年3月27日）
- カウボーイビバップ [注釈 61]（☆1998年4月3日 - 6月26日）
- 発明BOYカニパン（☆1998年7月3日 - 1999年1月29日）
- 超発明BOYカニパン（☆1999年2月5日 - 6月25日）
- メタロットシリーズ
  - メダロット（☆1999年7月2日 - 2000年6月30日）
  - メダロット魂（☆2000年7月7日 - 2001年3月30日）
- 電脳冒険記ウェブダイバー（☆2001年4月6日 - 2002年3月29日）
- 爆闘宣言ダイガンダー（☆2002年4月5日 - 12月27日）
- トランスフォーマーシリーズ
  - 超ロボット生命体トランスフォーマー マイクロン伝説（☆2003年1月10日 - 12月26日）
  - トランスフォーマースーパーリンク（☆2004年1月9日 - 12月24日）
- アークエとガッチンポー てんこもり（☆2005年1月7日 - 3月25日、※第1期「アークエとガッチンポー 」は当局では未放送）
- ケロロ軍曹シリーズ
  - ケロロ軍曹（2ndシーズン）（☆2005年4月1日 - 2006年3月31日、※土曜朝10時00分 - 10時30分枠から移動、3rdシーズンは金曜17時30分 - 18時00分枠にて放送、4thシーズン-7thシーズンは1stシーズンの放送枠である土曜朝10時00分 - 10時30分枠に再度移動した。）
- きらりん☆レボリューション→きらりん☆レボリューション STAGE3（☆2006年4月7日 - 2008年3月28日、2008年4月4日 - 2009年3月27日）
- アニメ枠中断（2009年4月 - 2017年3月は少年ジャンプ関連のバラエティ番組『サキよみ ジャンBANG!』、『特捜警察ジャンポリス』を放送。）

#### 17時55分 ｰ 18時25分
テレビ東京系列同時ネット枠
- リルリルフェアリルシリーズ
  - リルリルフェアリル〜魔法の鏡〜（☆2017年4月7日 - 2018年3月30日、※土曜朝10時00分 - 10時30分枠より移動・改題）
- イナズマイレブンシリーズ
  - イナズマイレブン アレスの天秤（☆2018年4月6日 - 9月28日、※2018年4月6日 - 9月28日には土曜（金曜深夜）26時05分 - 26時35分枠にて当番組の再放送が行われた）
  - イナズマイレブン オリオンの刻印（☆2018年10月5日 - 2019年9月27日）
- ゾイドシリーズ
  - ゾイドワイルド ZERO（☆ 2019年10月4日 - 2020年10月16日、※第1期「ゾイドワイルド」はCBCテレビで放送）
- パウ・パトロール（海外アニメ、二ヶ国語版）
  - パウ・パトロール ベストセレクション（☆2020年10月23日 - 12月25日、※タカラトミー・小学館・学研・OLM DIGITAL・テレビ東京共同製作、再放送。）
  - パウ・パトロール（第53話 - 第78話）（☆2021年1月8日 - 7月2日、※タカラトミー・小学館・学研・OLM DIGITAL・テレビ東京共同製作、第1話 - 第26話は日曜朝7時00分 - 7時30分枠、第27話 - 第52話は土曜朝10時30分 - 11時00分枠にて放送）
  - パウ・パトロール ベストセレクション（☆ 2021年7月9日 - 12月24日、※タカラトミー・小学館・学研・OLM DIGITAL・テレビ東京共同製作、再放送。）

#### 18時30分 ｰ 19時00分
テレビ東京系列同時ネット枠
- スレイヤーズシリーズ
  - スレイヤーズNEXT（☆1996年4月5日 - 9月27日、※第1期「スレイヤーズ」は当局では火曜朝7時35分 - 8時05分枠にて放送）
- 魔法少女プリティサミー（☆1996年10月4日 - 1997年3月28日）
- スレイヤーズシリーズ
  - スレイヤーズTRY（☆1997年4月4日 - 9月26日）
- バトルアスリーテス大運動会（☆1997年10月3日 - 1998年3月27日）
- ロスト・ユニバース（☆1998年4月3日 - 9月25日）
- 彼氏彼女の事情（☆1998年10月2日 - 1999年3月26日）
- ゴクドーくん漫遊記（☆1999年4月2日 - 9月24日）
- ドンキーコング（☆ 1999年10月1日 - 2000年6月30日）
- とっとこハム太郎シリーズ
  - とっとこハム太郎→とっとこハム太郎 はむはむぱらだいちゅ!（☆2000年7月7日 - 2006年3月31日）
- アニメ枠中断（2006年4月 - 2014年3月）

#### 18時25分 ｰ 18時55分[注釈 62]
テレビ東京系列同時ネット枠
- 妖怪ウォッチシリーズ
  - 妖怪ウォッチ（第12話-第214話）（☆2014年4月4日 - 2018年3月30日、※水曜19時00分 - 19時27分枠より移動）
  - 妖怪ウォッチ シャドウサイド（☆2018年4月13日 - 2019年3月29日）
  - 妖怪ウォッチ!（☆2019年4月5日 - 12月20日）
  - 妖怪学園Y 〜Nとの遭遇〜（☆2019年12月27日 - 2021年4月2日）
  - 妖怪ウォッチ♪（☆2021年4月9日 - 2023年3月31日）
- SPY×FAMILYシリーズ
  - SPY×FAMILY Season 1（☆2023年4月14日 - 9月29日、※東宝・集英社・テレビ東京・ウィットスタジオ・CloverWorks・小学館集英社プロダクション共同製作。再放送、本放送になかった解説放送対応。本放送は2022年4月期および10月期にTXN系列全局で土曜23時00分 - 23時30分枠にて放送された。）

#### 18時55分 ｰ 19時25分
テレビ東京系列同時ネット枠
- ポケットモンスターシリーズ
  - ポケットモンスター（2019年版シリーズ）（☆2020年10月9日 - 2022年12月16日、※日曜18時00分 - 18時30分枠より移動）
  - ポケットモンスター 遥かなる青い空（☆2022年12月23日、※単発番組）
  - ポケットモンスター めざせポケモンマスター（☆2023年1月13日 - 3月24日）

#### 19時25分 ｰ 19時55分
テレビ東京系列同時ネット枠
- 新幹線変形ロボ シンカリオンシリーズ
  -  新幹線変形ロボ シンカリオンZ（☆2021年4月9日 - 2022年3月18日、※第1期「新幹線変形ロボ シンカリオン」はCBCテレビで放送、第3期「シンカリオン チェンジ ザ ワールド」は日曜朝8時30分 - 9時00分枠にて放送）
- アニメ枠中断（2022年4月以降はバラエティ番組『デカ盛りハンター』を放送。）

#### 25時35分 ｰ 26時05分
- 牙狼-GARO-シリーズ
  -  牙狼〈GARO〉〜闇を照らす者〜（☆2013年4月12日 - 9月27日、※非アニメ・特撮番組）

#### 25時28分 - 25時58分
- sola（2007年4月6日 - 6月29日）
- もえたん（2007年7月13日 - 9月28日）

#### 25時58分 - 26時28分
- ガラスの仮面（☆2005年4月7日 - 2006年3月30日）
- 大江戸ロケット（2007年4月13日 - 10月5日）
- キミキス pure rouge（2007年10月12日 - 2008年3月22日）
- S・A〜スペシャル・エー〜（2008年4月11日 - 9月19日）
- キャシャーン Sins（2008年10月3日 - 2009年3月20日）
- 07-GHOST-（2009年4月10日 - 9月25日、※読売テレビ制作（関東圏では独立局ネット））
- 生徒会の一存（2009年10月2日 - 12月18日、第2期『生徒会の一存 Lv.2』はぎふチャン・三重テレビで放送）
- おまもりひまり（2010年1月8日 - 3月26日）
- THE FROGMAN SHOW（2010年4月2日 - 7月2日）
- ストライクウィッチーズ2（2010年7月9日 - 9月24日、※第1期『ストライクウィッチーズ』はぎふチャン・三重テレビで放送）
- スーパーロボット大戦OG -ジ・インスペクター-（2010年10月1日 - 2011年4月1日）

#### 26時00分 ｰ 26時30分
- そふてにっ（2011年4月8日 - 6月24日）
- ロウきゅーぶ!（2011年7月8日 - 9月30日、※第2期「ロウきゅーぶ! SS」は日曜（土曜深夜）26時20分 - 26時50分枠にて放送）

#### 26時05分 ｰ 26時35分
- ハヤテのごとく! Cuties（☆2013年4月12日 - 7月5日）
- 神のみぞ知るセカイ 女神篇（☆2013年7月12日 - 9月27日）
- アニメ枠中断（2013年10月-12月は衝撃ゴウライガン!!を放送）
  - 衝撃ゴウライガン（☆2013年10月4日 - 12月27日、※非アニメ・特撮番組）
- Wake Up, Girls!（☆2014年1月10日 - 3月28日、※2015年4月 - 6月には当番組の再放送が行われた（テレビ東京のみ）、続編の「Wake Up, Girls!新章」は当局を含めた中京広域圏では未放送）
- 牙狼-GARO-シリーズ
  - 牙狼〈GARO〉 -魔戒ノ花-（☆2014年4月5日 - 9月27日、※非アニメ・特撮番組）
  - 牙狼〈GARO〉-炎の刻印-（☆2014年10月3日 - 2015年3月27日）
  - 牙狼〈GARO〉-GOLD STORM- 翔 （☆2015年4月4日 - 9月18日、※非アニメ・特撮番組）
  - 牙狼 -紅蓮ノ月-（☆2015年10月9日 - 2016年4月1日）
  - 牙狼〈GARO〉-魔戒烈伝- （☆2016年4月9日 - 6月25日、※非アニメ・特撮番組）
  - 牙狼〈GARO〉HDリマスター （☆2016年7月8日 - 12月23日、※非アニメ・特撮番組）
  -  絶狼〈ZERO〉-DRAGON BLOOD- （☆2017年1月7日 - 4月1日、※非アニメ・特撮番組）
  - 牙狼-GARO- -VANISHING LINE-（☆2017年10月6日 - 2018年3月30日）
- イナズマイレブンシリーズ
  - イナズマイレブン アレスの天秤（☆2018年4月6日 - 9月28日 ※再放送、本放送は金曜17時55分 - 18時25分枠にて放送）
- 宇宙戦艦ヤマト2202 愛の戦士たち（☆2018年10月5日 - 2019年3月29日）
- フルーツバスケット（2019年版）（☆2019年4月5日 - 9月20日）
- ワンパンマン （第2期）（☆2019年10月4日 - 12月27日 ※再放送、本放送は2019年4月期に水曜（火曜深夜）25時35分-26時05分枠にて放送。）
- 織田シナモン信長（☆2020年1月10日 - 3月27日）
- 文豪とアルケミスト 〜審判ノ歯車〜（☆2020年4月3日 - 8月7日）
- 劇場版公開記念「BEM」セレクション（☆2020年8月14日 - 9月25日）
- キングスレイド意志を継ぐものたち（☆2020年10月2日 - 2021年3月26日）
- 灼熱カバディ （2021年4月3日 - 6月19日）
- 八月のシンデレラナイン[注釈 63]（☆2021年7月3日 - 10月8日、※新編集版として再放送）
- ディープインサニティ ザ・ロストチャイルド （2021年10月15日 - 2022年1月4日）
- SCARLET NEXUS （2022年1月7日 - 4月1日）
- 恋は世界征服のあとで（○2022年4月9日 - 6月25日 、※BS朝日・AT-X・テレビ愛知共同製作 、2024年7月9日 - 9月24日には水曜（火曜深夜）26時05分 - 26時35分枠にて当番組の再放送が行われた（テレビ愛知のみ）。）
- 天地創造デザイン部（○2022年7月2日 - 9月24日 ※再放送、AT-X・BSフジ・TOKYO MX・テレビ愛知共同製作、本放送は2021年1月期に日曜（土曜深夜）25時50分-26時20分枠にて放送。）
- 「艦これ」いつかあの海で（2022年11月5日 - 12月24日（第1話-第5話））※第6話、第7話、第8話は2023年1月24日（1月23日深夜）、2023年2月14日（2月13日深夜）、2023年3月28日（3月27日深夜）火曜（月曜深夜）27時05分-27時35分に放送。
- 痛いのは嫌なので防御力に極振りしたいと思います。2 （2023年1月14日 - 4月1日（第1話 - 第10話））※第11話、第12話は2023年4月15日（4月14日深夜）、2023年4月22日（4月21日深夜）土曜（金曜深夜）26時05分-26時35分に放送。
- 佐々木と宮野 （○2023年4月29日 - 7月22日、※再放送、KADOKAWA・日本コロムビア・スタジオディーン・ムービック ・BS日テレ・U-NEXT・フロンティアワークス・角川メディアハウス・テレビ愛知共同製作、本放送は2022年1月期に月曜（日曜深夜）25時35分-26時05分枠にて放送。）
- 盾の勇者の成り上がりSeason3（2023年10月6日 - 12月23日、※KADOKAWA・クランチロール・サミー・日本コロムビア・NTTドコモ・グッドスマイルカンパニー・AT-X・フロンティアワークス共同製作。）
- SPY×FAMILYシリーズ
  - SPY×FAMILY Season 2（☆2024年3月1日 - 5月17日、※東宝・集英社・テレビ東京・ウィットスタジオ・CloverWorks・小学館集英社プロダクション共同製作。再放送、本放送は2023年10月期にTXN系列全局で土曜23時00分 - 23時30分枠にて放送された。）
- 2.5次元の誘惑（第1期）（2024年7月5日 - 12月20日、※ADKエモーションズ・ポニーキャニオン・Aiming・BANDAI SPIRITS・ムービック・J.C.STAFF・集英社共同製作。）
- 怪獣8号（第1期）[29] （☆2025年4月5日 - 6月21日、※再放送、本放送は2024年4月期にTXN系列全局で土曜23時00分 - 23時30分枠にて放送された。テレビ東京、テレビ北海道でも放送。東宝・集英社・TOHO Global・プロダクション・アイジー・カラー共同製作。）

#### 26時28分 - 26時58分
- Fate/stay night(第1作)（2006年1月13日 - 3月31日 ※1クール目、2006年4月より木曜（水曜深夜）25時58分 - 26時28分枠に移動、 TBSテレビ制作（関東圏では独立局ネット）、第2作「Project Fate/stay night（アニプレックス版）」は当局を含めた中京広域圏では未放送）
- シムーン（☆2006年4月7日 - 9月29日）
- ときめきメモリアル Only Love（☆2006年10月6日 - 2007年3月30日）

#### 26時30分 ｰ 27時00分
- 神様ドオルズ（☆2011年7月8日 - 9月30日）
- アクエリオンEVOL（☆2012年1月13日 - 6月29日）
- トータル・イクリプス（☆2012年7月6日 - 12月28日、※文化放送製作委員会参加）

#### 26時35分 ｰ 27時05分
- 断裁分離のクライムエッジ（2013年4月5日 - 6月28日）
- たまゆら 〜もあぐれっしぶ〜（2013年7月5日 - 9月20日、※第1期『たまゆら〜hitotose〜』は三重テレビで放送）
- マクロスF（2013年10月4日 - 2014年3月28日、 ※ MBSテレビ製作、本放送時にCBCテレビで放送されたため実質再放送）
- 幕末Rock（2014年7月4日 - 9月19日）

#### 26時58分 - 27時28分
- 天元突破グレンガラン（2007年10月6日 - 2008年2月23日（第1話-第21話）、 2008年3月8日 - 4月5日（第23話-第27話）、※再放送、本放送は日曜朝8時30分 - 9時00分枠にて放送、第22話は2008年3月5日（3月4日深夜）水曜（火曜深夜）26時58分-27時28分にて放送）
- ソウルイーター レイトショー（☆2008年4月11日 - 2009年4月3日、※本放送は月曜18時00分枠 - 18時30分枠にて放送、リピートショーは木曜18時00分-18時30分枠にて放送）

#### 27時05分 ｰ 27時35分
- 東京喰種トーキョーグール（2014年7月4日 - 9月19日）
- 東京喰種トーキョーグール√A（2015年1月9日 - 3月27日）
- ディバインゲート（2016年1月8日 - 3月25日）
- ツインエンジェルBREAK（2016年4月7日 - 6月23日）
- バチカン奇跡調査官（2017年7月14日 - 9月29日）
- ドリフェス!R（2017年10月6日 - 12月22日）
- ハクメイとミコチ（2018年1月12日 - 3月30日）
- 文豪ストレイドッグス 第2シーズン（2018年4月6日 - 6月22日、※ WOWOW製作、再放送（当局では初放送、2016年10月期の本放送時にぎふチャン・三重テレビで放送））
- 殺戮の天使（2018年7月6日 - 9月21日）
- やがて君になる（2018年10月5日 - 12月28日）
- ブギーポップは笑わない（2019年1月11日 - 3月5日、※本作品は2000年1月から3月まで「ブギーポップは笑わない Boogiepop Phantom」のタイトルで、オリジナル作品としてTXN6局ほか一部系列外局でも放送された）
- 文豪ストレイドッグス 第３シーズン（2019年4月12日 - 6月28日、※WOWOW製作）
- 女子高生の無駄づかい（2019年7月5日 - 9月20日）
- 厨病激発ボーイ（2019年10月4日 - 12月13日）
- 恋する小惑星（2020年1月10日 - 3月27日、※AT-X製作）
- 天晴爛漫!（2020年4月10日 - 4月24日、 ※第1話から第3話まで放送）
- この素晴らしい世界に祝福を!（2020年5月1日 - 7月3日、※再放送（当局では初放送、2016年1月期の本放送時にぎふチャン・三重テレビで放送）、第2期「この素晴らしい世界に祝福を！2」（2017年1月期の本放送時にぎふチャン・三重テレビで放送）は当局では未放送）
- 炎炎ノ消防隊 弐ノ章（2020年7月10日 - 12月25日、※毎日放送製作、第1期『炎炎ノ消防隊』、第3期『炎炎ノ消防隊 参ノ章』第1クールはCBCテレビで放送）
- 蜘蛛ですが、なにか?（2021年1月8日 - 7月7日（第1話-第23話））※最終話は2021年7月8日（7月7日深夜）木曜（水曜深夜）27時05分-27時35分に放送。
- 迷宮ブラックカンパニー（2021年7月10日 - 9月25日、※KADOKAWA・マッグガーデン・ドコモ・アニメストア・ABCアニメーション・角川メディアハウス・シルバーリンク・トイズファクトリー・BS日テレ・ムービック・神南スタジオ共同製作。）
- SELECTION PROJECT（○2021年10月2日 - 12月25日、※第1話のみAT-X製作、第2話から最終話まではAT-X・テレビ愛知共同製作、2024年4月11日-6月20日には木曜（水曜深夜）26時05分-26時35分枠にて当番組の再放送が行われた[注釈 64]。）
- スローループ（2022年1月8日 - 3月26日）
- RPG不動産（2022年4月9日 - 6月25日）
- 異世界おじさん（2022年7月9日 - 9月3日、※第1話から第7話まで放送、2022年9月10日（9月9日深夜）- 10月1日（9月30日深夜）は土曜（金曜深夜）27時05分-27時35分にて第3話-第6話を再放送[注釈 65]）

### 土曜日

#### 6時30分 - 7時00分
- RUN=DIM （☆2001年4月7日 - 6月30日）
- まみむめ★もがちょ（☆2001年7月7日 - 9月30日）
- アニメ枠中断（2001年10月 - 2003年10月）
- おもいっきり科学アドベンチャー そーなんだ! （☆2003年10月11日 - 2004年4月3日）
- アニメ枠中断（2004年4月 - 2006年3月、2006年5月 - 2007年12月、2008年4月-2008年12月は通販番組、2007年12月 - 2008年4月はバラエティ番組「ハロモニ@[注釈 66]」を放送）
- マーメイドメロディー ぴちぴちピッチシリーズ
  - マーメイドメロディー ぴちぴちピッチ（☆○2006年4月1日 - 5月6日、※第47話-第52話まで再放送[注釈 67]、水曜朝7時00分-7時30分枠より移動。本放送はテレビ愛知製作の土曜朝8時00分 - 8時30分枠にて放送。）
- デルトラ・クエスト（☆○2009年1月10日 - 3月28日、 ※再放送、本放送はテレビ愛知製作の土曜朝8時00分 - 8時30分枠にて放送、2008年12月1日 - 2009年1月8日までは月曜、火曜、水曜、木曜、金曜の平日朝および日曜朝に放送、2009年4月より土曜朝7時00分 - 7時30分枠に移動）
- アニメ枠中断（2009年4月以降）

#### 6時45分 - 7時00分
- キャッチ!ティニピン（第1期）（2023年4月1日 - 2024年3月30日、※第2期は当局では未放送（本放送は三重テレビで放送））
- アニメ枠中断（2024年4月以降）

#### 6時54分 ｰ 7時00分
- 八十亀ちゃんかんさつにっき（○2019年7月6日  - 9月21日、 ※テレビ愛知・TOKYO MX共同製作、再放送、本放送は木曜19時53分 ｰ 19時58分枠にて放送 ）
- アニメ枠中断（2019年9月以降）

#### 7時00分 - 7時30分
- ピーチガール （☆2005年4月2日 - 6月25日、※日曜朝6時30分 - 7時00分枠より移動）
- シュガシュガルーン（☆2005年7月2日 - 2006年6月24日）
- 出ましたっ!パワパフガールズZ（☆2006年7月1日 - 2007年6月30日）
- ファイテンション☆スクール（☆2007年7月7日 - 2008年3月29日）
- ファイテンション☆テレビ（☆2008年4月5日 - 2009年3月28日）
- デルトラ・クエスト（☆○2009年4月4日 - 10月31日 、※再放送、本放送はテレビ愛知製作の土曜朝8時00分 - 8時30分枠にて放送、土曜朝6時30分-7時00分枠より移動）
- アニメ枠中断（2009年11月7日はローカル特番を放送）
- 甲虫王者ムシキング 森の民の伝説（☆2009年11月14日 - 2010年12月4日 、※再放送、本放送は2005年4月期に水曜18時00分 - 18時30分枠にて放送）
- きかんしゃトーマス [注釈 10]（フジテレビ製作、2011年1月7日 - 3月26日、※旧吹き替え版（新吹き替え版はのりスタ!内およびNHK名古屋（Ｅテレ）で放送）、本放送時に東海テレビで放送されたため実質再放送）
- ハクション大魔王（1969年版） [注釈 10]（フジテレビ製作、2011年4月2日 - 2012年3月3日、※本放送時に東海テレビで放送されたため実質再放送（2020年版は中京テレビで放送））
- タイムボカンシリーズ　ヤッターマン [注釈 10]（フジテレビ製作、2012年3月10日 - 2014年1月4日（第1話-第68話）、2014年1月11日 - 9月27日（第70話-第99話）、※本放送時に東海テレビで放送されたため実質再放送（2008年版、夜ノヤッターマンおよびグッド・モーニング!!!ドロンジョは中京テレビで放送）、第69話は2014年1月5日日曜朝6時30分 - 7時00分に放送、2014年10月より木曜朝7時30分 - 8時00分枠に移動）
- 未来少年コナン [注釈 10] （NHK製作、2014年10月4日 - 11月29日（第1話-第9話）、※本放送時にNHK名古屋（総合）で放送されたため実質再放送、2014年12月より木曜朝7時30分 - 8時00分枠に移動、最終話は2015年4月5日日曜朝6時00分 - 6時30分に放送）
- フランダースの犬 [注釈 10] （フジテレビ製作、2014年12月6日 - 2016年1月30日、※本放送時に東海テレビで放送されたため実質再放送）
- トランスフォーマー シリーズ
  - 超ロボット生命体 トランスフォーマー プライム（☆○2016年2月6日 - 3月26日、※第1話 - 第7話まで再放送、本放送はテレビ愛知製作の土曜朝8時00分 - 8時30分枠にて放送）

以下はテレビ東京との同時ネット
- ダイヤのA ベストセレクション（☆2016年4月9日 - 7月2日、※一部エピソードを傑作選として再放送、本放送は日曜朝8時30分 - 9時00分枠→月曜18時00分 - 18時30分枠にて放送）
- タイムトラベル少女〜マリ・ワカと8人の科学者たち〜（☆2016年7月9日 - 9月24日）
- デジモンユニバース アプリモンスターズ（☆2016年10月1日 - 2017年3月25日、※2017年4月より土曜朝9時30分 - 10時00分枠に移動）
- -NARUTO-ナルト- シリーズ
  - BORUTO-ボルト- -NARUTO NEXT GENERATIONS-（☆2017年4月8日 - 2021年6月26日、※リピート放送、2021年7月より日曜朝7時00分 - 7時30分枠に移動、本放送は木曜19時25分 - 19時53分枠→日曜17時30分 - 18時00分枠にて放送）
- アニメ枠中断（当局では2021年7月以降、自社制作番組「デラメチャ気になる!」の傑作選および釣り番組「fishinglover東海」を放送。（テレビ東京のみ[注釈 68]「イニミニマニモ」を放送（本放送は三重テレビで放送[注釈 69]。）））

#### 7時30分 - 8時00分
テレビ東京系同時ネット枠
- ブースカ! ブースカ!!（1999年10月2日 - 2000年6月24日、※非アニメ・特撮番組）
- マジック・スクール・バスII（2000年7月1日 - 9月30日）
- アニメ枠中断（2000年10月 - 2001年3月）
- ぐるぐるタウンはなまるくん（テレビ大阪制作、2001年4月7日 - 9月29日、※テレビ大阪製作日曜朝9時30分 - 10時00分枠より移動）
- ガイスターズ FRACTIONS OF THE EARTH（テレビ大阪制作、2001年10月6日 - 2002年3月30日）
- 満月をさがして（2002年4月6日 - 2003年3月29日）
- 無限戦記ポトリス（2003年4月5日 - 9月27日、※2003年10月以降は土曜朝10時00分 - 10時30分枠に移動）
- 幻影闘士バストフレモン（KBS製作、2003年10月4日 - 2004年3月27日）
- 遊☆戯☆王シリーズ
  - 遊☆戯☆王デュエルモンスターズ（2004年4月3日 - 2008年8月2日、※再放送）
  - 遊☆戯☆王デュエルモンスターズGX（2008年8月9日 - 2012年1月28日、※再放送）
  - 遊☆戯☆王5D's（2012年2月4日 - 2015年1月31日、※再放送）
  - 遊☆戯☆王デュエルモンスターズ（HDリマスター版）（2015年2月7日 - 2019年6月29日、※再放送）
  - 遊☆戯☆王デュエルセレクション（2019年7月6日 - 2020年3月21日、※再放送）
  -  遊☆戯☆王SEVENS（2020年4月4日 - 2021年3月20日、※2021年4月より日曜朝7時30分 - 8時00分枠に移動）
- レゴタイム
  - レゴ モンキーキッド（2021年4月3日 - 5月29日）
  - レゴ フレンズ（2021年6月5日 - 6月26日）
- アニメ枠中断（2021年7月-2022年3月はバラエティ番組を放送）
  - ファンファンキティ!（2021年7月3日 - 2022年3月26日、※非アニメ・バラエティ番組、月曜17時55分 - 18時25分枠から移動）
- ミラキュラス レディバグ&シャノワール（2022年4月2日 - 2023年9月23日、※海外アニメ・日本語吹き替え版）

#### 8時00分 - 8時30分（テレビ愛知製作枠）
この枠の概要については「テレビ愛知制作土曜朝8時枠のアニメ」も参照のこと。
- 突撃!パッパラ隊（☆○1998年10月3日 - 1999年3月29日）
- 神八剣伝（☆○1999年4月3日 - 9月25日）
- サイボーグクロちゃん→サイボーグクロちゃんセレクション（☆○1999年10月2日 - 2001年1月6日、2001年1月13日 - 3月31日、※2010年4月11日 - 2011年4月17日には日曜朝7時00分-7時30分枠にて当番組の第1話から第49話までの再放送が行われた（テレビ愛知のみ）。）
- 仰天人間バトシーラー（☆○2001年4月7日 - 2002年3月30日）
- 東京ミュウミュウ（2002年版）（☆○2002年4月6日 - 2003年3月29日、※2022年版の「東京ミュウミュウ にゅ〜♡」第1期・第2期は水曜（火曜深夜）24時00分 - 24時30分枠にて放送）
- マーメイドメロディー ぴちぴちピッチシリーズ
  - マーメイドメロディー ぴちぴちピッチ （☆○2003年4月5日 - 2004年3月27日、※2006年4月1日-5月6日には土曜朝6時30分-7時00分枠にて第47話-第52話[注釈 70]の再放送が行われた（テレビ愛知のみ）。）
  - マーメイドメロディー ぴちぴちピッチピュア（☆○2004年4月3日 - 12月25日、※2007年4月18日-12月19日には水曜朝7時30分-8時00分枠にて第3話-第39話[注釈 71]の再放送が行われた（テレビ愛知のみ）。）
- トランスフォーマーシリーズ
  - トランスフォーマー ギャラクシーフォース（☆○2005年1月8日 - 12月31日（第1話-第51話）[注釈 72]、※2008年1月8日- 12月には水曜朝7時30分-8時00分枠にて当番組の再放送が行われた（テレビ愛知のみ）。）
- ワンワンセレプー それゆけ!徹之進（☆○2006年1月7日 - 12月30日（第1話-第50話）[注釈 73]、※2008年1月13日 - 10月5日には日曜朝7時00分-7時30分枠にて当番組の再放送が行われた（テレビ愛知のみ）。）
- デルトラ・クエスト（☆○2007年1月6日 - 2008年3月29日、※2009年1月10日-[注釈 74] 3月28日→2009年4月4日 - 10月31日には土曜朝6時30分-7時00分枠、土曜朝7時00分-7時30分枠にて当番組の再放送が行われた（テレビ愛知のみ）。）
- アニメ枠中断（2008年4月 - 2010年3月までの間は、特撮テレビドラマ『トミカヒーローシリーズ』の2作品を放送）
- トミカヒーローシリーズ（※非アニメ・特撮番組）
  - トミカヒーロー レスキューフォース

（☆○2008年4月5日 - 2009年3月29日、※2008年12月1日-12月14日には月曜、火曜、水曜、木曜の朝8時05分-9時00分にて第1話から第14話までの再放送が行われた（テレビ愛知のみ）。）
- - トミカヒーロー レスキューファイアー

（☆○2009年4月4日 - 2010年3月27日、※2009年10月11日 - 2010年4月4日には日曜朝7時00分-7時30分枠にて傑作選として一部エピソードの再放送が行われた（テレビ愛知のみ）。） 
- トランスフォーマーシリーズ
  - トランスフォーマー アニメイテッド（☆○2010年4月3日 - 12月25日）
- カードファイト!! ヴァンガードシリーズ
  - カードファイト!! ヴァンガード（2011年版）（☆○2011年1月8日 - 2012年3月31日、第2期「カードファイト!! ヴァンガードアジアサーキット編」以降は日曜朝10時00分 - 10時30分枠にて放送し制作局もテレビ愛知からテレビ東京に変更。）
- トランスフォーマーシリーズ
  - 超ロボット生命体 トランスフォーマー プライム（☆○2012年4月7日 - 2013年3月30日、※2016年2月6日 - 3月26日には土曜朝7時00分-7時30分枠にて第1話-第7話の再放送が行われた（テレビ愛知のみ）。）
- アニメ枠中断（2013年4月 - 12月までの間は、声優バラエティ番組を放送）
  - ヴァンガ道（第2期）（☆○2013年4月6日 - 12月28日、※声優バラエティ番組、第1期は日曜朝10時00分 - 10時30分枠にて放送。）
- フューチャーカード バディファイトシリーズ
  - フューチャーカード バディファイト（☆○2014年1月4日 - 2015年4月4日）
  - フューチャーカード バディファイト100（☆○2015年4月11日 - 2016年3月26日）
  - フューチャーカード バディファイトDDD（☆○2016年4月2日 - 2017年3月25日）
  - フューチャーカード バディファイトX→ フューチャーカード バディファイトX オールスターファイト（☆○2017年4月1日 - 2018年3月31日、2018年4月7日 - 5月26日）
  - フューチャーカード 神バディファイト（☆○2018年6月2日 - 2019年4月27日）
- カードファイト!! ヴァンガードシリーズ
  - カードファイト!! ヴァンガード 続・高校生編（☆○2019年5月11日 - 8月10日、※前作の「中学生編・高校生編」はuhfアニメとして月曜（日曜深夜）25時05分 - 25時35分枠にて放送。）
  - カードファイト!! ヴァンガード 新右衛門編（☆○2019年8月24日 - 2020年3月28日）
  - カードファイト!! ヴァンガード 春のヴァン祭り（☆○2020年4月4日、4月11日、5月23日、※特別番組）
  - カードファイト!! ヴァンガード ベストセレクション[注釈 75]（☆○2020年4月18日 - 5月16日）
  - カードファイト!! ヴァンガード外伝 イフ-if-（☆○2020年5月30日[注釈 76] - 11月28日）
  - カードファイト!! ヴァンガード ベストセレクション「新右衛門編」（☆○2020年12月5日 - 2021年3月13日）
  - カードファイト!! ヴァンガード overDress（Season1）（☆○2021年4月3日 - 9月25日[注釈 77]、※season2は火曜 （月曜深夜）24時00分 - 24時30分枠にて放送）
- アニメ枠中断（2021年10月 - 2022年9月までの間は、バラエティ番組を編成）
  - ニンジャラ・ナンジャラ（☆○2021年10月2日 - 12月25日、※バラエティ番組）
  - ハナコ書店 （☆○2022年1月8日 - 9月24日、※バラエティ番組）
- カードファイト!! ヴァンガードシリーズ
  - カードファイト!! ヴァンガード will+Dress（Season1）（☆○2022年10月1日 - 12月24日、※ 2022年7月期に火曜 （月曜深夜）24時00分 - 24時30分枠にて放送されたため再放送）
  - カードファイト!! ヴァンガードwill+Dress（Season2）（☆○2023年1月14日 - 6月24日[注釈 78]）
  - カードファイト!! ヴァンガードwill+Dress（Season3）（☆○2023年7月8日 - 10月7日）
  - ヴァンガード セレクション[注釈 79]（☆○2023年10月14日 - 12月9日）
  - カードファイト!! ヴァンガード Divinez（Season1）（☆○2024年1月13日 - 4月20日）
- アニメ枠中断（2024年4月 - 6月までの間は、バラエティ番組を放送）
  - ENJOY! ヴァンガろうTV [30] （☆○2024年4月27日 - 6月26日、※バラエティ番組）
- カードファイト!! ヴァンガードシリーズ
  - カードファイト!! ヴァンガード Divinez（Season2）（☆○2024年7月6日 - 10月12日）
- アニメ枠中断（2024年10月 - 2025年1月までの間は、バラエティ番組を放送）
  - ENJOY!! ヴァンガろうTV （☆○2024年10月19日 - 2025年1月4日、※バラエティ番組）
- カードファイト!! ヴァンガードシリーズ
  - カードファイト!! ヴァンガード Divinez（デラックス編）（☆○2025年1月11日 - 4月19日）
- アニメ枠中断（2025年4月26日 - 6月28日までの間は、バラエティ番組を放送）
  - ENJOY!! ヴァンガろうTV [31]（☆○2025年4月26日 - 6月28日、※バラエティ番組）

#### 8時30分 - 9時00分
テレビ東京系同時ネット枠
- ミルモでポン!シリーズ
  - わがまま☆フェアリーミルモでポン!（☆2002年4月6日 - 2003年9月27日、※2003年10月7日以降は火曜19時30分-20時00分枠に移動し（一部系列（テレビ愛知など）ではプロ野球中継の関係で時差ネット）、第2期『わがまま☆フェアリーミルモでポン! ごおるでん』に改称、その後は第3期『わがまま☆フェアリーミルモでポン! わんだほう』第4期『わがまま☆フェアリーミルモでポン! ちゃあみんぐ』と改題を続けながら2005年9月27日まで放送された。）
- ロックマンエグゼシリーズ（前シリーズ『ロックマンエグゼ』は月曜18時30分-19時00分枠で放送。）
  - ロックマンエグゼAXESS（2003年10月4日 - 2004年9月25日）
  - ロックマンエグゼStream（2004年10月2日 - 2005年9月24日）
  - ロックマンエグゼBEAST（2005年10月1日 - 2006年4月1日）
- おはコロシリーズ
  - おはコロシアム（2006年4月8日 - 2010年3月27日）
  - おはコロ（2010年4月3日 - 2011年3月26日）
  - おはコロっす（2011年4月2日 - 9月24日、※『おはコロ』最終回は地震の影響から4月17日の日曜朝10時で振り替え放送された。2011年10月から『おはコロ』シリーズは8時45分 - 9時00分に短縮。）
- 『おはコロ』シリーズ内で放送されたアニメ・特撮
- 2006年度 - 2009年度（おはコロシアム）
- 前半枠
  - ロックマンエグゼBEAST+（2006年4月8日 - 9月30日、※前作「ロックマンエグゼBEAST」は同枠で放送）
  - 流星のロックマン（2006年10月7日 - 2007年10月27日）
  - 流星のロックマン トライブ（2007年11月3日 - 2008年3月29日）
  - ペンギンの問題（2008年4月5日 - 2009年3月28日）

デュエル・マスターズ クロス（2009年4月4日 - 2010年3月27日）
- 後半枠
  - サルゲッチュ 〜オンエアー〜（2006年4月8日 - 9月30日）
  - サルゲッチュ 〜オンエアー〜 2nd（2006年10月7日 - 2007年9月29日）
  - デュエル・マスターズ ゼロ（2007年10月6日 - 2008年3月29日）
  - デュエル・マスターズ クロス（2008年4月5日 - 2009年3月28日、※2009年4月から前半枠に移動）
  - ペンギンの問題（2009年4月4日 - 2010年3月27日、※前半枠より移動）
- 2010年度（おはコロ）
- 前半枠
  - デュエル・マスターズ クロスショック（2010年4月3日 - 6月26日）
  - ペンギンの問題Max（2010年7月3日 - 2011年3月26日、※後半枠より移動）
- 後半枠
  - ペンギンの問題Max（2010年4月3日 - 6月26日、※2010年7月から前半枠に移動）
  - デュエル・マスターズ クロスショック（2010年7月3日 - 2011年3月26日、※前半枠より移動）
- 2011年度（おはコロっす!）
  - デュエル・マスターズ ビクトリー（2011年4月2日 - 9月24日、※2011年10月1日より8時30分 - 8時45分枠に独立し移動）
- デュエル・マスターズシリーズ
  - デュエル・マスターズ ビクトリーV3（2013年4月6日 - 2014年3月29日）
  - デュエル・マスターズ VS（2014年4月5日 - 2015年3月28日、※2015年4月5日からは『デュエル・マスターズ VSR』に改題し日曜朝8時30分 - 9時00分枠に移動）

#### 8時30分 - 8時45分
テレビ東京系同時ネット枠
- デュエル・マスターズシリーズ（『おはコロ』シリーズから単独番組化）
  - デュエル・マスターズ ビクトリー（2011年10月1日 - 2012年3月31日、※2011年9月までは『おはコロっす』内のアニメ前半枠で放送。）
  - デュエル・マスターズ ビクトリーV（2012年4月7日 - 2013年3月30日）

#### 8時45分 - 9時00分
テレビ東京系同時ネット枠
- おはコロシリーズ

おはコロシリーズを15分縮小して放送。
- - おはコロ＋（2011年10月1日 - 2012年3月31日）
  - おはコロアップ（2012年4月7日 - 2013年3月30日）
- 『おはコロ』シリーズ内で放送されたアニメ・特撮
- 2011年度（おはコロ+）
  - ハイパーヨーヨー バーニング（2011年4月2日 - 2012年3月31日、※特撮番組）
  - ペンギンの問題DX?（2011年4月2日 - 2012年3月31日）
  - ド根性小学生ボン・ビー太（2011年4月2日 - 2012年3月31日）
- 2012年度（おはコロアップ）
  -  爆TECH!爆丸（2012年4月7日 - 2013年3月30日）
  - ペンギンの問題POW（2012年4月7日 - 2013年3月30日）

#### 9時00分 - 9時15分
- おはコロポップ（2013年4月6日 - 2014年3月29日）
- 『おはコロ』シリーズ内で放送されたアニメ・特撮
- 2013年度（おはコロポップ）
  - 爆TECH!爆丸ガチ（2013年4月6日 - 12月28日）
  - 友情チーム!ブットバースト（2013年4月6日 - 9月28日）

#### 9時00分 - 9時30分
- フォルツァ!ひでまる（2002年4月6日 - 9月28日）
- 真・女神転生Dチルドレン ライト&ダーク（2002年10月5日 - 2003年9月27日、第1作「真・女神転生デビルチルドレン」はCBCテレビ製作の土曜朝7時30分 - 8時00分枠にて放送）
- アニメ枠中断（2003年10月 - 2006年6月は超星神シリーズを放送）
- 超星神シリーズ（非アニメ・特撮番組）
  - 超星神グランセイザー（2003年10月4日 - 2004年9月25日）
  - 幻星神ジャスティライザー（2004年10月2日 - 2005年9月24日）
  - 超星艦隊セイザーX（2005年10月1日 - 2006年6月24日）
- おとぎ銃士 赤ずきん（2006年7月1日 - 2007年3月31日）
- BLUE DRAGONシリーズ
  - BLUE DRAGON（2007年4月7日 - 2008年3月29日）
  - BLUE DRAGON 天界の七竜（2008年4月5日 - 2009年3月28日）
- 極上!!めちゃモテ委員長シリーズ
  - 極上!!めちゃモテ委員長（2009年4月4日 - 2010年3月27日）
  - 極上!!めちゃモテ委員長 セカンドコレクション（2010年4月3日 - 2011年3月26日、※最終回は2011年4月10日日曜朝10時00分 - 10時30分枠に放送）
- とっとこハム太郎シリーズ
  - とっとこハム太郎でちゅ（2011年4月2日 - 2012年3月31日、※第1期「とっとこハム太郎」の再放送、本放送は2000年4月期に金曜18時30分 - 19時00分枠にて放送）
  - とっとこハム太郎（2012年版）（2012年4月7日 - 2013年3月30日、※第1期「とっとこハム太郎」の再放送（2012年4月のみ新作を放送））
- テンカイナイト（2014年4月5日 - 2015年3月28日）
- アニメ枠中断（2016年4月以降はウルトラシリーズを放送）
- ウルトラシリーズ（非アニメ・特撮番組）
  - 新ウルトラマン列伝（2016年4月2日 - 6月25日、※火曜18時00分-18時30分枠から移動。※円谷プロダクション製作。）
  - ウルトラマンオーブ（2016年7月9日 - 12月24日）
  - ウルトラマンゼロ THE CHRONICLE（2017年1月7日 - 6月24日）
  - ウルトラマンジード（2017年7月8日 - 12月23日）
  - ウルトラマンオーブ THE CHRONICLE（2018年1月6日 - 6月30日、※円谷プロダクション製作。）
  - ウルトラマンR/B（2018年7月7日 - 12月22日）
  - ウルトラマン ニュージェネレーションクロニクル（2019年1月5日 - 2019年6月29日、※テレビ東京・電通共同製作。）
  - ウルトラマンタイガ（2019年7月6日 - 2019年12月28日）
  - ウルトラマン クロニクル ZERO&GEED（2020年1月11日 - 6月13日、※円谷プロダクション製作。）
  - ウルトラマンZ（2020年6月20日 - 12月19日）
  - ウルトラマン クロニクルZ ヒーローズオデッセイ（2021年1月9日 - 6月26日、※円谷プロダクション製作）
  - ウルトラマントリガー NEW GENERATION TIGA（2021年7月10日 - 2022年1月22日、※2023年7月3日-8月7日には「TSUBURAYA EXHIBITION 2023 ～“空想の力”円谷プロとウルトラマン～」の開催を記念して火曜（月曜深夜）24時30分-25時00分枠にて「ウルトラマン/TSUBURAYA EXセレクトウルトラマントリガー傑作選」として第1話-第6話の再放送が行われた（テレビ愛知のみ）[32]。）
  - ウルトラマン クロニクルD（2022年1月29日 - 6月25日、※円谷プロダクション製作）
  - ウルトラマンデッカー（2022年7月9日 - 2023年1月21日、※2023年8月14日-9月18日には「TSUBURAYA EXHIBITION 2023 ～“空想の力”円谷プロとウルトラマン～」の開催を記念して火曜（月曜深夜）24時30分-25時00分枠にて「ウルトラマン/TSUBURAYA EXセレクトウルトラマンデッカー傑作選」として第1話-第6話の再放送が行われた（テレビ愛知のみ）[32]。）
  - ウルトラマン ニュージェネレーション スターズ（第1期）（2023年1月28日 - 6月24日、※円谷プロダクション製作。）
  - ウルトラマンブレーザー（2023年7月8日 - 2024年1月20日）
  - ウルトラマン ニュージェネレーション スターズ（第2期）（2024年1月27日 - 6月22日、※円谷プロダクション製作。）
  - ウルトラマンアーク（2024年7月6日 - 2025年1月18日、※2025年2月9日-2月23日には『ウルトラマンアークTHE MOVIE超次元大決戦！光と闇のアーク』の公開を記念して日曜朝7時00分-7時30分枠にて「『ウルトラマンアーク　THE MOVIE』劇場公開記念！テレビシリーズ名作選」として一部エピソードの再放送が行われた[33]。）
  - ウルトラマン ニュージェネレーション スターズ（第3期）（2025年1月25日 - 6月21日、※円谷プロダクション製作。）

#### 9時00分 - 9時14分
- カリメロ（第3作）（2015年4月4日 - 2016年3月26日、※火曜朝7時30分 - 7時45分枠より移動、2016年4月より日曜朝7時00分 - 7時14分枠に移動）

#### 9時14分 - 9時30分
- GON-ゴン-（第2期）（2015年4月4日 - 9月26日、※火曜朝7時45分 - 8時00分枠より移動）
- いとしのムーコ（2015年10月3日 - 2016年3月26日）

#### 9時15分 - 9時30分
- ロボカーポリー（2013年4月6日 - 2014年3月29日）

#### 9時30分 - 10時00分
- 怪盗ジョーカー （シーズン1・シーズン2）[注釈 80]（2015年10月3日 - 2016年4月2日、※TOKYO MX・キッズステーション共同製作、怪盗ジョーカー（シーズン3・シーズン4）は月曜 - 金曜 17時25分 - 17時55分の「トワイライト☆アニメ」枠にて放送）

以下はテレビ東京との同時ネット
- レゴタイム
  - レゴ ニンジャゴー（シーズン5）（2016年4月2日 - 6月4日）
  - レゴ ネックスナイツ（シーズン1）（2016年6月11日 - 10月22日）
  - レゴ ニンジャゴー（シーズン6）（2016年10月29日 - 11月26日）
  - レゴ ネックスナイツ（シーズン2）（2016年12月3日 - 2017年3月11日）
  - レゴ ニンジャゴー（シーズン7）（2017年3月18日 - 3月25日）
- デジモンユニバース アプリモンスターズ（2017年4月1日 - 9月30日、※土曜7時00分 - 7時30分枠から移動。）
- ピカちんシリーズ
  - ピカっと解決 ピカちんハンター（非アニメ・バラエティ番組）（2017年10月7日 - 12月23日）
  - ポチっと発明 ピカちんキット（2018年1月6日 - 2020年3月28日）
- パズドラ（2020年4月4日 - 9月26日、※月曜18時25分 - 18時55分枠から移動。2020年10月より日曜18時00分 - 18時30分枠に移動）
- ドラゴンクエスト ダイの大冒険 (2020年版)（2020年10月3日 - 2022年10月22日、※1991年版はCBCテレビにて放送、2020年10月11日からは当番組の第1話-第12話までの再放送が月曜（日曜深夜）25時35分 - 26時05分にて行われた（テレビ東京のみ））
- ゲーム「Shadowverse」関連
  - シャドウバースFLAME（2022年10月29日 - 2023年3月25日、※土曜10時00分- 10時30分枠から移動）
  - マヂカルラブリーの全力!アニシャド応援部（非アニメ・バラエティ番組・ゲーム情報番組、2023年4月1日 - 6月24日）
  - シャドウバースF セブンシャドウズ編（2023年7月8日 - 12月23日）
  - マヂカルラブリーの全力!アニシャド応援部2（非アニメ・バラエティ番組・ゲーム情報番組、2024年1月6日 - 3月30日）
  - シャドウバースFLAME アーク編（2024年4月13日 - 9月28日）
- ウマ娘 プリティーダービー（関西テレビ製作[注釈 81]、Season2 : 2024年10月5日 - 2025年1月4日、Season3 : 2025年1月11日[34] - 3月29日[35][注釈 82] 、※2022年7月期・2024年1月期にCBCテレビで放送されたため実質再放送[注釈 83]、第1期「ウマ娘 プリティーダービー Season1」は当局では未放送だが、2021年12月にCBCテレビにて第1話から第13話まで年末特番として集中放送された[注釈 84]。）

#### 9時45分 - 10時00分
- 『ぷにるんず』シリーズ
  - ぷにるんず ぷに2 セレぷション（2025年4月5日-6月28日、※再放送。本放送は2024年10月期に日曜朝9時15分 - 9時30分枠にて放送。テレビ東京・電通・OLM共同製作。）

#### 10時00分 - 10時30分
テレビ東京系同時ネット枠
- 無限戦記ポトリス（2003年10月4日 - 2004年3月27日、※土曜朝7時30分 - 8時00分枠より移動）
- ケロロ軍曹シリーズ
  - ケロロ軍曹（1stシーズン）（2004年4月3日 - 2005年3月26日、※2ndシーズンは金曜18時00分 - 18時30分枠、3rdシーズンは金曜17時30分-18時00分枠にて放送）
- ふしぎ星の☆ふたご姫シリーズ
  - ふしぎ星の☆ふたご姫（2005年4月2日 - 2006年3月25日）
  - ふしぎ星の☆ふたご姫 Gyu!（2006年4月1日 - 2007年3月31日）
  - ケロロ軍曹シリーズ
- ケロロ軍曹（4thシーズン - 6thシーズン）（2007年4月7日 - 2010年3月27日、※3rdシーズンの金曜17時30分-18時00分枠から回帰する形で移動。2010年4月以降（7thシーズン）は放送枠が短縮・分割された。）
- ケロロ軍曹（7thシーズン）（2010年4月3日 - 2011年4月2日、※最終回（『ケロロ軍曹 史上最高の侵略スペシャル!!』）を除き、10時00分 - 10時15分での放送。テレビ東京のみ[注釈 85]、日曜深夜に『ケロロ軍曹乙』を放送していた。）
  -  SDガンダム三国伝 Brave Battle Warriors（2010年4月3日 - 2011年3月26日、※ 2010年12月25日放送分[注釈 86]を除き、10時15分 - 10時30分枠での放送。）
- プリティーシリーズ

2015年3月まではBSジャパンでも同時ネット。
- - プリティーリズム・オーロラドリーム（2011年4月9日 - 2012年3月31日）
  - プリティーリズム・ディアマイフューチャー（2012年4月7日 - 2013年3月30日）
  - プリティーリズム・レインボーライブ（2013年4月6日 - 2014年3月29日）
  - プリティーリズム・オールスターセレクション（2014年4月5日 - 6月14日）
  - 特別開校! プリパラスクール（2014年6月21日 - 6月28日）
  - プリパラ（2014年7月5日 - 2015年9月26日、※2015年10月以降は月曜18時30分 - 18時57分枠に移動）
- 妖怪ウォッチシリーズ
  - 妖怪ウォッチ もんげーセレクションズラ!（2015年10月3日 - 2016年3月26日、※セレクション放送、本放送は水曜19時00分 - 19時27分枠→金曜18時30分 - 18時55分枠[注釈 88] にて放送）
- リルリルフェアリルシリーズ
  - リルリルフェアリル〜妖精のドア〜（☆2016年4月2日 - 2017年3月25日、※日曜朝7時00分 - 7時30分枠より移動。テレビ東京との同時ネットに昇格。第2期『リルリルフェアリル〜魔法の鏡〜』は『特捜警察ジャンポリス』と枠交換し、金曜17時55分 - 18時25分枠へ移動）
- アニメ枠中断（2017年4月 - 2019年3月はバラエティ番組を放送）
  - 特捜警察ジャンポリス（非アニメ・バラエティ番組）（2017年4月1日 - 2019年3月30日、※金曜17時55分 - 18時25分枠より移動。）
- けだまのゴンじろー（2019年4月6日 - 2020年3月28日）
- シャドウバースシリーズ
  - シャドウバース（2020年4月11日 - 2022年3月19日、※本放送中のリピート放送→再放送、本放送は火曜17時55分 - 18時25分枠にて放送）
  - シャドウバースFLAME（2022年4月2日 - 10月22日、※2022年10月29日より土曜朝9時30分 - 10時00分枠に移動）
- ニンジャラ（2022年10月29日 - 2023年9月30日、※土曜朝10時30分 - 11時00分枠から移動、2023年10月7日より土曜朝7時30分 - 8時00分枠に移動）
- アニメ枠中断（2023年10月は日曜朝7時00分 - 7時30分の番組の傑作選を放送、2023年11月 - 12月はバラエティ番組を放送）
  - あきらめないのがオレのTV（非アニメ・バラエティ番組、ゲーム『ブラッククローバーモバイル』に関するゲーム情報番組）（2023年11月4日 - 12月23日）
- ミックスジュース! （海外アニメ、二ヶ国語版、2024年1月6日 - 3月30日）
  - ホットウィール モンスタートラック （Hot Wheels Monster Trucks Camp Crush  、マテル・インターナショナル製作。）
  - バービードリームハウスアドベンチャー（英語版） 、 （約22分のエピソードを複数回に分割して放送）Netflix製作。
- オーイ! とんぼ[36] （第1期 : 2024年4月6日 - 9月28日[注釈 89] 、第2期 : 2024年10月5日 - 2025年3月22日[注釈 90]※テレビ東京・BSテレ東共同製作。）
- アニメ枠中断（2025年3月29日は経済番組『日経スペシャル ブレイクスルー 〜不屈なる開拓者〜』を1時間繰り下げて放送、2025年4月5日-6月28日は通販番組『虎ノ門市場』を放送）

#### 10時30分 - 11時00分
テレビ東京系同時ネット枠
- 家庭教師ヒットマンREBORN!（2006年10月7日 - 2010年9月25日）
- 爆丸シリーズ
  - 爆丸バトルブローラーズ ニューヴェストロイア（2010年10月2日 - 2011年3月26日[注釈 91]、※火曜19時00分 - 19時30分枠から移動、第3期『爆丸バトルブローラーズ　ガンダリアンインベーダーズ』は日曜朝9時00分 - 9時30分枠へ移動して放送、第1期『爆丸バトルブローラーズ』は木曜17時30分 - 18時00分枠にて放送）
- FAIRY TAILシリーズ
  - FAIRY TAIL（第1期）（2011年4月2日 - 2013年3月30日、※テレビ東京・電通共同製作。月曜19時30分 - 20時00分枠から移動）
- 探検ドリランド -1000年の真宝-（2013年4月6日 - 2014年3月29日、※テレビ東京・電通・東映アニメーション・グリー共同製作。第1作「探偵ドリランド」は2012年7月期に土曜23時30分-23時55分枠にて放送）
- FAIRY TAILシリーズ
  - FAIRY TAIL （第2期）（2014年4月5日 - 2016年3月26日、※テレビ東京・電通共同製作。第3期は日曜朝7時00分 - 7時30分枠にて放送）
- アニメ枠中断（2016年4月 - 2019年3月はゴルフ番組「ゴルフの真髄」[注釈 92]、バラエティ番組「母ちゃんに逢いたい!」[注釈 93]、「TVチャンピオン極 〜KIWAMI〜」[注釈 94]を放送）
- パウ・パトロール（海外アニメ、二ヶ国語版）
  - パウ・パトロール（第1話 - 第26話）（2019年4月6日 - 9月28日、※タカラトミー・小学館・学研・OLM DIGITAL・テレビ東京共同製作。）
- アイカツ!シリーズ
  - アイカツオンパレード!（2019年10月5日 - 2020年3月28日）
- アニメ枠中断（2020年4月 - 9月は音楽番組「JAPAN COUNTDOWN」[注釈 95]を放送）
- パズドラ（2020年10月3日 - 2021年9月25日、※第1話から第51話まで再放送、本放送は月曜18時25分 - 18時55分枠→土曜朝9時30分 - 10時00分枠→日曜18時00分 - 18時30分枠にて放送）
- アニメ枠中断（2021年10月 - 12月はテレビドラマ「ひねくれ女のボッチ飯」の再放送を実施）
- ニンジャラ（2022年1月8日 - 10月22日、※ 2022年10月29日より土曜10時00分 - 10時30分枠に移動）
- アニメ枠中断（2022年10月[注釈 96]以降）

#### 20時54分 - 21時20分
- 八十亀ちゃんかんさつにっき4さつめ（○2022年4月9日 - 6月11日、※テレビ愛知・AT-X・BS11共同製作）

以下土曜22 - 23時台開始の枠はテレビ東京系同時ネット。

#### 22時55分 - 23時20分
- テガミバチ（☆2009年10月3日 - 2010年3月27日）

#### 23時00分 - 23時30分
- SPY×FAMILYシリーズ
  - SPY×FAMILY Season 1（第1クール）（☆2022年4月9日 - 6月25日、複数の系列外局でも遅れネット。 CSではアニマックスでも放送。※東宝・集英社・テレビ東京・ウィットスタジオ・CloverWorks・小学館集英社プロダクション共同製作。）
- アニメ枠中断（2022年7月-9月は『単発番組』を放送。）
- SPY×FAMILYシリーズ
  - SPY×FAMILY Season 1（第2クール）（☆2022年10月1日 - 12月24日、複数の系列外局でも遅れネット。 CSではアニマックスでも放送。※東宝・集英社・テレビ東京・ウィットスタジオ・CloverWorks・小学館集英社プロダクション共同製作。2023年4月14日- 9月29日には金曜18時25分 - 18時55分枠にてSeason1全2クールがTXN系列全局で再放送[39]。2022年10月15日（10月14日深夜）土曜（金曜深夜）には25時23分 - 25時53分にて第14話の再放送[40]が行われた（テレビ東京の場合[注釈 97]）。）
- TRIGUN STAMPEDE（☆2023年1月7日 - 3月25日、※東宝・テレビ東京・少年画報社・ムービック・トイズファクトリー・オレンジ共同製作。テレビ和歌山(WTV)でも放送。）
- 地獄楽（第一期）（☆2023年4月1日 - 7月1日、※ツインエンジン単独製作、複数の系列外局でも遅れネット。）
- BLEACHシリーズ
  - BLEACH 千年血戦篇-訣別譚-（☆2023年7月8日 - 9月30日、※集英社・テレビ東京・電通・ぴえろ共同製作。仙台放送(OX)、新潟放送(BSN)、テレビ静岡(SUT)、広島テレビ(HTV)でも放送。BSテレ東では地上波本放送後に遅れネット[41]。）
- SPY×FAMILYシリーズ
  - SPY×FAMILY Season 2（☆2023年10月7日 - 12月23日、複数の系列外局でも遅れネット。CSではアニマックスでも放送。※東宝・集英社・テレビ東京・ウィットスタジオ・CloverWorks・小学館集英社プロダクション共同製作。2024年3月15日 - 5月17日には土曜（金曜深夜）26時05分 - 26時35分枠にて当番組の再放送が行われた。（テレビ愛知のみ））
- ぶっちぎり?!（☆2024年1月13日 - 4月6日、※MAPPA・東宝共同製作。）
- 怪獣8号（第1期）（☆2024年4月13日 - 6月29日、複数の系列外局でも遅れネット。 CSではアニマックスでも放送。※東宝・集英社・TOHO Global・プロダクション・アイジー・カラー 共同製作。2025年4月5日 - 6月21日には土曜（金曜深夜）26時05分 - 26時35分枠にて当番組の再放送が行われた。（テレビ愛知の場合[注釈 98]））
- 天穂のサクナヒメ （☆2024年7月6日 - 9月28日、※東宝・テレビ東京・Qrout共同製作。富山テレビ(BBT)、熊本県民テレビ(KKT)でも放送。）
- BLEACHシリーズ
  - BLEACH 千年血戦篇-相剋譚-（☆2024年10月5日 - 12月28日、※集英社・テレビ東京・電通・ぴえろ共同製作。複数の系列外局でも遅れネット。 CSではアニマックスでも放送。）
- SAKAMOTO DAYS（第1クール）（☆2025年1月11日 - 3月22日、複数の系列外局でも遅れネット。CSではアニマックスでも放送。※第2クールは2025年7月期に火曜（月曜深夜）24時00分 - 24時30分枠にて放送、テレビ東京・トムス・エンタテインメント・集英社共同製作。2025年1月18日（1月17日深夜）土曜（金曜深夜）には26時03分-26時33分にて第1話の再放送が行われた。（テレビ東京のみ））
- 九龍ジェネリックロマンス （☆2025年4月5日 - 6月28日、※テレビ東京・集英社・バンダイナムコミュージックライブ・ジェイアール東日本企画・バンダイナムコフィルムワークス共同製作。大分朝日放送、北陸放送でも放送。2025年6月19日（6月18日深夜）には木曜（水曜深夜）25時30分-26時00分にて第11話（テレビ東京のみ）の再放送 、6月25日（6月24日深夜）には水曜（火曜深夜）24時00分-24時30分にて第12話（TXN系列全局）の再放送が行われた。）

#### 23時20分 - 23時45分
- 真マジンガー 衝撃! Z編 on television（☆2009年4月4日 - 9月26日）

#### 23時30分 ｰ 23時55分
- 探偵ドリランド（☆2012年7月7日 - 2013年3月30日、※テレビ東京・電通・東映アニメーション・グリー・ポニーキャニオン[注釈 99]共同製作。第2作「探検ドリランド 1000年の真宝」は土曜朝10時30分 - 11時00分枠にて放送）
- 絶対防衛レヴィアタン（☆2013年4月6日 - 7月6日、※テレビ東京・dentsu・GREE・GONZO共同製作。）
- 君のいる町（☆2013年7月13日 - 9月28日、※テレビ東京・電通・GONZO共同製作。）

#### 23時55分 ｰ 24時20分
- テガミバチ REVERSE（☆2010年10月2日 - 2011年3月26日）

#### 24時50分 - 25時20分
- 涼宮ハルヒの憂鬱（2009年版）（2020年10月10日 - 12月26日、※第2クール目、※本放送時は2009年4月期および7月期にメ〜テレで放送されたため実質再放送）

#### 25時20分 - 25時50分
- 『ヒプノシスマイク -Divition Rap Battle‐』Rhyme Anima（2020年10月3日 - 12月27日、※Dazed CO.,LTD.・アニプレックス製作。第2期『ヒプノシスマイク-Division Rap Battle-』Rhyme Anima +はCBCテレビで放送。）

#### 25時45分 - 26時15分
- 魔法科高校の劣等生 第3シーズン（2024年4月16日 - 6月29日）
- ソードアート・オンラインオルタナティブ ガンゲイル・オンラインII（2024年10月5日 - 12月21日）

#### 25時50分 ｰ 26時20分
- Fate/Zero（2011年10月1日 - 12月24日）
- 偽物語（2012年1月7日 - 3月17日）
- Fate/Zero 2ndシーズン（2012年4月7日 - 6月23日、※スピンオフ作品「Fate/Apocrypha」は当局を含めた中京広域圏では未放送）
- ソードアート・オンライン（2012年7月7日 - 12月22日）
- 俺の彼女と幼なじみが修羅場すぎる（2013年1月5日 - 3月30日）
- 俺の妹がこんなに可愛いわけがない。（第2期）（2013年4月6日 - 6月29日）
- 〈物語〉シリーズ セカンドシーズン（2013年7月6日 - 12月28日）
- ニセコイ（2014年1月11日 - 5月24日、※MBSテレビ製作、第2期「ニセコイ:」は当局を含めた中京広域圏では未放送）
- 〈物語〉シリーズ キャラクターコメンタリー版（2014年5月31日 - 6月28日）
- ソードアート･オンラインⅡ（2014年7月5日 - 12月20日）
- DOG DAYS''（2015年1月10日 - 3月28日、※第1期『DOG DAYS』および第2期『DOG DAYS '』はCBCテレビで放送）
- 魔法少女リリカルなのはViVid（2015年4月4日 - 6月20日、※スピンオフ作品「ViVid Strike!」は当局を含めた中京広域圏では未放送）
- WORKING!!!（2015年7月4日 - 9月26日、※読売テレビ製作、第2期『WORKING'!!』までは中京テレビで放送）
- 終わりのセラフ 第2クール（2015年10月10日 - 12月26日）
- GATE 自衛隊 彼の地にて、斯く戦えり 第2クール（2016年1月9日 - 3月26日）
- テラフォーマーズ リベンジ（2016年4月2日 - 6月25日、※第1期『テラフォーマーズ』はCBCテレビで放送）
- ラブライブ!サンシャイン!!（第1期）（2016年7月2日 - 9月24日）
- うたの☆プリンスさまっ♪ マジLOVEレジェンドスター（2016年10月1日 - 12月24日）
- ソード･オラトリア　ダンジョンに出会いを求めるのは間違っているだろうか外伝（2017年4月15日 - 7月1日）
- 戦姫絶唱シンフォギアAXZ（2017年7月1日 - 9月30日）
- ラブライブ!サンシャイン!! （第2期）（2017年10月7日 - 12月30日）
- ダメプリ ANIME CARAVAN（2018年1月13日 - 3月31日）
- ヒナまつり（2018年4月7日 - 6月23日）
- はたらく細胞（2018年7月7日 - 9月29日）
- ベルゼブブ嬢のお気に召すまま。（2018年10月13日 - 12月28日）
- デート・ア・ライブIII（2019年1月12日 - 3月30日、※AT-X製作、第2期『デート・ア・ライブⅡ』まではぎふチャン・三重テレビで放送。※第4期『デート・ア・ライブⅣ』・第5期『デート・ア・ライブⅤ』は当局を含めた中京広域圏では未放送。）
- 戦姫絶唱シンフォギアXV（2019年7月6日 - 9月28日）
- ケンガンアシュラ（2020年1月10日 - 6月20日）
- 魔女の旅々（2020年10月3日 - 12月19日）
- 天地創造デザイン部（○2021年1月9日 - 3月27日、AT-X・BSフジ・TOKYO MX・テレビ愛知共同製作、2022年7月2日-9月24日には土曜（金曜深夜）26時05分-26時35分枠にて当番組の再放送が行われた（テレビ愛知のみ）。）

#### 25時55分 - 26時25分
- MUTEKING THE Dancing HERO（○2021年10月1日 - 12月18日、※テレビ大阪・BS日テレ・TOKYO MX・TVA advance共同製作。）
- 天国大魔境（2023年4月1日 - 6月24日、※MBSテレビ製作。）
- スパイ教室 2nd season（2023年7月15日 - 9月30日、※BS日テレ・AT-X共同製作。）

#### 26時20分 ｰ 26時50分
- 日常（2011年4月2日 - 9月24日）
- ベン・トー（2011年10月8日 - 12月24日）
- 戦姫絶唱シンフォギア（2012年1月7日 - 4月4日）
- アクセル・ワールド（2012年4月7日 - 9月22日）
- リトルバスターズ!（2012年10月6日 - 2013年4月6日）
- 変態王子と笑わない猫。（2013年4月13日 - 6月29日）
- ロウきゅーぶ!SS（2013年7月13日 - 9月28日、※第1期『ロウきゅーぶ!』は金曜（木曜深夜）26時00分 - 26時30分枠にて放送）
- リトルバスターズ! 〜Refrain〜（2013年10月5日 - 12月28日）
- のうりん（2014年1月11日 - 3月29日、※作品の舞台が所在する岐阜放送でも同時期放送。）
- selector infected WIXOSS（2014年4月5日 - 6月28日）
- 白銀の意思 アルジェヴォルン（2014年7月5日 - 12月20日）
- 少年ハリウッド -HOLLY STAGE FOR 50-（2015年1月10日 - 4月4日）
- ダンジョンに出会いを求めるのは間違っているだろうか（2015年4月4日 - 6月27日、※第2期『ダンジョンに出会いを求めるのは間違っているだろうかⅡ』及び第3期『ダンジョンに出会いを求めるのは間違っているだろうかⅢ』、第4期『ダンジョンに出会いを求めるのは間違っているだろうかIV 新章 迷宮篇・深章 厄災篇』、第5期『ダンジョンに出会いを求めるのは間違っているだろうかⅤ 』 は当局を含めた中京広域圏では未放送。（スピンオフ作品『ソード・オラトリア ダンジョンに出会いを求めるのは間違っているだろうか外伝』は当局でも放送））
- 監獄学園 -プリズンスクール-（2015年7月11日 - 9月26日）
- ヘヴィーオブジェクト（2015年10月3日 - 2016年3月26日）
- アンジュ・ヴィエルジュ（2016年7月9日 - 9月24日）
- けいおん!!（2021年1月16日 - 6月26日、 ※TBSテレビ製作、本放送時、2010年4月期および7月期に中部日本放送で放送されたため、実質再放送。）

#### 26時50分 ｰ 27時20分
- D.C.Ⅲ 〜ダ･カーポⅢ〜（2013年1月5日 - 3月30日）
- ブブキ・ブランキ（2016年1月9日 ｰ 3月26日）
- ブブキ・ブランキ 星の巨人（2016年10月1日 - 12月17日）
- テイルズ オブ ゼスティリア ザ クロス 第2期（2017年1月14日 -  4月1日）
- 武装少女マキャヴェリズム（2017年4月7日 - 6月23日）
- 少女終末旅行（2017年10月7日 - 12月23日）
- はるかなレシーブ（2018年7月7日 - 9月22日）
- 火ノ丸相撲（2018年10月6日 - 2019年3月30日）
- 宇崎ちゃんは遊びたい!（2020年7月11日 - 9月26日）

#### 27時20分 ｰ 27時25分
- 信長の忍び（2016年10月8日 - 2017年4月1日）
- 信長の忍び〜伊勢・金ヶ崎篇〜（2017年4月8日 - 9月30日、※第3期「信長の忍び〜姉川・石山篇〜」は当局を含めた中京広域圏では未放送）
- aiseki MOGOL GIRL（2017年10月7日 - 12月23日）

## テレビアニメ以外のアニメ関連番組
- アニメ大好き!（2020年7月4日 - 2020年12月27日、日曜 21:54 - 22:00 ※9月26日までは土曜 21:54 - 22:00） - アニメ宣伝番組。時間帯や新作・再放送問わず自社で流れるアニメのCMを数本流す他に新規のアニメ放送情報（主にローカル枠で流す再放送や映画等の特番）が当枠で初解禁となる場合がある。
- キャラ＠声部（2020年4月5日 - 2022年3月20日、土曜 27:20 - 27:25） - 現在はショートアニメを3本流す枠となっている。